# Max Jacob
Pour les articles homonymes, voir Jacob (homonymie).
Œuvres principales
- Le Cornet à dés (1917)
- Le Laboratoire central (1921)
- Filibuth ou la Montre en or (1923)

Compléments
- Cahiers Max Jacob édités par les Amis de Max Jacob.
- Prix Max Jacob décerné chaque année depuis 1950.
- Maison et théâtre Max-Jacob à Quimper.

Max Jacob, né Max Jacob Alexandre le 12 juillet 1876 à Quimper et mort le 5 mars 1944 à Drancy, est un poète moderniste, romancier et peintre français.
Précurseur de Dada puis du surréalisme sans y adhérer, il bouleverse de son vers libre et burlesque la poésie française dès 1917, après avoir renoncé à sa carrière de journaliste auprès d'Alphonse Allais et s'être intimement lié à Pablo Picasso, Guillaume Apollinaire, Marie Laurencin, André Salmon, Amedeo Modigliani. Artiste vivant principalement de sa peinture, laquelle a été assimilée à l'École de Paris, il devient à partir de 1934 un épistolier influent, en particulier sur Jean Cocteau, et prolixe, dont la théorie esthétique, au-delà du mysticisme qui anime son écriture, sert en 1941 de fondement à l'École de Rochefort.
Né en Basse Bretagne dans une famille juive voltairienne et non pratiquante, Max Jacob, qui restera toute sa vie tourmenté par son homosexualité, se convertit en 1915 au catholicisme après avoir eu plusieurs visions, tout en continuant à animer l'avant-garde montmartroise et montparnassienne. À partir de 1936, il mène à Saint-Benoît-sur-Loire la vie monacale d'un oblat séculier rattaché à l'abbaye de Fleury. Sa poésie témoigne dès lors du quasi-quiétisme dans lequel il assume douloureusement sa vie de pécheur comme une condition de sa rédemption. Ses origines juives lui valent, six mois avant la Libération de Paris, d'être arrêté par la Gestapo, destin qu'il accepte comme un martyre libérateur. Interné par la gendarmerie française dans le camp de Drancy, il y meurt en cinq jours, trente heures avant sa déportation programmée pour Auschwitz.

## Biographie

### Années de formation

#### Histoire d'un nom
Max Jacob Alexandre naît le 12 juillet 1876 au 14, rue du Parc à Quimper, à l'entresol du café qui fait l'angle avec la rue Saint-François, dans une famille juive voltairienne non pratiquante, ne serait-ce qu'en raison de l'absence de coreligionnaires et de synagogue. Madame Alexandre, née Jacob, donne à ses trois cadets Jacob pour deuxième prénom (Gaston Jacob, Max Jacob, Jacques Jacob).

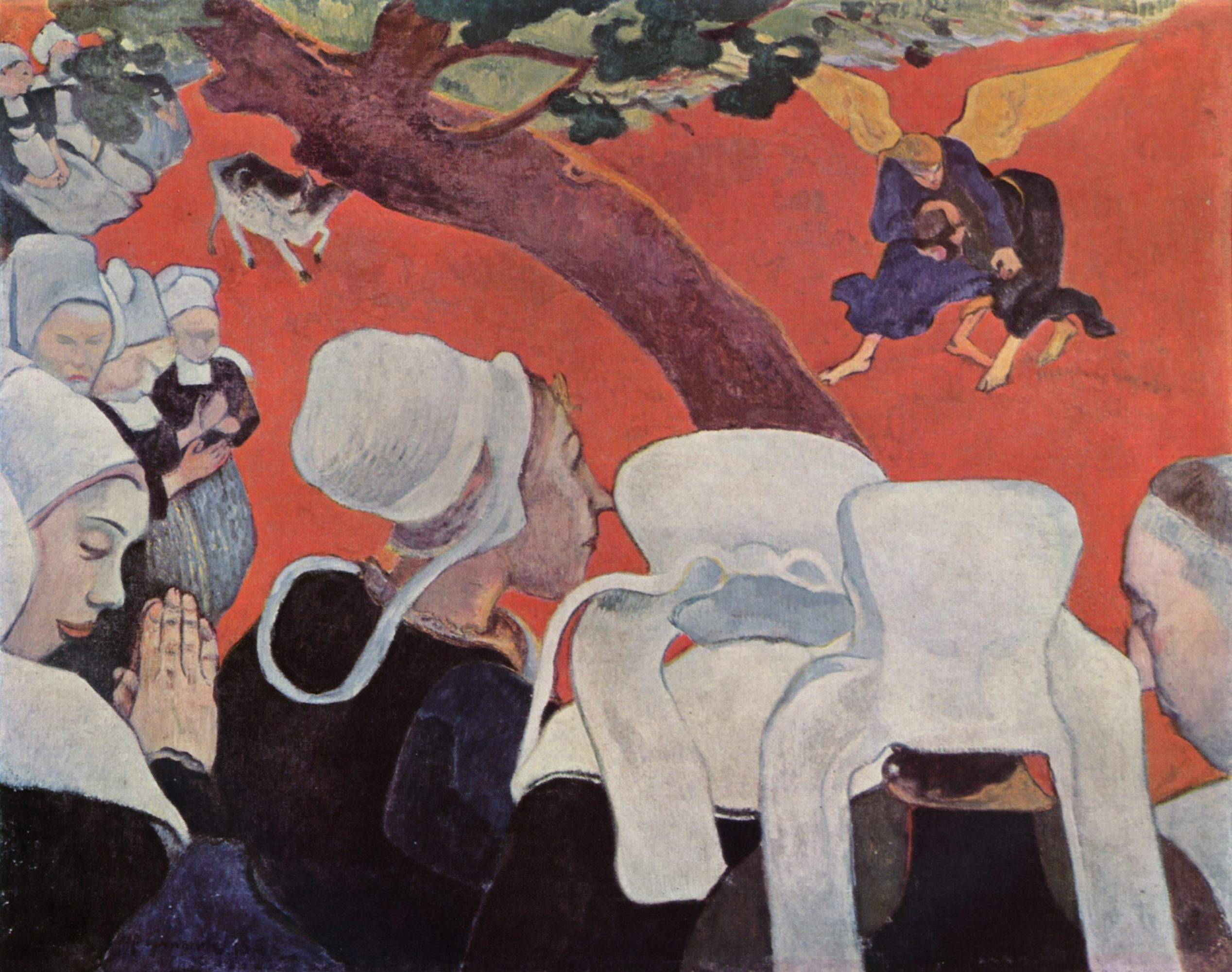
Max Jacob, toute sa vie tourmenté par ses démons, placera l'ensemble de son œuvre sous le signe de Jacob luttant avec l'Ange, représenté ici par Gauguin, en 1888. Il finira par voir dans le changement de nom d'Israël et l'acquisition du droit d’aînesse par celui-ci la prémonition de la conversion des Juifs au christianisme, dont enfant il souffrait d'être exclu.

Le grand-père paternel de Max Jacob, Samuel Alexandre, est un colporteur né dans la Sarre, autrefois française, au sein d'une famille de maquignons. Il est issu de ces familles ashkénazes de l'ex-Cisrhénanie qui ont été émancipées par la France révolutionnaire et ruinées par les guerres napoléoniennes. Il immigre en France à l'âge de treize ans et finit par s'installer en 1858 à Quimper, où il fera fortune dans la confection. Aidé de ses deux fils, il ouvre en 1870 plusieurs succursales, dont un magasin proposant toutes sortes d'objets pittoresques bretons, pratique des campagnes publicitaires et remporte plusieurs prix d'expositions universelles, notamment celle de 1867.
Le père de Max Jacob, Lazare Alexandre, exerce le métier de kemener, c'est-à-dire tailleur-brodeur. Dans la Bretagne d'alors, c'est un métier estimé par les coquettes de Quimper et leurs maris bourgeois, mais, en raison de préjugés relatifs à la virilité, moqué par le peuple des campagnes et les enfants. Quand Lazare Alexandre épouse en 1871 une Parisienne, Prudence Jacob, il est, dans l'entreprise paternelle, à la tête d'une équipe de  dennerien neud, brodeurs travaillant à domicile. Les Jacob possèdent des ateliers de confection à Lorient, et c'est sous la marque « Jacob » que l'entreprise Alexandre développe sa notoriété.
Le 16 juillet 1888, Samuel Alexandre et ses fils font changer leur nom à l'état civil et adoptent officiellement le nom de famille « Jacob », sous lequel ils sont connus de leurs clients. « Jacob » a en outre l'avantage d'être, comme beaucoup de prénoms bibliques, un patronyme typiquement cornouaillais. Max Jacob Alexandre a douze ans quand il devient Max Jacob.
Max Jacob a de nombreux cousins plus ou moins éloignés, comme : la résistante Andrée Jacob, le compositeur Maxime Jacob, alias Dom Clément Jacob, Jean-Richard Bloch, Ernest La Jeunesse, Sylvain Lévi.

#### Enfance bretonne (1876-1894)

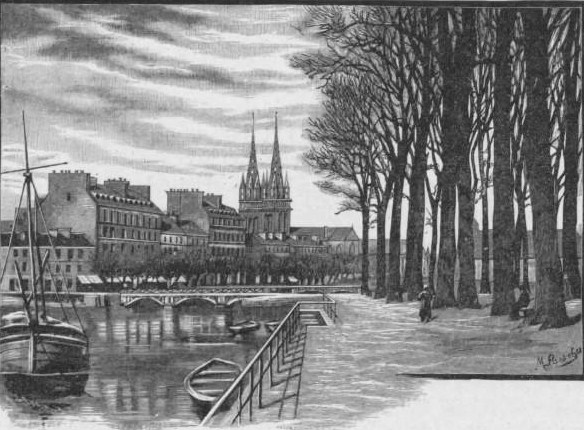
Le pâté de maisons où habitent les Alexandre devant les marronniers qui bordent l'Odet (gravure de Louis Barroin, L'Odet et la cathédrale de Quimper, 1899). De sa chambre, Max Jacob voyait la cathédrale Saint-Corentin où il n'avait pas le droit de rejoindre ses camarades.

Vivant au premier étage d'une élégante maison neuve au 8, rue du Parc, le long de l'Odet, le petit Max passe à Quimper une enfance confortable, imprégnée de légendes et de la ferveur catholique des pardons qu'exaltent la défaite de 1870, la Grande Dépression, l'implication du clergé dans le revanchisme et le « redressement moral », puis la politique de l'« esprit nouveau », notamment par le culte du Sacré-Cœur. N'ayant pas reçu le baptême, il souffre d'être exclu de cette vie fervente, particulièrement quand les processions défilent sous les six fenêtres du balcon. Il apprend l'orgue dans la cathédrale Saint-Corentin avec son professeur de piano.
Depuis son plus jeune âge, il manifeste une phobie des chiens même petits, peur irrationnelle qui le poursuivra toute sa vie, de sorte qu'il se fera mordre de nombreuses fois et que les animaux représenteront souvent dans sa poésie des lieux d'angoisse. Dès l'âge de huit ans, il s'amuse à prédire avec assurance l'avenir de ses camarades et fait des horoscopes. Il se moque des enfants bretonnants et joue aux « rêves inventés ». Battu par sa sœur et son frère aînés, il ne trouve pas de consolation auprès d'une mère railleuse, toute à sa toilette, et restera très attaché à la petite dernière, Myrthe-Léa, qui a huit ans de moins que lui.
À treize ans, afin de soigner sa nervosité débordante, il est envoyé à Paris consulter Jean-Martin Charcot, lequel pratique une psychothérapie fondée sur la suggestion et utilise parfois l'hypnose. Il passe l'année scolaire 1890-1891 dans une maison de santé pour adolescents issus des milieux favorisés. Au retour de cette expérience parisienne, où la fréquentation des pensionnaires l'a sensibilisé aux beaux-arts et à la musique, il entame une scolarité des plus brillantes, conversant souvent en privé avec ses professeurs, collectionnant les prix en histoire, en sciences naturelles, en allemand, en rhétorique. Il s'enthousiasme pour Baudelaire et Jules Laforgue et, avec ses camarades les plus exaltés, essaie de lancer des revues littéraires qui fâchent le proviseur. En 1894, il obtient un huitième accessit au concours général de philosophie, et se voit proposer une bourse pour préparer le concours de Normale, dans une classe du prestigieux lycée Lakanal, à laquelle il renonce.

#### Étudiant dans le Paris de la Belle Époque (1895-1898)
À la rentrée 1894, Max Jacob choisit de suivre à Paris les traces de son frère aîné, Maurice « l'Africain », à l'École coloniale. Il s'y oriente pour devenir cadre dans l'administration coloniale de l'Indochine. Logeant à l'hôtel Corneille, rue Corneille, dans le Quartier latin, il suit en parallèle le cursus de la Faculté de droit de la Sorbonne.
Le 4 mars 1895, son meilleur ami, Raoul Bolloré, petit-neveu de l'industriel Jean-René Bolloré et génie précoce, auquel il voue une admiration particulière empreinte d'exaltation, se suicide à Rennes, en se jetant dans la Vilaine. Il en portera le deuil mélancolique toute sa vie. Il échoue à tous ses examens et l'année scolaire 1895-96 est une année de redoublement, tant à la Faculté de droit qu'à l'École coloniale. Dans celle-ci, il prépare par anticipation les concours d'entrée dans l'administration pénitentiaire coloniale.
Réformé en décembre 1896 pour insuffisance pulmonaire au bout de deux mois de service militaire passé au 118e de ligne de Quimper, il attend la rentrée suivante dans une mansarde de la maison paternelle aménagée par lui, en s'adonnant avec rage au piano et au dessin paysager. Au bout du premier trimestre de sa seconde année, en décembre 1897, il est conduit à démissionner de l'École coloniale. Renonçant aux rêves de voyages exotiques, il retourne pour quelques semaines à Quimper, où il retrouve son piano et son désœuvrement.
À vingt et un ans, attiré par le tourbillon de la fête parisienne, rêvant de devenir l'homme de lettres promis par le concours général, il profite de sa majorité, au grand dam de ses parents, pour retrouver Paris en février 1898, où un collègue l'héberge provisoirement. Tout en continuant ses études de droit, passant d'une chambre misérable à l'autre, boulevard Arago puis rue Denfert-Rochereau, il tâche de gagner sa vie comme accompagnateur de piano, puis animateur d'un cours de dessin dans une école communale. En décembre 1898, il passe avec succès ses examens et reçoit son diplôme de licence de droit, option droit maritime, le 6 janvier 1899.

#### Journaliste caractériel (1899-1901)
En décembre 1898, Max Jacob, introduit par le peintre et ami Fernand Alkan-Lévy auprès de Roger Marx et recommandé par celui-ci, commence à exercer comme critique d'art sous le nom de son grand-père maternel, Léon David, au Moniteur des arts, ce qui lui permet de parcourir les expositions. En septembre 1899, il est promu rédacteur en chef de La Revue d'art, nouveau titre de cette revue, publiée par Ernest Flammarion et reprise par Maurice Méry.

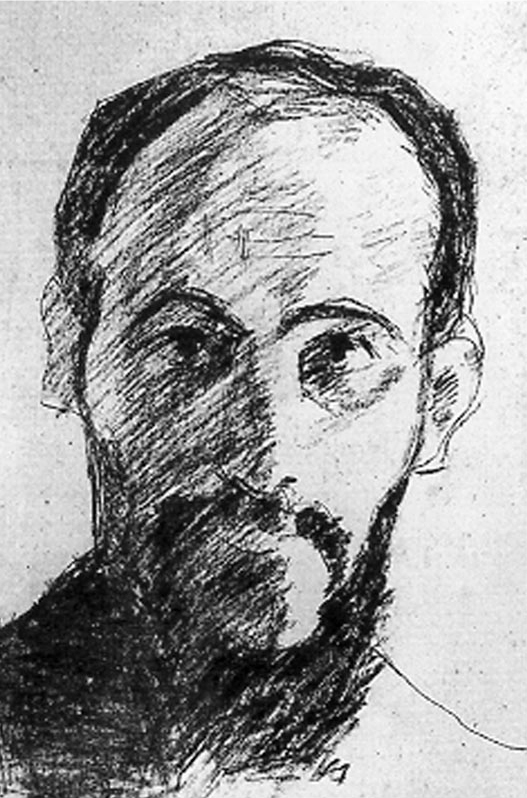
Autoportrait au crayon daté de 1901.

Celui-ci veille comme un père sur le jeune homme et Madame Méry reçoit à dîner le protégé de son mari. Installé dans la carrière de journaliste, Max Jacob, alias Léon David, porte barbe et redingote. Il est devenu l'objet de la fierté familiale. Payé vingt francs, somme relativement considérable, par article hebdomadaire, il s'offre des cours de dessin à l'atelier dont Jean-Paul Laurens a confié l'animation à ses élèves, à l'Académie Julian.
Le ton condescendant et le style pédant par lesquels les articles de Léon David proclament la fin du classicisme agacent, au point que son directeur, Maurice Méry, se sent obligé de prendre la plume et de défendre l'indépendance de ses journalistes. Lassé du métier d'écrivaillon tirant à la ligne, exaspéré par un lectorat conformiste, Max Jacob démissionne à la fin d'octobre 1899 et tombe malade. En janvier 1900, il revient prendre un poste de secrétaire de rédaction au Sourire, une revue satirique fondée par Maurice Méry quatre mois plus tôt et appartenant au même groupe de presse Le Gaulois[réf. nécessaire]. Il y publie quelques articles, dont certains signés du nom de son rédacteur en chef, Alphonse Allais.
C'est à Montmartre, chez Pedro Mañach, qu'en juin 1901, après en avoir admiré une des toiles exposées chez Ambroise Vollard, Max Jacob, qui a laissé sa carte à chaque fois qu'il passait à la galerie avec un mot pour le peintre méconnu, fait la connaissance de Pablo Picasso. Auprès du critique, de cinq ans son aîné, le jeune peintre fraîchement arrivé d'Espagne et dont le compagnon d'infortune, Carles Casagemas, perdu d'alcool, vient de se suicider, se familiarise avec le français et le Paris des arts.
Max Jacob, reconnu par la profession et estimé des peintres, mais déçu par sa « conquête de Paris », décide de tenter sa chance dans sa province. Ce qui le détermine à briser sa carrière, c'est la prise de conscience de l'écart entre la langue pratiquée par les journalistes et son projet initial de devenir écrivain. Il publie son dernier article dans Le Sourire le 21 décembre 1901, un poème intitulé en forme de sourire Enterrement, trois jours avant Noël.

### L'aventure de l'art moderne

#### Le tournant Picasso (1902)
Rentré à Quimper, Max Jacob, à vingt-cinq ans, s'essaie à divers métiers, dont celui de menuisier. Son espoir d'obtenir par relation un poste de petit fonctionnaire ayant été déçu, il retourne à Paris, où il trouve à louer une chambre quai aux Fleurs. Il se retrouve sans soutien et multiplie les emplois à l'essai. En 1902, il est clerc d'avoué, précepteur, employé de l'Entrepôt Voltaire.
En octobre 1902, Pablo Picasso, rencontré quinze mois plus tôt et reparti à Barcelone en janvier, revient à Paris. Les deux crève-la-faim s'entendent pour partager la chambre que Max Jacob loue boulevard Voltaire, dans le quartier de la rue Popincourt de Casque d'or et des Apaches. Ils y dorment à tour de rôle, le poète la nuit, le peintre le jour. Cette surexploitation pratiquée par les marchands de sommeil est tout à fait habituelle dans un Paris haussmannien peuplé d'ouvriers. Pour payer sa part, Max Jacob accepte tout travail. Il vend des horoscopes dans les palaces, à des femmes du demi-monde et à leurs clients, de faux princes russes.

#### La bohème montmartroise (1903-1906)

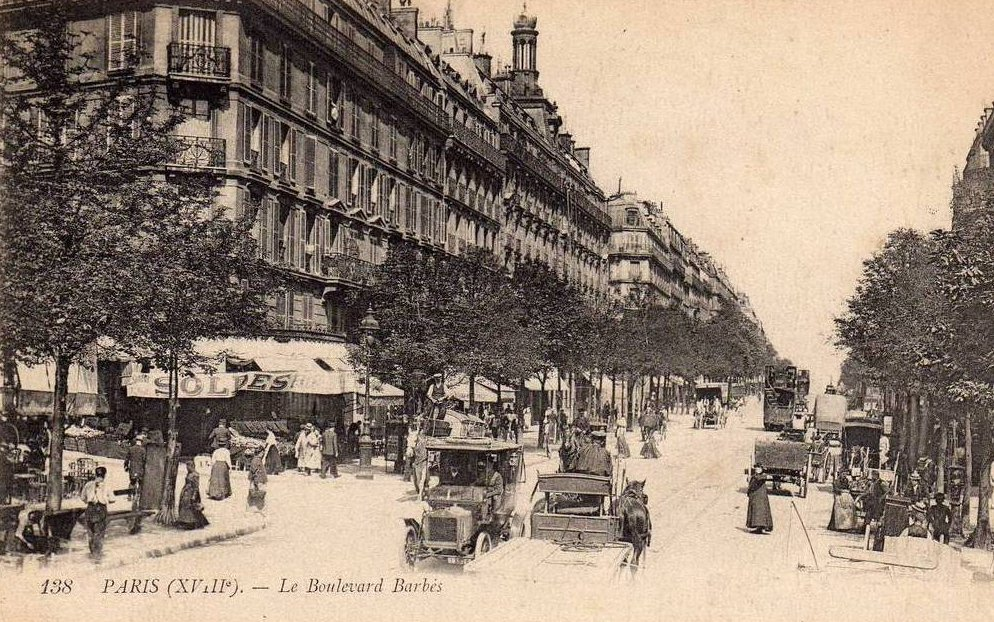
Le Barbès de Max Jacob.

En janvier 1903, Pablo Picasso repart pour Barcelone et Max Jacob emménage 33 boulevard Barbès, au pied de la butte Montmartre. Il entame une amitié indéfectible avec André Salmon, qu'il a rencontré en juin 1902, en même temps qu'Edmond-Marie Poullain au Caveau du Soleil d'or, au cours d'une des soirées de La Plume qu'organise Karl Boès et que fréquente aussi un ami de ce dernier, son ancien directeur Alphonse Allais. Il se lie aux autres peintres qui fréquentent la bohème montmartroise au Chat noir, 68 boulevard de Clichy : Georges Braque, Henri Matisse, Amedeo Modigliani, mais aussi les critiques d'avant-garde, dont Beatrice Hastings. Il a une aventure libertine avec une femme pauvre rencontrée à l'entrepôt Voltaire, Cécile Acker, « seule passion
violente de sa vie » qui le désespère.
C'est la misère noire. Plutôt que de se nourrir, Max Jacob dépense avec ses amis le peu de pension qu'il reçoit de son père en mauvais vin au Lapin Agile et autres guinguettes. Il survit grâce à de petits métiers, balayage, garde d'enfants… Déguisé en disciple de l'École de Pont-Aven, il porte le costume glazic de son Quimper natal, s'initie en autodidacte à la poésie et à la gouache, et essaie de vendre ses œuvres le soir dans les cafés du quartier interlope de Montmartre. De Barcelone, Pablo Picasso lui conseille de renoncer à Cécile Acker et lui suggère d'écrire pour les enfants. L'Histoire du roi Kaboul Ier et de son marmiton Gauwain lui rapporte cent francs et un début de reconnaissance, le livre servant de prix scolaire.
En 1904, il est employé à la centrale d'achat que son cousin Gustave Gompel possède, Paris-France, mais son incompétence fait interrompre l'expérience au bout de huit mois. Il abuse en effet de l'éther, source de son inspiration. En novembre, Picasso lui présente un critique avant-gardiste, Guillaume Apollinaire. La rencontre a lieu dans un bar de la rue d'Amsterdam, l'Austin's Fox. Le Journal des Instituteurs publie de lui, en quatre épisodes, un conte pour enfants, Le Géant du Soleil.
En 1905, il se fiance à Cécile Acker, mais les crises mystiques de celle-ci mettent un terme au projet de ménage après seulement quelques mois. Les anciens amants resteront liés par une foi mystique partagée. Un soir de 1905, en rentrant du cirque Medrano avec Max Jacob, Pablo Picasso demande à celui-ci de poser. Picasso sculpte dans la glaise ce qui, après l'ajout d'un bonnet de bouffon, deviendra un de ses plus célèbres bronzes, Le Fou, mais le lendemain, du portrait, seul le sourire de son ami est conservé par l'artiste.

#### La phalange cubiste (1907-1908)
En 1907, Max Jacob s'installe dans une des chambrettes du Bateau-Lavoir, au 7 rue Ravignan, où Pablo Picasso et Juan Gris ont la leur. Trois ans plus tôt, quand Picasso s'y était installé, c'était Max Jacob qui avait donné le nom de « lavoir » à cette résidence d'artistes sordide, dont l'escalier central évoque un bastingage, car il n'y a, dans toute cette maison qu'il appellera l'« Acropole du cubisme », qu'un seul et unique point d'eau.
Pablo Picasso y est en train d'achever le manifeste du cubisme qu'est Le Bordel d'Avignon. D'aucuns ont voulu voir dans le portrait d'une des femmes du tableau celui de la grand-mère avignonnaise de Max Jacob, qui a pu confier au peintre l'impression que lui inspirait durant son enfance ce personnage rude et austère. Désormais la millionnaire américaine Gertrude Stein et son frère Léo, pilotés par celui qui ne se fait pas encore appeler Pierre Roché, soutiennent Picasso. En revanche, les gouaches de Max Jacob, que Daniel-Henry Kahnweiler expose, ne se vendent guère, mais la galerie de la rue Vignon attire les amateurs de nouveauté et facilite les échanges intellectuels. C'est sans doute là que deux ans plus tard Max Jacob rencontrera Fernand Léger. Quasi mendiant, il passe le soir dans les restaurants proposer ses poèmes aux clients.
Au printemps, Marie Laurencin, amie de Braque lancée par le collectionneur Roché, rencontre Picasso à la galerie de Clovis Sagot, où elle expose. La bande du Bateau-Lavoir s'en trouve bouleversée. Elle est la seule jeune fille peintre, et non pas seulement un modèle, Suzanne Valadon faisant déjà figure de Materfamilias . Max Jacob, qui accuse une différence d'âge, est à la fois séduit par Marie Laurencin, choqué par l'amour libre et blessé d'être rejeté. Le groupe se restructure autour des deux couples Laurencin-Apollinaire et Fernande-Picasso, éloignant un peu plus Max Jacob de ce dernier. L'admiration pour Apollinaire n'est pas non plus réciproque. Quand celui-ci devient le principal animateur de La Phalange, revue que dirige Jean Royère, il se garde bien de prévenir son ami poète. C'est qu'il le considère, ainsi que Picasso, non comme un artiste, mais comme un compagnon loufoque, un peu stupide sinon complètement fou, mais sachant rire à propos,,.
Un soir de juin 1907, en compagnie des deux couples, auxquels se sont joints Maurice Princet et sa femme Alice, il expérimente le haschich. En juillet, c'est lui que Fernande Olivier, rendue stérile par une « fausse couche », charge de ramener à l'orphelinat la petite Raymonde, âgée de treize ans, que le couple avait trois mois plus tôt envisagé d'adopter. Seul Max Jacob avait prêté un peu d'attention à l'orpheline. Jalousie ou prévention maternelle, sa mère adoptive craignait désormais de la voir entraînée dans les fantasmes de Picasso. Celui-ci avait en effet commencé à dessiner l'adolescente nue.
Peu de temps après, à cause d'une chansonnette grivoise sur Marie Laurencin qu'il a composée et fait jouer dans un cabaret, Max Jacob manque de se faire casser la figure par Guillaume Apollinaire. Au printemps 1908, la fâcherie oubliée, celui-ci, qui a le sens des relations et de la publicité, ce que Max Jacob n'a pas, consent enfin, pour une fois, à l'occasion de la présentation de la nouvelle formule de La Phalange, à le révéler au public, à le compter parmi les acteurs de ce qu'il appellera L'Esprit nouveau et à publier deux de ses poèmes.

#### Vocation mystique (1909-1911)

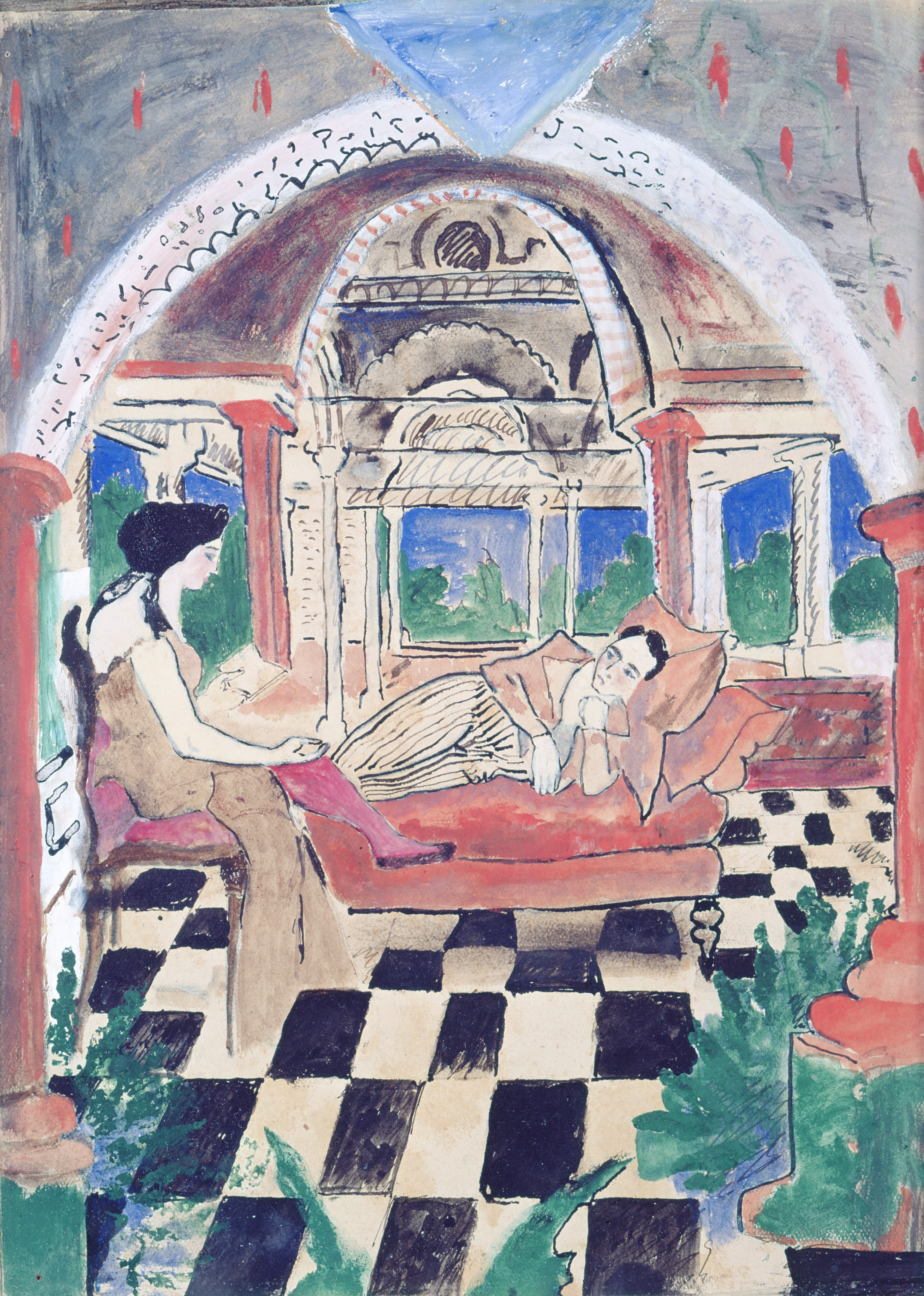
Guillaume Apollinaire et sa muse, réponse donnée en 1910 par le peintre Max Jacob à La Muse inspirant le poète du Douanier célébrant le couple Laurencin-Apollinaire.

Seul face à ses démons, Max Jacob étudie, à la bibliothèque le jour et veillant la nuit, les textes mystiques, le Zohar et quelques autres textes de la Kabbale, le bouddhisme, l'astrologie, l'occultisme. Toujours affamé, il ajoute à sa consommation d'éther, qu'il achète au litre, celle des tisanes de jusquiame, qui lui servent à invoquer les démons, mais ce qui lui arrive le 22 septembre 1909, à l'âge de trente-trois ans, est d'une tout autre nature. Alors qu'il rentre de la Bibliothèque nationale, l'image d'un ange lui apparaît sur le mur de sa chambre au 7, rue Ravignan : « […] Quand j'ai relevé la tête, il y avait quelqu'un sur le mur ! Il y avait quelqu'un ! Il y avait quelqu'un sur la tapisserie rouge. Ma chair est tombée par terre. J'ai été déshabillé par la foudre ! » Il entoure l'apparition d'un cercle tracé sur le revêtement du mur. Élevé dans l'athéisme, mais sensible aux racines juives de sa famille, il se convertit intérieurement au catholicisme.
Pendant deux années, il se plonge dans ce qui restera l'œuvre de sa vie, une exégèse occultiste de l'Évangile, de l'Ancien Testament et des Pères de l'Église, qui lui donne les clefs des visions qui continuent d'absorber son esprit. Il y cherche les réponses aux voix qui lui disent Na !, c'est-à-dire « secret » en hébreu. Il y trouve les preuves que le génie est une forme du phénomène de possession, manifestation du Saint Esprit qui est, selon lui, le nœud de l'Évangile.
Il reste logé et habillé misérablement. Picasso, devenu riche, s'est installé dans un grand appartement bourgeois de la place de Clichy, 11 boulevard de Clichy, et a une domestique, mais refuse à son ex-compagnon d'infortune l'aide financière qu'il lui demande. Toutefois, le peintre grave quatre cuivres pour illustrer le premier ouvrage proprement moderne de son ami, Saint Matorel. C'est le premier livre cubiste. L'idée de l'éditeur, Daniel-Henry Kahnweiler, est de promouvoir l'art moderne en associant les peintres et poètes. Il récidivera.
Max Jacob a l'habitude de distribuer des talismans à ses amis. Un soir de chiromancie, en 1911, chez le couple Laurencin-Apollinaire, il prédit à celui-ci son destin tragique. En septembre, l'affaire du vol de la Joconde rompt les amitiés. Pablo Picasso, dans une crise de paranoïa agoraphobique au cours de laquelle il rase les murs pour éviter une police imaginaire et s'enferme à triple tour, exclut celui qui est devenu son rival le plus talentueux, Juan Gris.
En octobre 1911, au terme de deux années d'études, le Commentaire des Évangiles de Max Jacob est prêt à être imprimé. Selon la Doctrine, depuis la fin des temps évangéliques, Jésus Christ, comme celui-ci l'a annoncé dans son discours d'adieu, intervient auprès des croyants par l'intermédiaire de l'Église qu'il a fondée et de ses saints, pour être les seuls interprètes du Paraclet, et non directement par des apparitions de lui-même. Sous peine de passer pour hérétique, Max Jacob doit renoncer à le publier. Il n'en restera que quelques échos dans des conférences qu'il donnera, notamment chez Paul Poiret le 26 janvier 1912 et à Madrid en février 1926. Le manuscrit, remanié et refusé par  Gallimard en janvier 1939, est archivé à la Bibliothèque Doucet. Une version posthume sera publiée en 1947.

#### L'avant-garde montparnassienne (1912-1914)

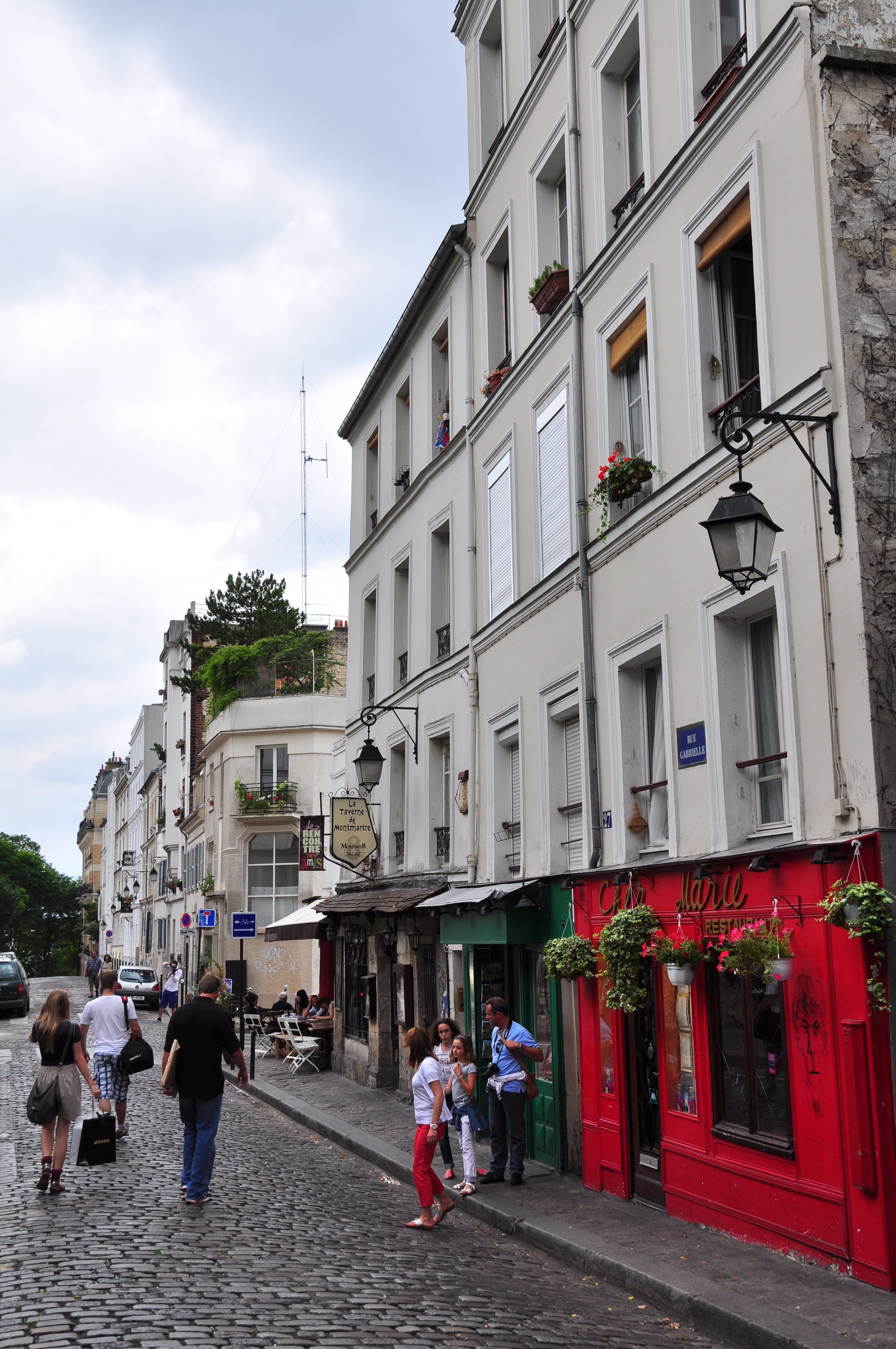
De 1913 à 1921, Max Jacob habite au bout de cette impasse de Montmartre, no 17 rue Gabrielle (au fond, à hauteur des lanternes).

À partir de la mi-décembre 1911, Max Jacob est hébergé par Pablo Picasso dans le grand appartement bourgeois de la place Clichy. Six mois plus tard, il a achevé Mémoires apocryphes, mise en scène de personnages animés par l'inconscience, mais le manuscrit, trop avant-gardiste, est refusé par Fasquelle, malgré le soutien de Paul Poiret. Il ne sera publié qu'en 1920 sous le titre Cinématoma. 

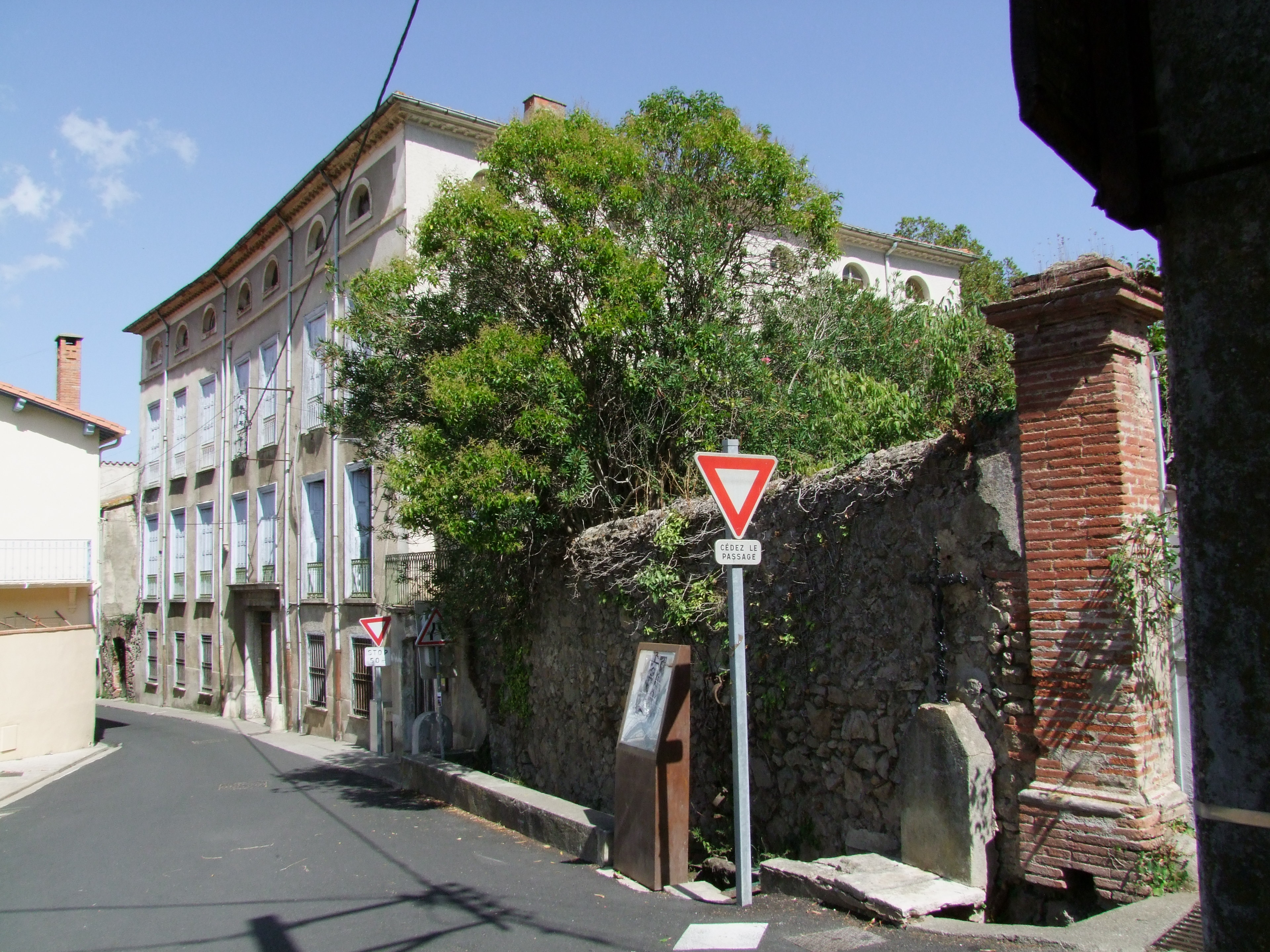
L'Ancienne Maison Delcros, 3 rue des Évadés de France à Céret.

C'est avec un Juan Gris, resté brouillé avec Pablo Picasso, qu'en 1913 Max Jacob séjourne à Céret, dans le Vallespir. Il y réalise une série de dessins du village. À son retour, il quitte définitivement sa chambrette du Bateau-Lavoir déserté. Il emménage seul à l'autre bout de la rue, au no 17 rue Gabrielle. Le numéro d'août de La Phalange a publié cinq de ses poèmes, ce qui provoque une colère mémorable de Guillaume Apollinaire, qui n'a pas été consulté.
À la fin de cette année 1913, il est toutefois de ceux que Guillaume Apollinaire sollicite pour la nouvelle édition des Soirées de Paris, Revue littéraire dont la direction a été confiée à celui-ci par le peintre Serge Férat. Jusqu'à l'éclatement de la Première Guerre mondiale, il fréquente, au cours des soirées mondaines organisées à Montparnasse, au siège de la revue, 278 boulevard Raspail, ou chez la baronne Oettingen, au 229, tout ce que la peinture, la littérature et la critique comptent de plus avant-gardiste, sur le plan artistique autant que sur le plan moral : Irène Lagut, Maurice Raynal, Blaise Cendrars, André Salmon, Fernand Léger, Albert Gleizes, Marc Chagall, Sonia Delaunay… Il est des membres de la fantomatique Société des Amis de Fantômas, qui n'a ni statut ni siège.
En 1914, il achève par Le Siège de Jérusalem, « drame injouable » illustré par Pablo Picasso et Eugène Delâtre, le cycle de la transcription de son itinéraire spirituel commencé en 1911 à travers le personnage de Saint Matorel, auquel il ajoutera un codicille en 1921. Le 16 décembre 1914, il a une vision du Christ, durant une séance de cinéma. Il en aura d'autres. Deux mois après sa vision, le 18 février 1915, Max Jacob, âgé de trente-huit ans, reçoit enfin le baptême sous le patronage de Cyprien au couvent de Sion, rue Notre-Dame-des-Champs, Pablo Picasso étant son parrain. Il pense pouvoir partager son mysticisme avec le magnétique Amedeo Modigliani, mais celui-ci, comme Picasso précédemment, préfère se tourner vers les femmes.

« Au lieu de femme un jour j'avais rencontré Dieu. »

— Max Jacob, Le Laboratoire central, 1921.

#### Le front de la révolution artistique (1915-1918)
Durant la Grande Guerre, Max Jacob, réformé en 1896, profite de la cantine de Marie Vassilieff. Il découvre avec André Salmon, Paul Fort, Blaise Cendrars, Léon-Paul Fargue, Pierre Reverdy la jeune génération de l'intelligentsia, Jules Romains, André Breton, Philippe Soupault, Jacques Lacan, Jean Paulhan, Tristan Tzara, Jean Cassou, Louis Aragon, à la Maison des Amis du Livre, librairie qu'Adrienne Monnier a ouvert en novembre 1915. Il y rencontre André Gide et Paul Valéry. Il est sollicité pour rédiger des textes présentant les expositions de ses amis peintres.

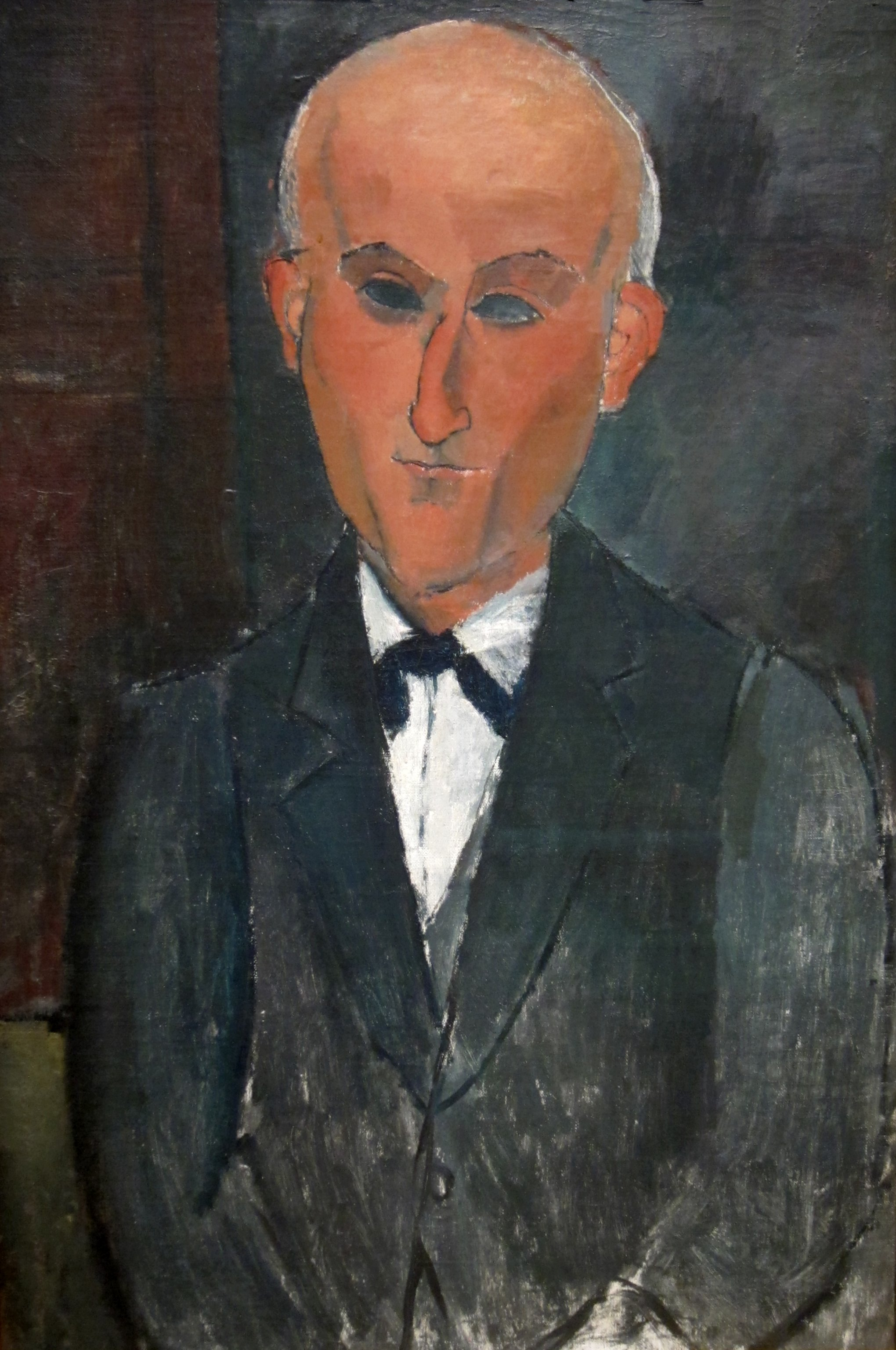
Max Jacob par Modigliani, vers 1916-1917.

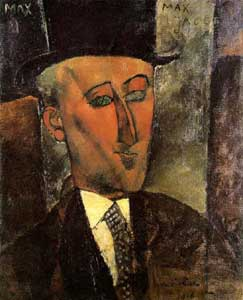
Portrait de Max Jacob par Modigliani, 1916.

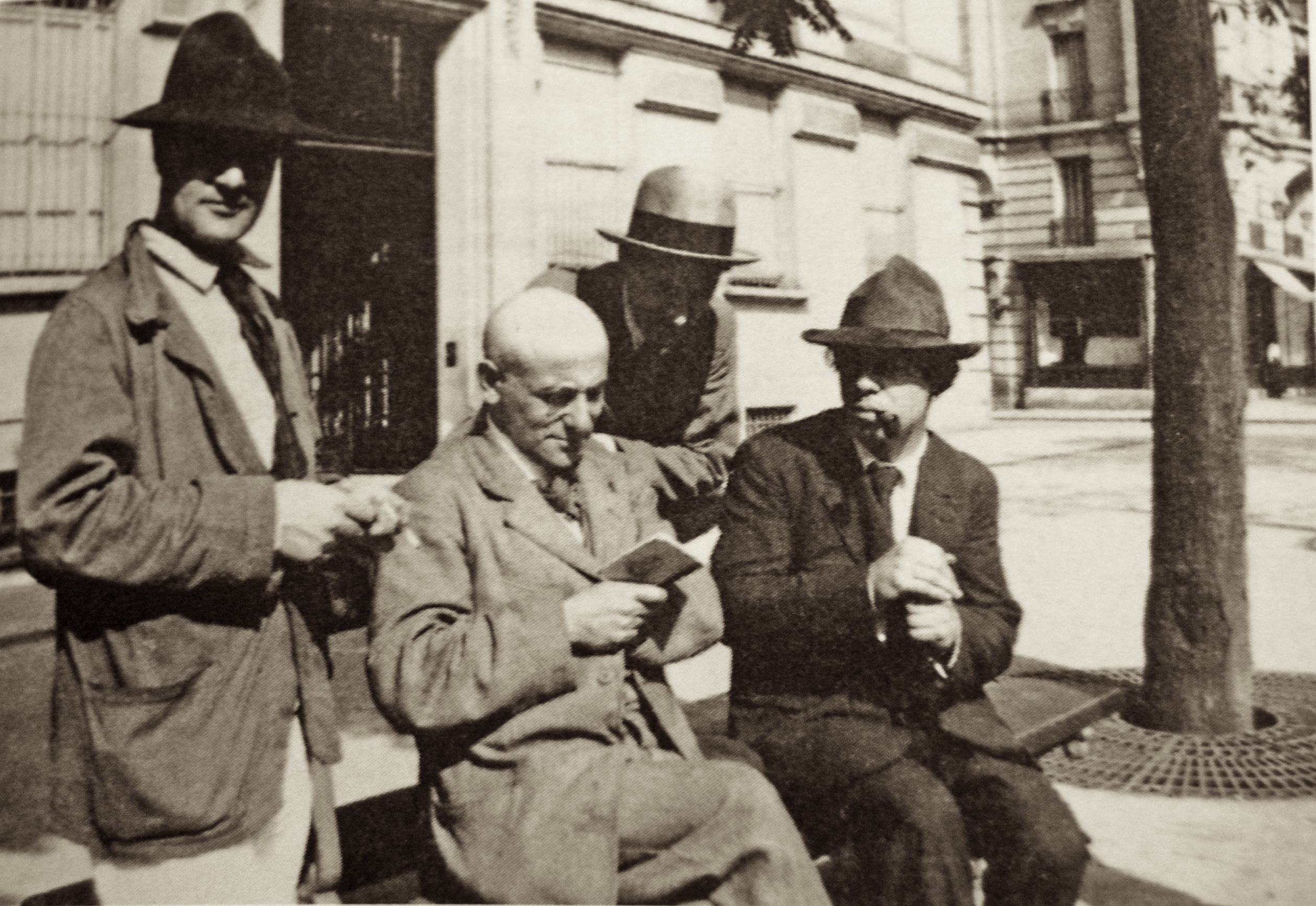
Amedeo Modigliani, Max Jacob, André Salmon et Manuel Ortiz de Zárate. Photographie prise par Jean Cocteau à Montparnasse en 1916.

En juin 1917, il est le chef de chœur des Mamelles de Tirésias de Francis Poulenc. Son père est mort quelques semaines plus tôt à Quimper, où il a été enterré avec les honneurs municipaux. Max Jacob édite à compte d'auteur Le Cornet à dés, chef-d'œuvre par lequel il accède à la notoriété d'écrivain. Le titre répond au célèbre poème graphique Un coup de dés jamais n'abolira le hasard de Stéphane Mallarmé, modernisateur de la poésie française décédé alors que Max Jacob n'avait que treize ans. Le Cornet à dès est une construction inventive de trois cents poèmes en prose méditatifs et aphorismes, presque tous écrits avant la guerre : « Il y a dans ma tête une abeille qui parle. » À l'instar de Pierre Reverdy, il qualifiera lui-même cet enchaînement de tours de passe-passe verbaux d'œuvre cubiste.
En 1918, Max Jacob se lie avec le jeune Raymond Radiguet, qu'il présente à Jean Cocteau mais qui, à l'insu de celui-ci et sous une homosexualité duplice, profite, tel Henri-Pierre Roché, d'un Paris vidé de ses hommes pour multiplier les liaisons féminines, telle Irène Lagut. Ému par le récit du génocide arménien que lui font des réfugiés, il publie une sorte de manifeste poétique pour une intervention humanitaire, Les Alliés sont en Arménie.
Le 9 novembre 1918, il est avec Jean Cocteau, Ruby, et Pablo Picasso au chevet de Guillaume Apollinaire, quand celui-ci expire à l'hôpital sous le tableau Apollinaire et ses amis qu'avait peint Marie Laurencin en 1908 et qu'ils ont dressé dans la chambre pour évoquer les amours croisées d'antan. Le lendemain, au Sacré-Cœur, il entend : « N'ayez pas peur », parole du Christ transfiguré s'adressant à ses disciples, et dessine la vision qu'il a du défunt devenu ange « comme un oiseau à tête d'homme au-dessus. Était-il mort […] ? ».

#### Un mélancolique dans les Années folles (1918-1920)

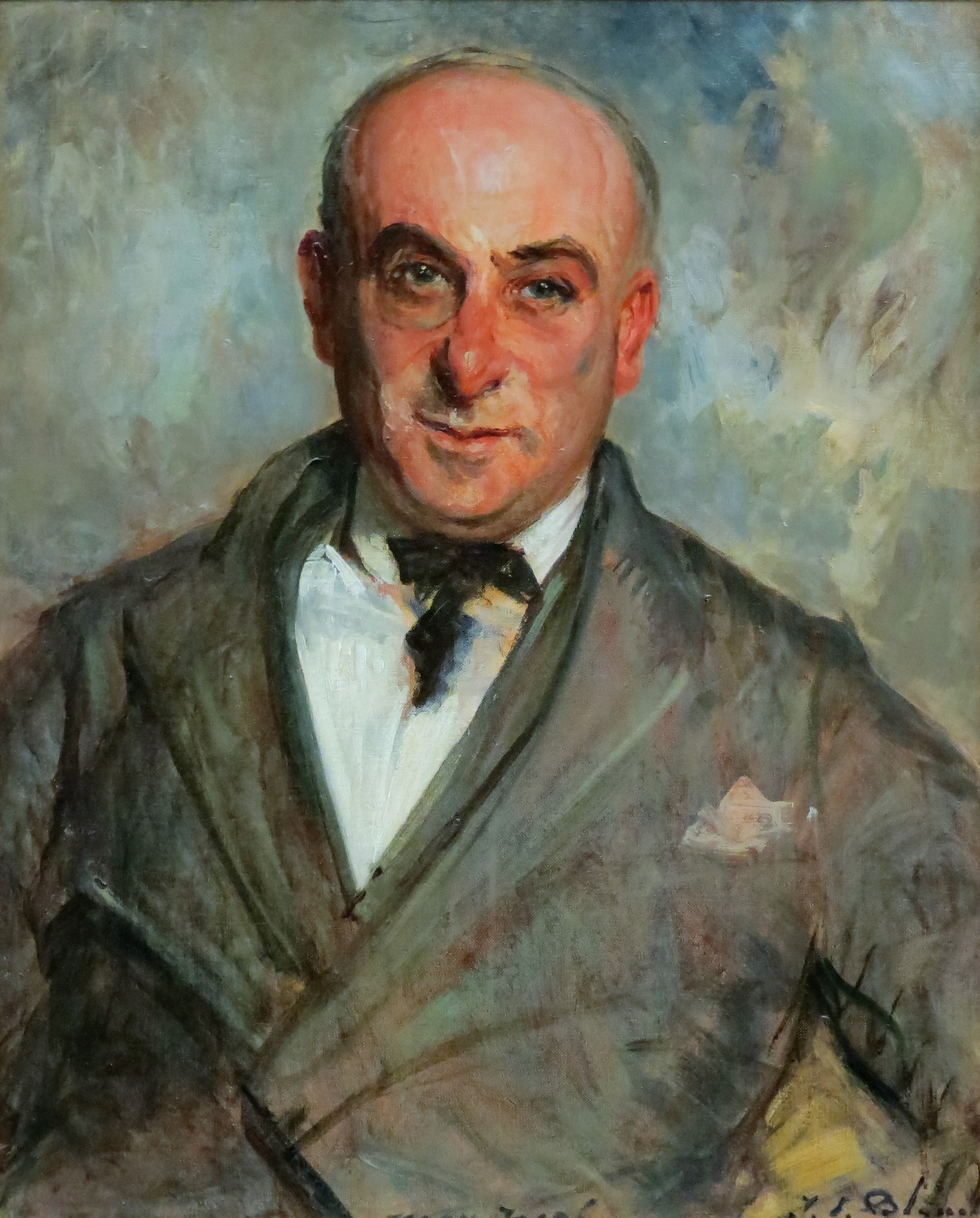
J. É. Blanche, Étude pour le portrait de Max Jacob, 1921.

La guerre finie, Max Jacob, dans les cafés en fête, Le Dôme, La Rotonde, La Coupole, retient l'attention d'une jeunesse frivole et désirable, mais il est convenu que tout ce qui a plus de trente ans sera vomi, Max Jacob comme Romain Rolland. Autour de celui-là, se forme toutefois un cénacle de jeunes auteurs qui résistent au matérialisme. Max Jacob y cultive l'amitié de Jacques Maritain, Marcel Jouhandeau, « ses deux Jeans », Aurenche et Cocteau, Jacques-Émile Blanche.
Aux folles soirées du comte et de la comtesse de Beaumont, Lucien Daudet se travestit en Spectre de la rose, mais Max Jacob, lui, paraît en robe monastique. Il se lasse du Paris des années folles et de lui-même, qui ne connaît pas la fortune, de ses amis partis, direction Nord-Sud, pour Montparnasse.
En 1920, Max Jacob participe à l'érection de la fictive République de Montmartre. Francis Poulenc lui commande Quatre poèmes. Les mélodies seront achevées en juillet 1921 et créées le 22 janvier 1922, mais la mode est versatile plus que jamais et le compositeur, délaissant la polyphonie, les reniera moins d'un an plus tard.
Le Dos d'Arlequin, tentative de « synthèse du théâtre contemporain », ne suscite pas l'intérêt des spectaculaires et provocateurs Mamelles de Tirésias, Parade et Les Mariés de la Tour Eiffel mis en scène par la jeune génération. Celle-ci pourtant, tels Joseph Delteil, Michel Leiris ou Antonin Artaud en 1921, le découvre, l'admire et prise ses conseils, alors que deux ans plus tôt Paul Dermée, qui appartient à la plus ancienne, assimilait son œuvre à une production déliquescente de malade mental. À une époque où Jacques Lacan n'avait pas encore réhabilité la théorie aristotélicienne du fou génial ni Salvador Dalí inventé celle de la paranoïa critique, c'était une faute de goût qui valut au critique d'être exclu du mouvement Dada.

### «Homme de lettres»

#### Désintoxication, reconstruction (1921-1925)

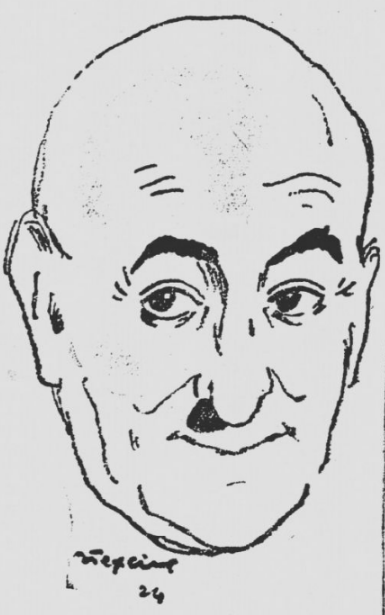
Max Jacob, humoriste croqué par Les Nouvelles littéraires le 12 avril 1924.

Un an et demi après la mort prématurée d'Amedeo Modigliani, tuberculeux détruit par l'alcool, Max Jacob renonce définitivement aux psychotropes et en 1921, sur les conseils d'un ami prêtre, il s'exile à Saint-Benoît-sur-Loire, où il est hébergé au presbytère par l'abbé Albert Fleureau. C'est là qu'il achève un long poème en vers qui exprime sa lente revertébration, Le Laboratoire central, qu'il dédie au jeune Abbé Morel, « disciple et maître ». À Saint-Benoît, il reçoit les visites de ses amis en route pour la Côte et la villa Noailles, tels André Sauvage ou Jean Cocteau.
Quand il n'écrit pas, Max Jacob se fait voyageur. À Saint Brieuc, Jean Grenier lui fait rencontrer le romancier qu'il ne sait lui-même pas être, Louis Guilloux. Dans sa Cornouaille natale, il se lie au peintre Lionel Floch et est reçu dans le cercle de Saint-Pol-Roux. Il séjourne chez des compagnons de fêtes, tel Louis Émié à Bordeaux, occasions de rechuter dans son alcoolisme mondain. Quand il est de passage à Paris, il se rend aux dimanches de Boulogne, où il a l'occasion d'introduire un jeune talent, André Malraux.
En 1925, il est à Rome pour le Jubilé, où, hébergé par Paul Petit, il retrouve son ami Jean Grenier. Si un de ses plus importants ouvrages, Les Pénitents en maillots roses, parait, il n'arrive pas à achever un roman, Les Gants blancs. À court d'argent, il est sur le point de vendre les lettres qu'il a d'Apollinaire et de Picasso, mais se ravise.

#### L'homosexualité platonique (1925-1927)
En août 1925, Max Jacob fait la connaissance de Pierre-Michel Frenkel, incarnation de Thomas l'imposteur qui vit de l'argent que lui donnent pour un tour de piste les dames fréquentant les dancings. Max Jacob éprouve pour cet étudiant de vingt ans de l'« infection » et pendant deux mois entreprend de le convertir à la méditation religieuse mais il finit par céder au charme du « diable »,,,.
Pour celui-ci, le quinquagénaire nourrit une passion littéralement péderastique, mêlant homosexualité et éducation intellectuelle, qui transcenderait l'amour charnel et, contrairement à celui-ci, ne réduirait pas le partenaire à un objet de jouissance, mais désirerait son élévation. Max Jacob se conforte dans cet amour mystique conçu comme une sublimation de l'amour charnel par l'enseignement du Livre de l'Ami et de l'Aimé de Raymond Lulle, qu'il a traduit en 1919, et par l'exemple d'Anne Catherine Emmerich, dont les visions ont été publiées à l'occasion de son second procès en béatification. Cette éthique platonique partagée avec Cocteau heurte l'idéal grégorien de chasteté et les milieux bien-pensants. À l'occasion de la publication par Jean Cocteau du recueil Opéra, son ami maritaniste Julien Lanoë dénonce l'hypocrisie qu'il y aurait à confondre ange et éromène. « La religion catholique repose sur une distinction : celle de la chair et de l'esprit. La religion de Cocteau repose sur un calembour : elle profite de ce qu'un seul mot (le mot "amour") désigne la passion charnelle et la communion spirituelle pour embrouiller l'un et l'autre […]. »
De son côté, Jean Cocteau se plaint d'être l'objet de brimades, et effectivement, Max Jacob ne modère pas sa sévérité à l'endroit de la poésie de son éphèbe de trente-huit ans. Leur relation orageuse, plus épistolaire que physique, s'interrompra en 1928 pour sombrer définitivement dix ans plus tard quand Jean Cocteau viendra séjourner à Montargis, à quelques kilomètres de Saint-Benoît, en compagnie de Jean Marais.
Le 5 février 1926, à l'initiative de José Bergamín, Max Jacob est à Madrid. Accueilli à la Résidence des étudiants par Alberto Jiménez Fraud, auprès duquel Salvador Dalí et la future Génération de 27 terminent leurs études, il donne deux conférences alimentaires. Désinvolte, il ne les a pas préparées mais elles sont très bien reçues. Il profite de ces deux semaines pour découvrir le Prado, l'Escurial et Tolède.
Au cours de cette année 1926, Pierre Reverdy, ami de quinze ans ayant rompu avec Coco Chanel, se retire définitivement à l'abbaye de Solesmes. Inversement, Max Jacob a acquis suffisamment de notoriété, reçoit assez de revenu de ses éditeurs, dont la prestigieuse maison Gallimard auprès de laquelle il s'est deux ans plus tôt imprudemment engagé à écrire deux romans en échange d'une mensualité de cinq cents francs, pour envisager de mettre un terme à sept années de retraite. Il reste obsédé par la figure de Robert delle Donne, qu'il revoit à Paris.
Au début de septembre de la même année, c'est Paris qui vient à lui en la personne de Maurice Sachs, secrétaire de Jean Cocteau rencontré chez celui ci à l'automne 1925. Maurice Sachs courtise lui aussi Robert delle Donne, lequel lui a trouvé un poste dans l'hôtel Vouillemot que possède son père 15 rue Boissy d'Anglas. Max Jacob avait donné une importante somme d'argent au jeune homme en échange de deux précieux boutons de manchettes, que le premier ne savait pas avoir été dérobés par le second au patron de celui-ci. Les deux hommes ont passé ensemble les deux derniers mois du printemps à Paris. Durant les deux mois et demi de cet automne 1926 qu'il passe chez de Max Jacob, à Saint-Benoît-sur-Loire, l'accompagnant dans deux courts voyages, Maurice Sachs apprend par l'exemple la discipline du métier d'écrivain, et l'objet du larcin qui a scellé leur « amitié », les boutons de manchettes, sont restitués à André delle Donne.
Un an plus tard, Maurice Sachs confie à Jacques Paul Bonjean, qui deviendra avec Pierre Colle l'agent de Max Jacob, une édition de luxe de quarante dessins de celui-ci, Visions des souffrances et de la mort de Jésus Fils de Dieu. Max Jacob est amoureusement fasciné par Maurice Sachs. Il voit en lui le futur grand romancier français mais il lui reproche d'aimer d'autres hommes et de s'intéresser moins à sa personne qu'au profit qu'il tire de ses œuvres. Cet amour sans retour vire à la haine la plus noire quand Maurice Sachs publie son premier roman, en 1935. L'auteur, non sans manifester quelques relents d'antisémitisme, y caricature sous les traits d'un escroc en littérature, César Blum, le parangon du vice manipulant les sentiments des jeunes gens qu'il séduit pour son profit personnel.

#### Accident et frasques (1928-1931)

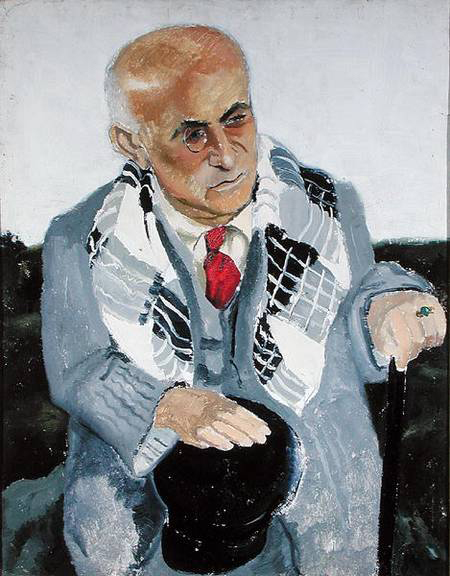
Christopher Wood, Max Jacob, 1929, musée des Beaux-Arts de Quimper.

En 1928, Max Jacob retourne à Paris, et s'installe aux Batignolles, 55 rue Nollet, dans un hôtel bon marché peuplé d'artistes, Jean Follain, Antonin Artaud, Georges Schehadé, Henri Sauguet.
Le 19 août 1929, la voiture qui le ramène de Saint-Malo à travers la campagne bretonne crève un pneu et rencontre un arbre. Tibia et péroné gauches cassés, une épaule démise, son hospitalisation est prolongée de quatre mois par une pneumonie nosocomiale. Cocteau, Picasso, Georges Ghika et sa femme Liane de Pougy, Coco Chanel, Misia Sert, Marie Laurencin se relaient à son chevet. Le 14 février, il chute et sa jambe se fracture au même endroit. L'accident ouvre une procédure judiciaire de trois années entre assureurs au terme desquelles, moyennant une déclaration incriminant son ami quimpérois et agent Pierre Colle, le chauffeur, il obtient une pension viagère de sept mille francs qui constitueront l'essentiel de ses maigres revenus.
Il passe deux années de suite ses vacances à Tréboul, à l'hôtel Ty Mad, où le rejoignent sur la plage des amis artistes, tel Charles-Albert Cingria. Le port de Douarnenez et la société des marins lui offrent une atmosphère moins pesante que celle, bourgeoise et conformiste, voire homophobe, de son Quimper natal. C'est là, en juin 1930, qu'il retrouve le couple Francis Rose et Frosca Munster accompagné de leur amant, Christopher "Kit" Wood, un peintre de vingt-neuf ans, qui a fait de lui un célèbre portrait, et auquel les amis de Max Jacob, qui a confessé à Charles Vildrac ses habitudes des jeunes agents de police moustachus, prêtent une relation homosexuelle avec le poète de cinquante quatre ans. Moins d'un mois plus tard, Christopher Wood, matériellement et moralement ruiné par ses toxicomanies, se suicide devant les yeux de sa mère à Salisbury, en se jetant sous le train entrant en gare.
Au début des années 1930, au sortir de l'hôpital, Max Jacob s'installe dans le même hôtel que Jean Cocteau, le Boissy d'Anglas, ex hôtel Vouillemont, au 15 de la rue du même nom. Il est des habitués du Bœuf sur le toit voisin. Il y retrouve les anciens musiciens du Groupe des Six et se fait librettiste pour les compositeurs Francis Poulenc, Henri Sauguet, Georges Auric... Il y fréquente aussi les jeunes gens comme Alain Messiaen, Alain Daniélou, Christian Dior, Christian Bérard et s'éprend d'un gigolo argentin, Reggie de Sablon-Favier, alias Reggy, qui devait se pendre à la suite de revers de fortune. Dans les salons de l'hôtel de la Madeleine, il rencontre un sanskritiste du cercle de Cocteau, Philippe Lavastine, qui est le fils du psychiatre Maxime Laignel-Lavastine et a été l'élève de l'indianiste Sylvain Lévi. Tout en redoutant les tendances psychopathiques qu'il observe chez le jeune homme de vingt-deux ans et qui se retrouvent systématiquement chez ses partenaires, quatre ayant déjà réussi leur suicide, il nourrit pour celui-ci le même amour bercé de l'espoir de faire naître un écrivain.

#### La figure des années trente (1932-1935)
« Je suis un petit vieux bonhomme chauve, coquet, aimable, très raide au fond, très catholique, torturé par les péchés, buveur, bien portant, vantard, gaffeur, susceptible, astrologue assez bête, amoureux, aimant les petites gens et ne fréquentant hélas que les grands. »

— Autoportrait de 1933.
En 1932, pour une des dernières soirées données à la villa Noailles par Anna de Noailles, Francis Poulenc conçoit à partir d'extraits choisis et recomposés du Laboratoire central, qui a consacré le poète dix ans plus tôt, une cantate profane, Le Bal masqué.
À la fin de cette année 1932, Max Jacob a cinquante-six ans et une couronne de cheveux blancs quand il rencontre chez Léon Merle de Beaufort le jeune René Dulsou, étudiant en droit qui multiplie les relations homosexuelles et publie des critiques cinématographiques sous le pseudonyme de Sinclair. Les sentiments d'amour « paternel » qu'il éprouve pour celui-ci, contrevenant à son engagement en religion, le mettent à la torture et le conduisent au bord du suicide. Par trois fois, son confesseur lui refuse l'absolution. En juin, il est invité pour une semaine de vacances par les parents de René et en septembre, il part pour Lourdes, mais c'est pour rejoindre son amant dans le village voisin de Saint-Marcel-sur-Aude.
Entretemps, le 13 juillet 1933, André Salmon le fait nommer chevalier de la Légion d'honneur par le ministre de l'Éducation nationale Anatole de Monzie, un ami de Marc Sangnier. À l'automne, il s'installe dans un entresol de la rue de Duras, qu'il loue et habite avec son agent Pierre Colle, le fils d'un ami d'enfance qui depuis deux ans tient avec le jeune Christian Dior une galerie d'art. Dans le Paris mondain, il fait montre d'un certain dandysme.
Sa notoriété lui vaut les sollicitations de jeunes poètes qui l'importunent, tel Edmond Jabès, mais auxquels il s'astreint de prodiguer ses conseils agacés. Elle lui vaut aussi depuis une dizaine d'années l'opprobre de la presse catholique, ce qui le met au désespoir. Il y a loin de Max Jacob à Paul Claudel ou François Mauriac. Dix ans plus tôt, il appuyait chaleureusement le pamphlet de Julien Green dénonçant l'hypocrisie catholique. Pour surmonter l'hostilité des conservateurs, il compte dès 1934 sur l'appui du jeune Abbé Morel dans la rédaction d'une anthologie catholique qui obtienne l'imprimatur mais le projet, repris maintes fois sous de nouvelle formes jusqu'à la veille de sa mort, n'aboutira pas.
En 1935, Max Jacob déménage avec Pierre Colle pour un grand appartement ensoleillé au 17 de la rue Saint-Romain, rive gauche, non loin de Montparnasse. Il organise à Paris pour Jean Moulin, alias Romanin, secrétaire général de préfecture et peintre amateur rencontré en 1932 quand celui-ci était sous-préfet de Châteaulin, une exposition des eaux fortes de son ami qui ont servi à illustrer une édition des poèmes de Tristan Corbière. À Quimper, il rencontre un jeune pion qu'il encourage dans la voie de l'écriture, Per Jakez Helias.
Dévalués par la crise, ses revenus, malgré les sept mille francs de rente obtenus en décembre 1932 à la suite de l'accident automobile d'août 1929, ne lui permettent pas, comme il l'envisageait initialement, de maintenir un train de vie parisien, d'autant plus qu'ayant omis de déclarer cette pension il est poursuivi par le fisc. Le 1er juillet 1935, il apprend que René Dulsou, qu'en deux ans et demi il a fervemment tenté de convertir à la prière, le trompe.

### Retraite testamentaire

#### Oblat et maître (1936-1939)

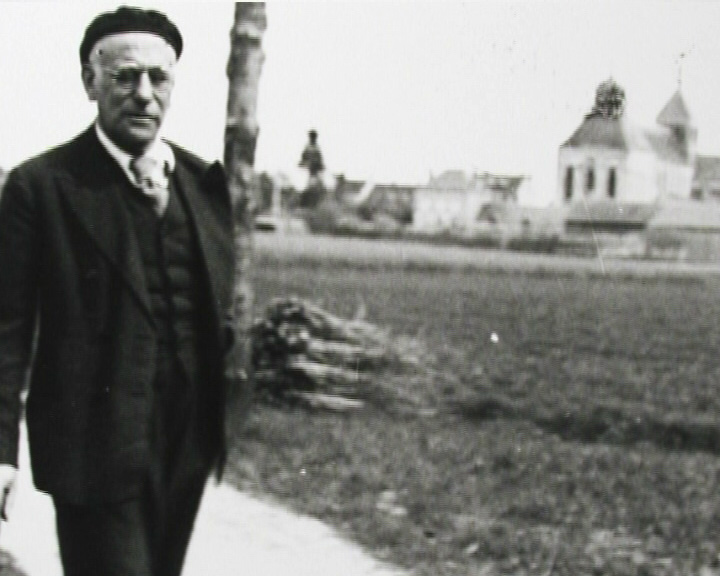
Max Jacob avant guerre, en promenade aux alentours de l'abbaye de Fleury.

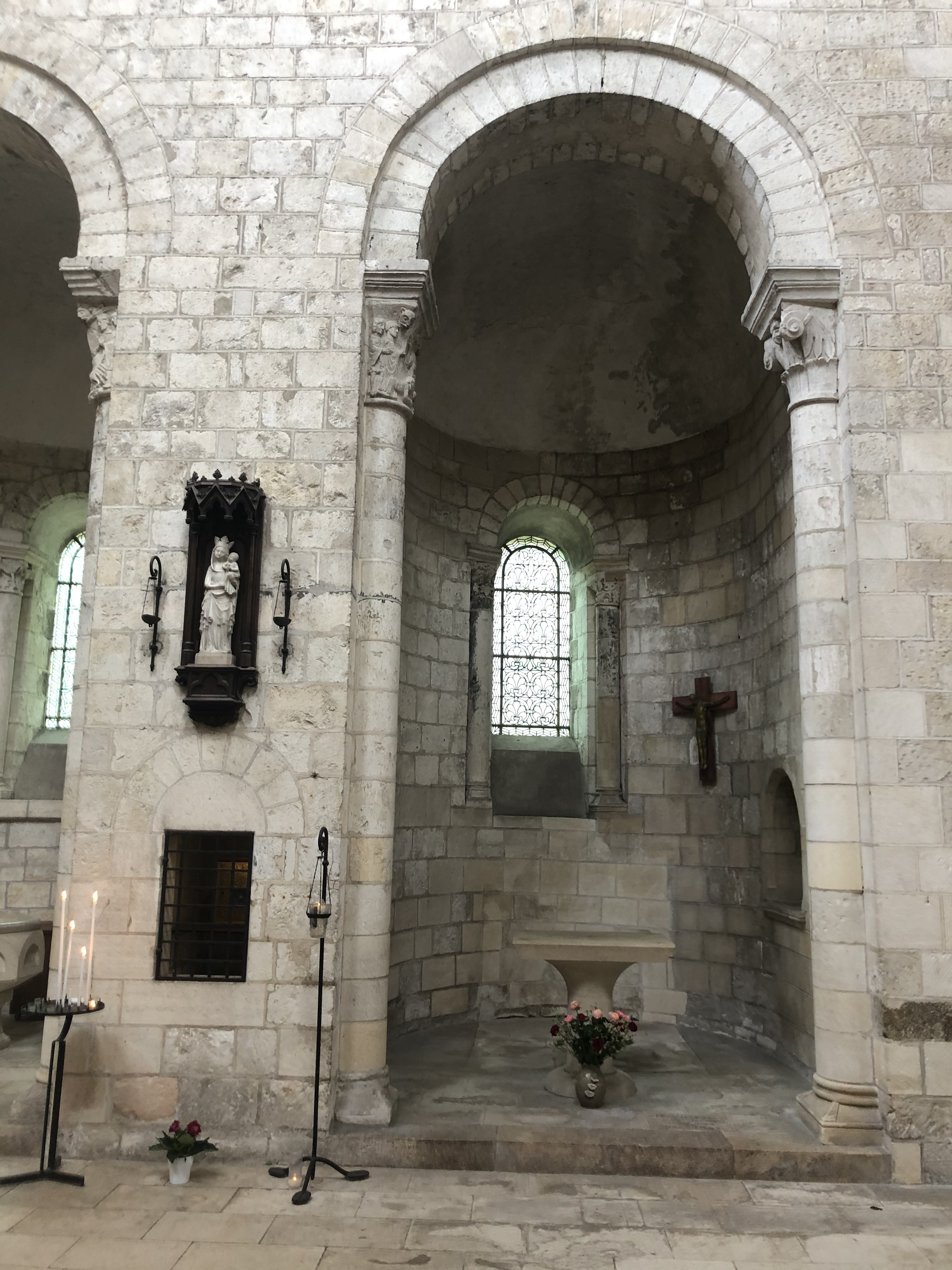
Statue Notre-Dame-de-Fleury, où Max Jacob priait.

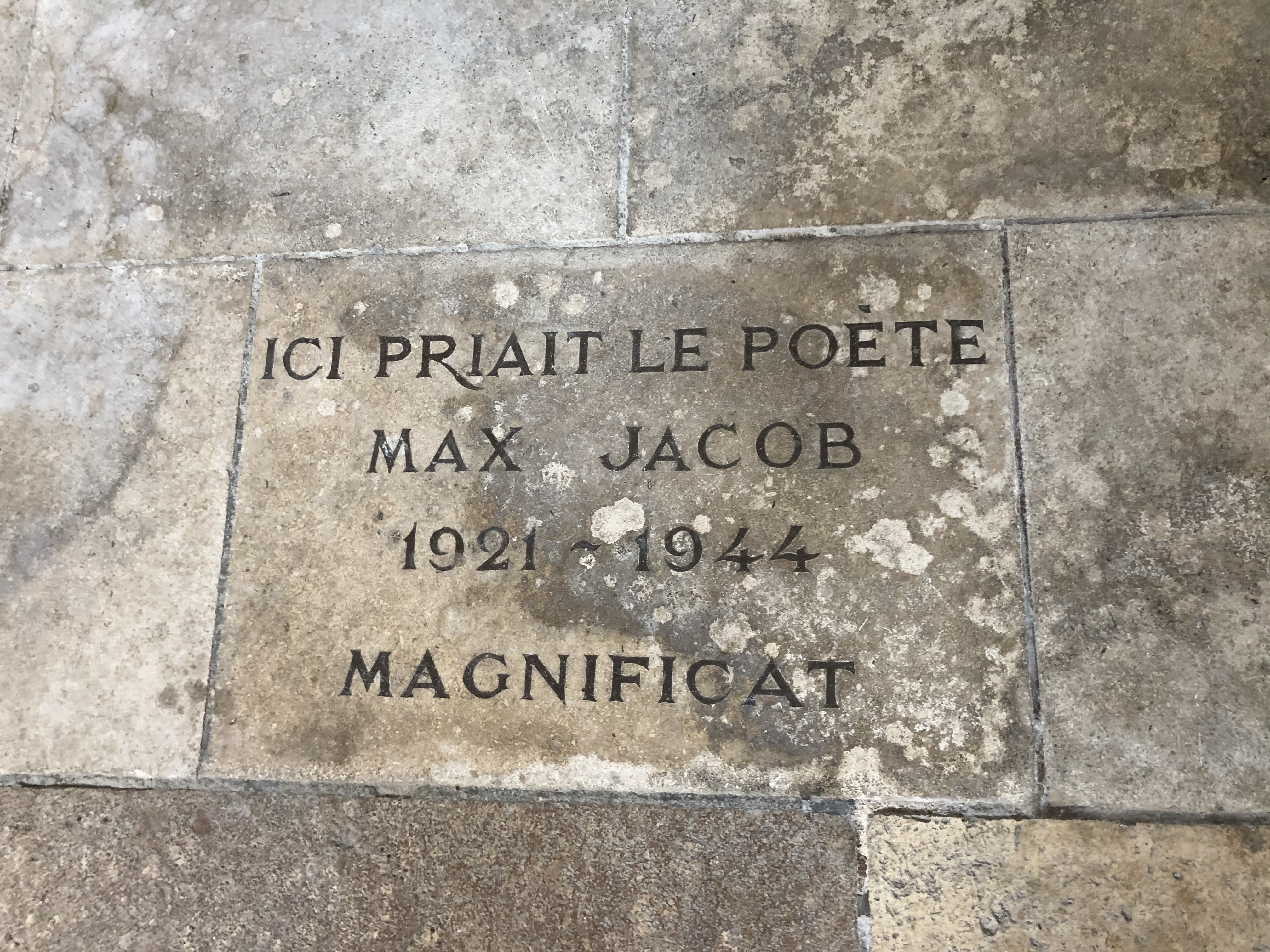
Au sol dans la chapelle, en avant droit de l'autel, est gravée cette indication « Max Jacob priait... ».

René Dulsou l'ayant quitté en septembre 1935 pour un Lou, Max Jacob, sans désespérer dans un premier temps de retrouver son amant, revient à Saint-Benoît-sur-Loire en 1936. Sa retraite y sera définitive. Pensionnaire de l'inconfortable hôtel Robert, il y adopte une vie quasi monastique, en suivant la règle de saint François de Sales. Il communie tous les matins, assiste très régulièrement à la messe, uniquement celle des domestiques, et participe à son service. On le voit souvent en prière devant la statue de la Sainte Vierge ou sur le chemin de croix. Pris initialement pour un original très parisien, sa dévotion exemplaire lui procure l'amitié de nombreux villageois et provoque même des conversions. Il accomplit des retraites parmi les rares bénédictins dépêchés à la restauration de l'abbaye de Fleury, qui est désertée depuis 1903. La tâche lui est confiée de faire visiter aux pèlerins de passage l'ancienne abbatiale qui abrita les reliques de saint Paul Aurélien, premier évêque du Finistère, et il rédige un guide touristique à leur intention. Il entretient une volumineuse correspondance, écrit beaucoup, en particulier de longues méditations religieuses qu'il rédige de très bon matin et qui attestent une foi fulgurante.
Dès l'été 1936, Roger Lannes, Pierre Lagarde, Jean Oberlé, Jean Fraysse viennent le voir. Il reçoit les visites d'amis de longue date, Paul Éluard, Jean Cocteau, Maurice de Vlaminck, Fernand Léger, Pablo Picasso, Pierre Mac Orlan, Roland Dorgelès, Georges Hugnet, Yanette Delétang-Tardif… Marie Laurencin, dont il prise les dons de médium, vient régulièrement partager sa ferveur religieuse. Cependant, il ne renoncera jamais à ses furtives amours pour les garçons, ce qui est pour lui le sujet d'une souffrance morale dont il ne s'arrange pas toujours.
À partir de 1937, il se lie à la nouvelle génération de poètes, peintres et musiciens, sur lesquels ses conseils, sa correspondance, ses essais, sa théorie esthétique ont une grande influence. Ce sont, entre autres, Yanette Delétang-Tardif, Michel Manoll, René Lacôte, René Guy Cadou, Jean Bouhier, Marcel Béalu, qui formeront en 1941 un mouvement littéraire, l'École de Rochefort, Olivier Messiaen, Roger Toulouse, Jean Rousselot, Benjamin Fondane, Charles Trenet, Jean-Bertrand Pontalis… La lecture de Paul Vulliaud et sa présentation du Zohar le conforte dans sa théorie gnostique que le mot a un pouvoir magique de faire entendre quelque chose de l'indicible.
Le 9 novembre 1937, il est à Quimper pour l'enterrement de sa mère. Quand il retourne dans sa ville natale, les années suivantes, il accompagne un ami médecin dans ses consultations auprès des réfugiés de la guerre d'Espagne.
En février 1939, il est un des seuls, avec Charles Mauron et Jean-Paul Sartre, à féliciter Nathalie Sarraute, dont Tropismes, paru dans l'indifférence, inaugure ce qui sera appelé le Nouveau roman. Il répond volontiers à la demande de Max-Pol Fouchet de contribuer à Fontaine, nouvelle revue algéroise. De mai à octobre 1939, il se consacre à illustrer pour le banquier Robert Zunz, mécène et ami, une sélection de poèmes rassemblés sous le titre Méditations sur le chemin de croix. Durant la drôle de guerre, il se fait parrain de guerre, écrivant aux soldats mobilisés pour soutenir le moral des troupes, jusqu'à quatre-vingts correspondants à raison de quatre lettres par jour. En avril 1940, il sollicite l'abbé de la Pierre-qui-Vire pour entrer dans les ordres. Il se voit proposer l'ostariat, auquel il renonce au dernier moment.

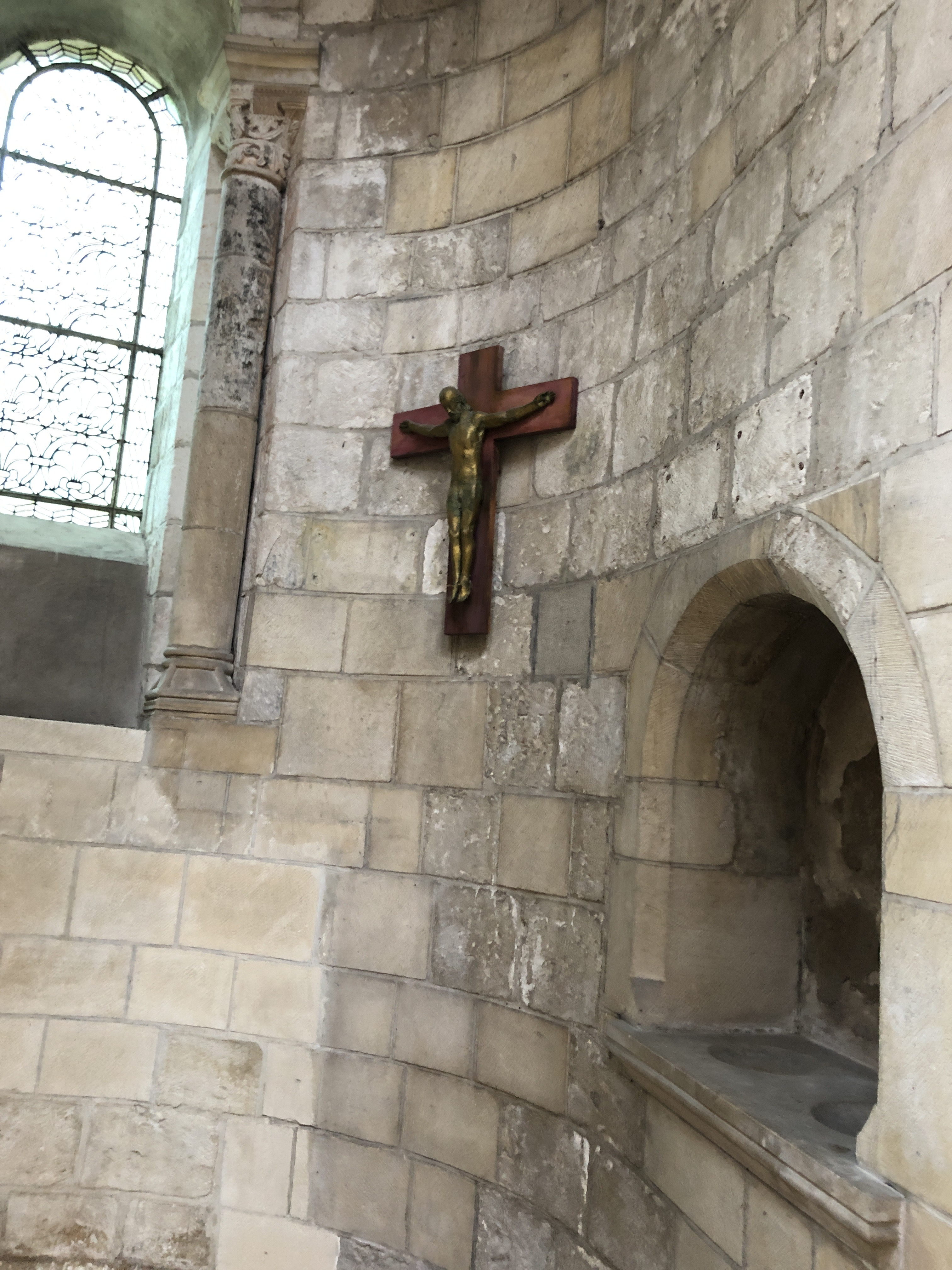
Christ en bronze doré par le sculpteur Henri Navarre.

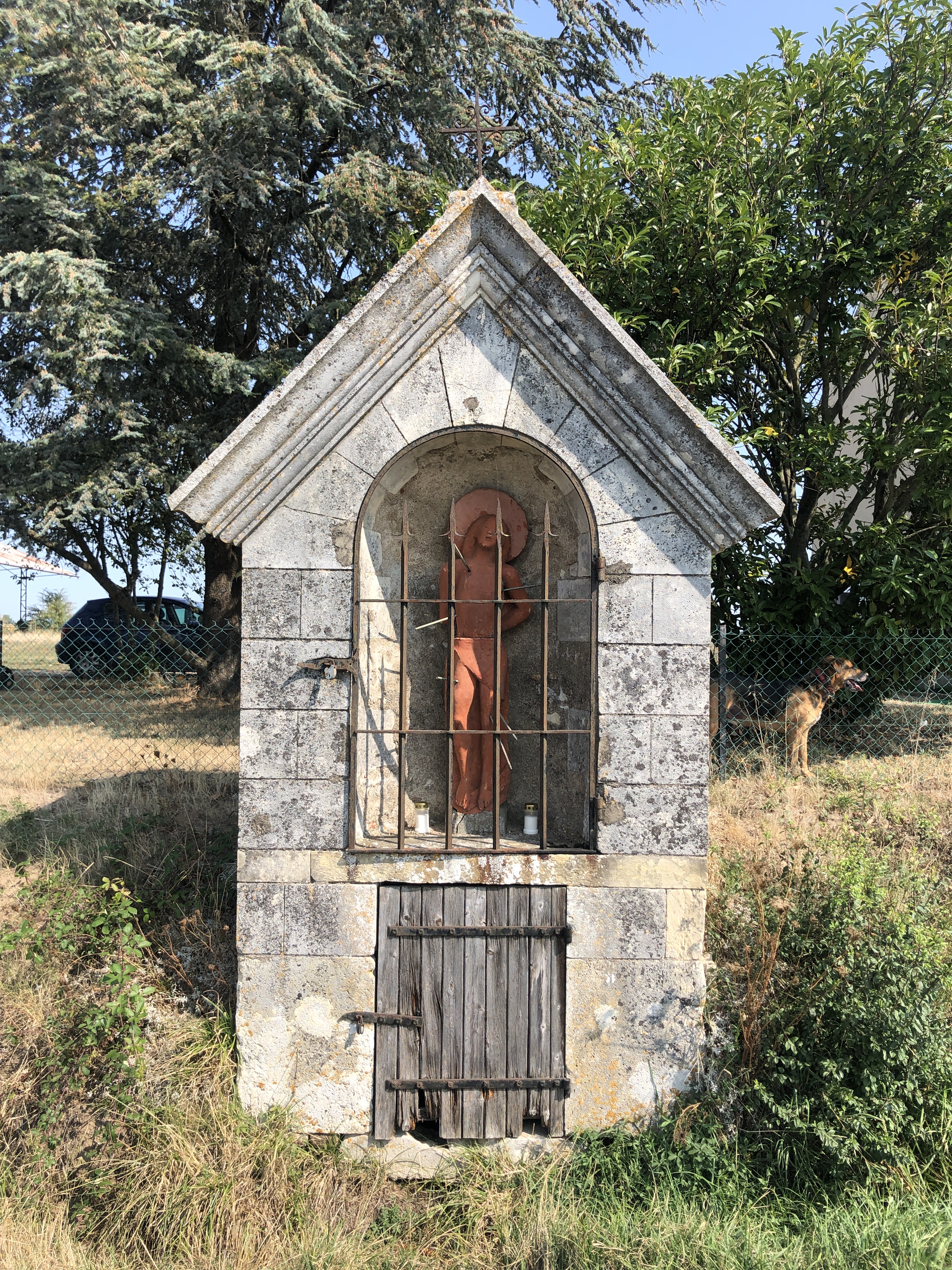
Saint Sébastien en terre cuite par le sculpteur Henri Navarre, à la sortie de Saint-Benoît sur la gauche, en direction de Sully-sur-Loire.

À droite de la statue Notre-Dame-de-Fleury, la chapelle où Max Jacob priait. Dans cette chapelle, au fond à droite, une croix en bois, avec un Christ en bronze doré, réalisé par le sculpteur Henri Navarre (1885-1971). Ce sculpteur installa son atelier au hameau des Places en 1921. On lui doit aussi le saint Sébastien en terre cuite de l'oratoire du même nom, à Fleury, en direction de Sully-sur-Loire, à gauche à la sortie de Saint-Benoît.

#### Juif sous l'Occupation (1940-1943)
À l'annonce de l'entrée des troupes allemandes dans Paris, le 14 juin 1940, une cousine de Max Jacob, Noémie Gompel, se suicide à Biarritz. Dès l'automne sont mises en œuvre à Quimper les « lois » d'aryanisation promulguées par le régime de Vichy. Le magasin d'antiquités de Gaston Jacob, l'oncle du poète, est placardé d'une affiche « JUDE ». Le propriétaire affiche sur la vitre de la boutique « Liquidation - Profitez des derniers jours ». En octobre, Max Jacob se rend à la sous-préfecture de Montargis pour se faire inscrire sur un registre de recensement des Juifs alors que les préfets n'ont pas reçu de consignes à ce sujet. À la suite de l'édiction de la « loi » du 3 octobre 1940, la Société des gens de lettres le raye de la liste de ses adhérents. Il ne peut plus percevoir ses droits d'auteur.
À Saint-Benoît-sur-Loire, il se passionne pour les mystères du miracle de Fatima. En juin 1941, c'est son frère Jacques, tailleur dans le XIVe, qui est mis sur le pavé. Interdit de publication, voire de citation, il donne dès 1941 des poèmes aux revues clandestines publiées par la Résistance, Confluences, qu'a fondé Jacques Aubenque et que dirige à Lyon René Tavernier, et Les Lettres françaises, recommandant à Jean Paulhan, à cause de l'antisémitisme régnant à Paris, de le publier sous le pseudonyme de Morvan le Gaëlique utilisé en 1931 pour ses Poèmes bretons. Il ne se fait plus adresser de courrier que sous le nom de « Monsieur Max », Jacob faisant trop « juif ».
Le vendredi 12 décembre 1941 est opérée à Paris par la police française la troisième rafle antijuive, la « rafle des notables ». Sept cent quarante trois citoyens sont arrêtés, dont René Blum et Lucien Lévy, bijoutier qui est le beau-frère de Max Jacob. Au début de l'année 1942, celui ci se cache pendant un mois à Orléans chez les Tixier, belle famille de son ami peintre et sympathisant communiste Roger Toulouse, où il trouve confort et réconfort. Le 8 mars 1942, Lucien Lévy meurt au camp de Royallieu, à Compiègne, d'où partiront le 27 mars les premiers déportés raciaux qui auront jusque là survécu à leurs épouvantables conditions d'internement. En mai, Max Jacob assiste à Quimper à l'enterrement de sa sœur aînée Julie-Delphine, tuberculeuse tuée par le chagrin le 15 avril.
Avant la guerre, Max Jacob recevait de Marie Laurencin une abondante correspondance signée « Ta douce Marie », sur laquelle son exemple de piété aura une influence radicale, puis, comme d'autres amis, tel Marcel Jouhandeau, elle a cédé à un certain antisémitisme. À partir de juin 1942, bouleversée par le port rendu obligatoire de l'étoile jaune, elle lui adresse des colis, nourriture, cigarettes, tricots, couvertures, qui l'aident à survivre.
Il survit aussi grâce à la diligence du relieur Paul Bonet, qui lui envoie, avec un billet glissé entre les pages, les éditions de ses propres ouvrages à illustrer pour quelques riches collectionneurs. Un Max Jacob, ainsi illustré, doré et relié, décuple sa valeur.
Pour son soixante sixième anniversaire, le 12 juillet 1942, Max Jacob reçoit la visite de deux gendarmes français venus vérifier qu'il respecte l'assignation à résidence qui pèse sur les « Juifs » et qu'il porte effectivement l'étoile jaune. Imposée le 6 juin précédent par un décret d'application d'une ordonnance allemande, il la laisse au vestiaire jusqu'en décembre 1942. Il la porte alors pour ainsi dire « zazou », non pas découpée et cousue sur la poitrine mais dessinée sur son bandeau et recouvrant le revers du veston, sous la boutonnière marquée de la légion d'honneur. Les enfants dans la rue se moquent de cette étoile. Il n'a plus le droit de voyager, ni même d'écouter la messe à l'abbaye, l'accès aux monuments historiques étant désormais interdit aux « Juifs ». Il est régulièrement contrôlé à son domicile, par les gendarmes, les gestapistes, les miliciens.
Son frère aîné Gaston, arrêté une première fois en août, l'est de nouveau à Quimper ce même mois de décembre puis déporté de Compiègne le 11 février 1943 vers Auschwitz, où il est gazé à son arrivée, le 16, mais la famille reste dans une angoisse entretenue par l'ignorance de cette fin rapide, ce qui est précisément l'effet théorisé et recherché par le chef de la Gestapo, Heinrich Himmler. La maison familiale est saccagée et les souvenirs dispersés. Il chantonne « j'suis l'bouquet, j'suis l'bouquet, j'suis l'bouc émissaire ».
Max Jacob se croit protégé par son baptême et la Providence, comme le prouverait le contre exemple de ses frères et sœurs, et par le réseau chrétien La France continue, dont un des fondateurs, son ami le diplomate Paul Petit, a pourtant été arrêté dès le 7 février 1942 pour avoir exprimé trop radicalement son opposition à la Collaboration et à Pétain. Le nouveau commissaire de police d'Orléans, Jean Rousselot, est un poète, un admirateur et un ami qui s'engage en février 1943 dans le réseau de résistance Cohors sous la direction de Jean Cavaillès. Max Jacob refuse les évasions qui lui sont proposées. Il écrit : « je mourrai martyr. »
Son ami Jean Moulin, organisant la Résistance sous la couverture d'un marchand d'art niçois, adopte entre janvier et juin 1943 le pseudonyme de « Max », en souvenir de leur rencontre à Quimper et au manoir de Coecilian chez Saint-Pol-Roux au début des années 1930, rencontre restée d'autant plus vive dans son esprit que Saint-Pol-Roux est mort dans des conditions qui ont révolté tous ses amis. « Max » représente toute la synthèse culturelle de la France la plus avant-gardiste en même temps que la plus ancrée dans son histoire telle que la chante à sa façon Aragon dans La Diane française, et tout ce que l'Allemagne nazie honnit de l'« art dégénéré ».

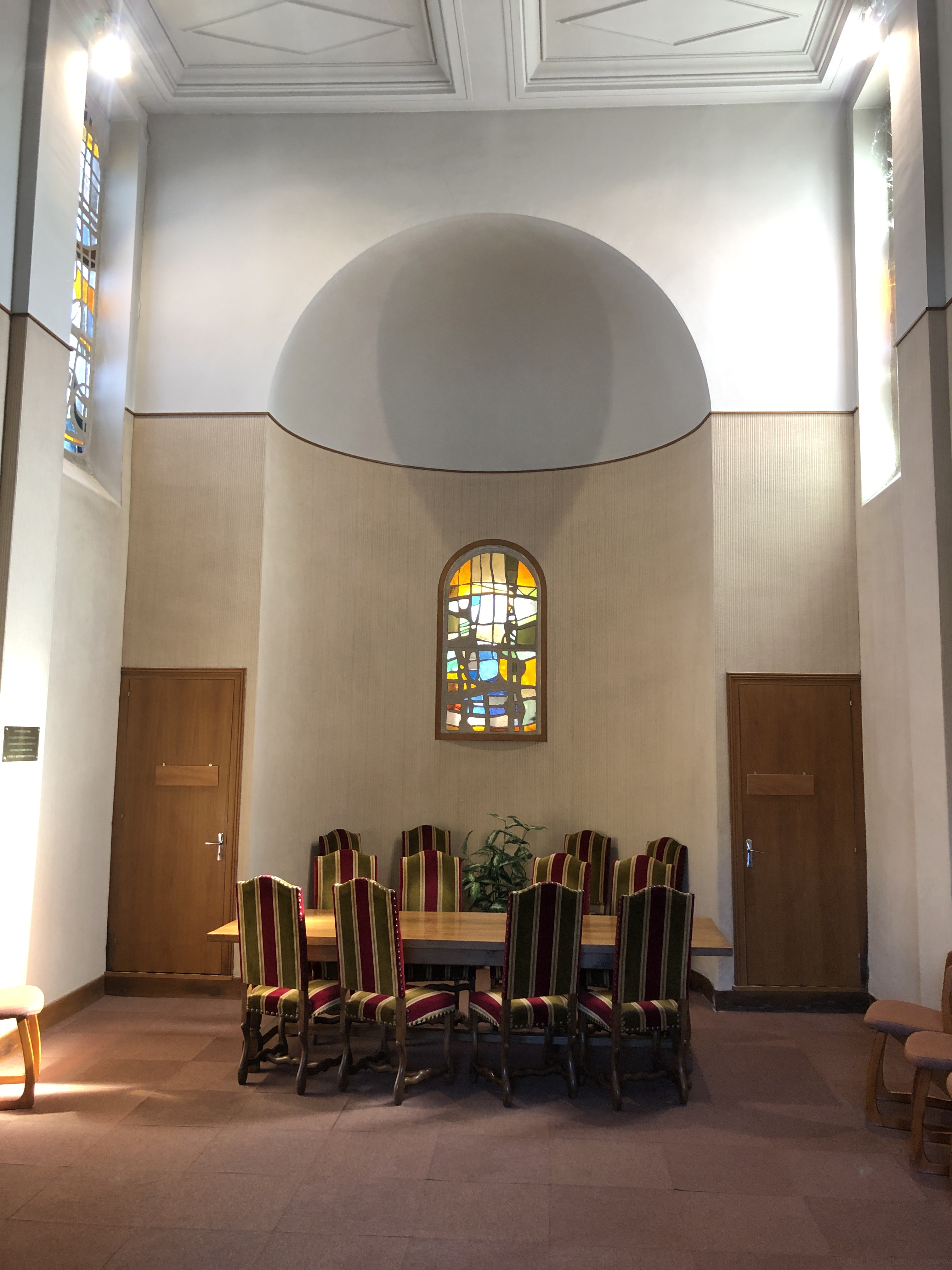
Max Jacob assista la messe de sept heures à la chapelle de l'hospice, actuelle mairie, avant sa déportation.

#### Internement (1944)
Le 4 janvier 1944, la sœur préférée de Max Jacob, Myrté-Léa Lévy, dont le mari, le bijoutier Lucien Lévy, est mort le 8 mars 1942 au camp de Royallieu, est arrêtée à son tour. Elle se cachait à Paris, visitant tous les dimanches son fils unique, interné à l'hôpital psychiatrique de Villejuif. Le 20, elle est déportée de Drancy, et gazée à son arrivée à Auschwitz. Le poète, effondré, la croit vivante et se démène pour faire intervenir ses connaissances, Jean Cocteau, Paul Claudel, René Fauchois, qui est l'intime et le secrétaire de Sacha Guitry, Sacha Guitry lui-même, qui a sauvé Tristan Bernard en octobre, Coco Chanel, Misia Sert, qui ne répondra pas, et Marie Laurencin, qui est proche de l'influent Karl Epting et multiplie les démarches. Un mois plus tard, le dimanche 20 février 1944, à la fin d'une visite de la basilique en compagnie de Marguerite et Marcel Béalu, il signe le registre « Max Jacob (1921-1944) ».

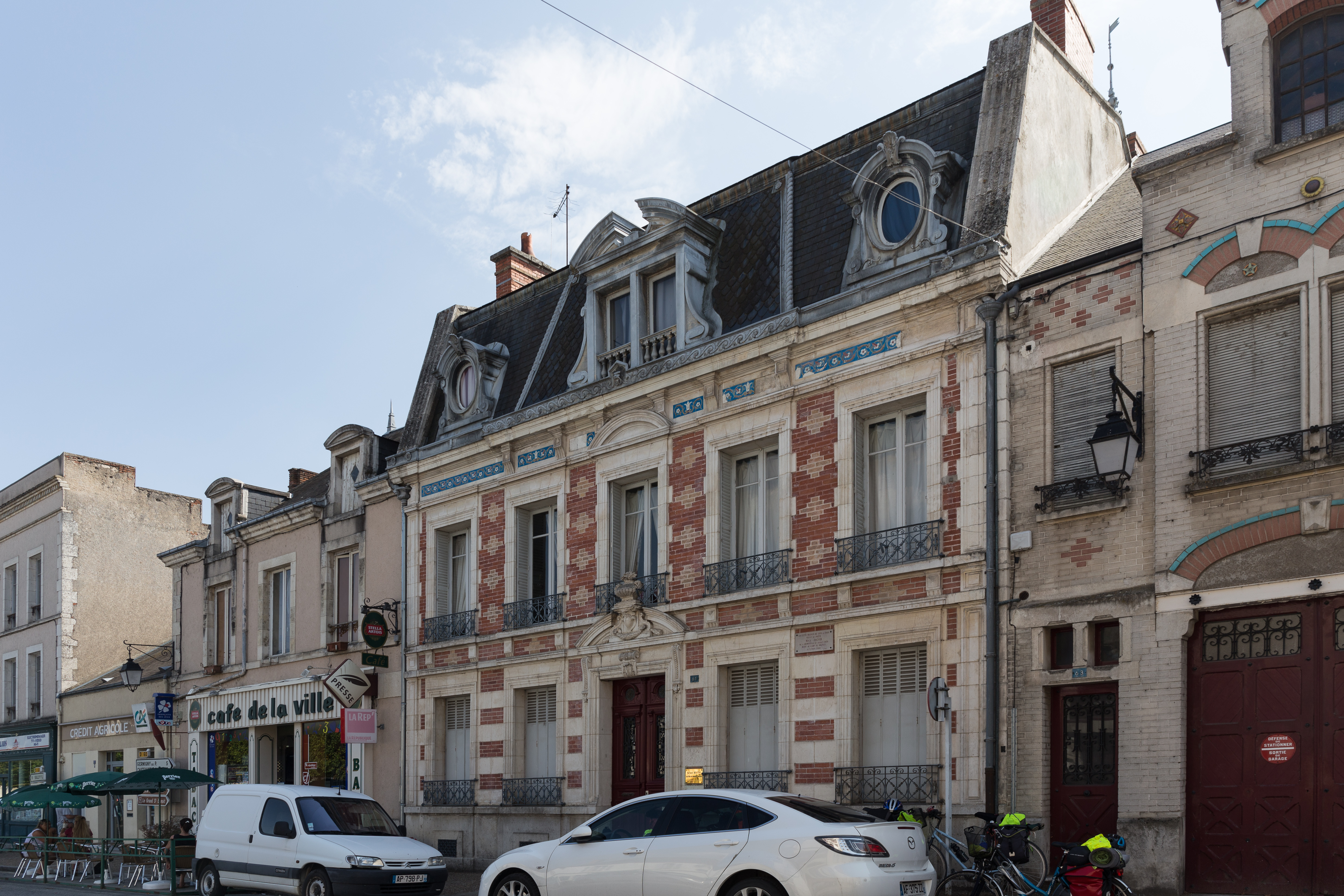
Maison à Saint-Benoît-sur-Loire, place du Martroi, où Max Jacob, chassé de la pension Robert, louait à partir de septembre 1939 à Madame Persillard, veuve de soixante-sept ans insomniaque et anorexique, un petit deux pièces du premier étage, et où il sera arrêté.

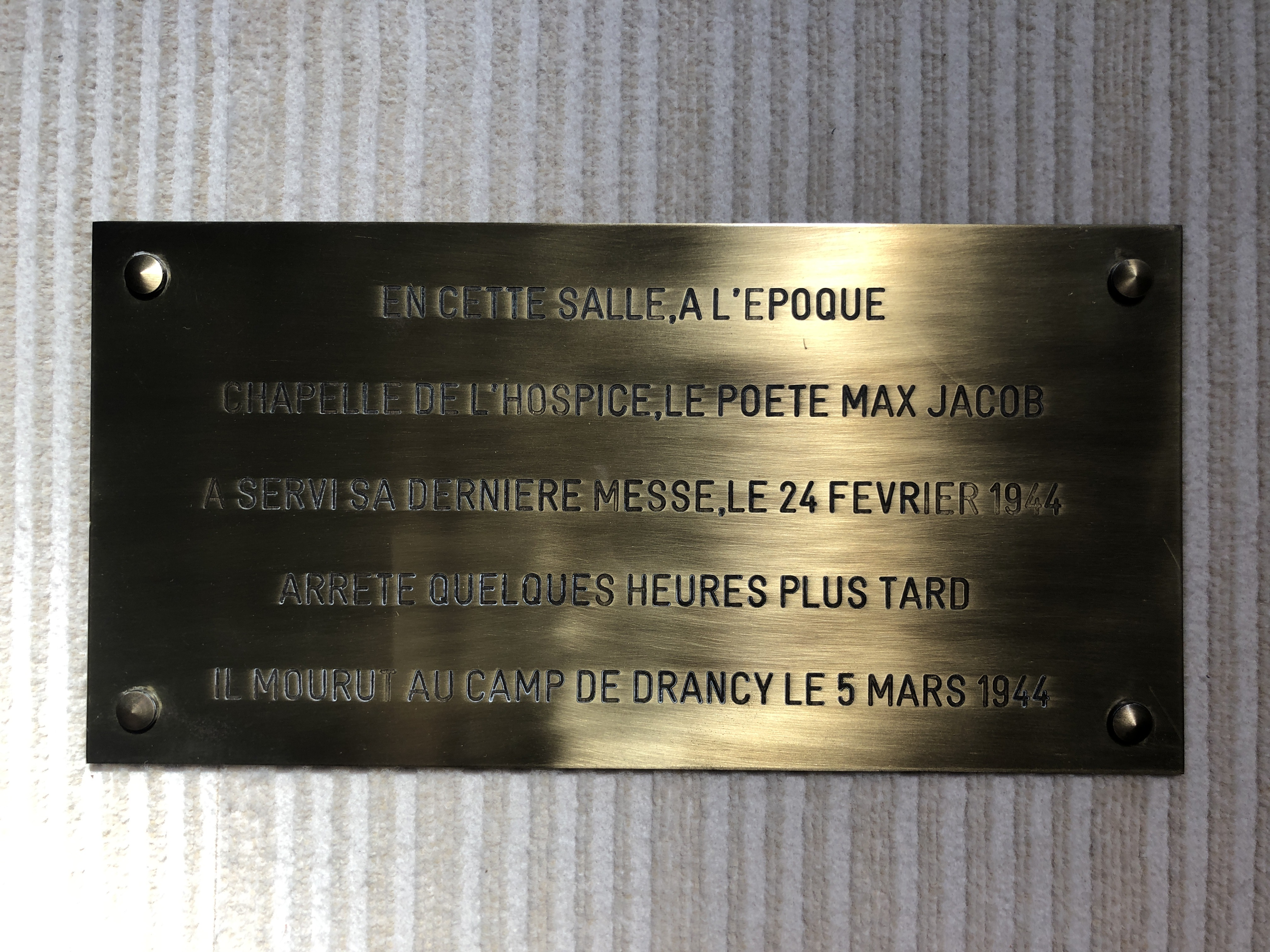
Plaque dans la salle de la mairie indiquant la dernière messe à laquelle Max Jacob assista.

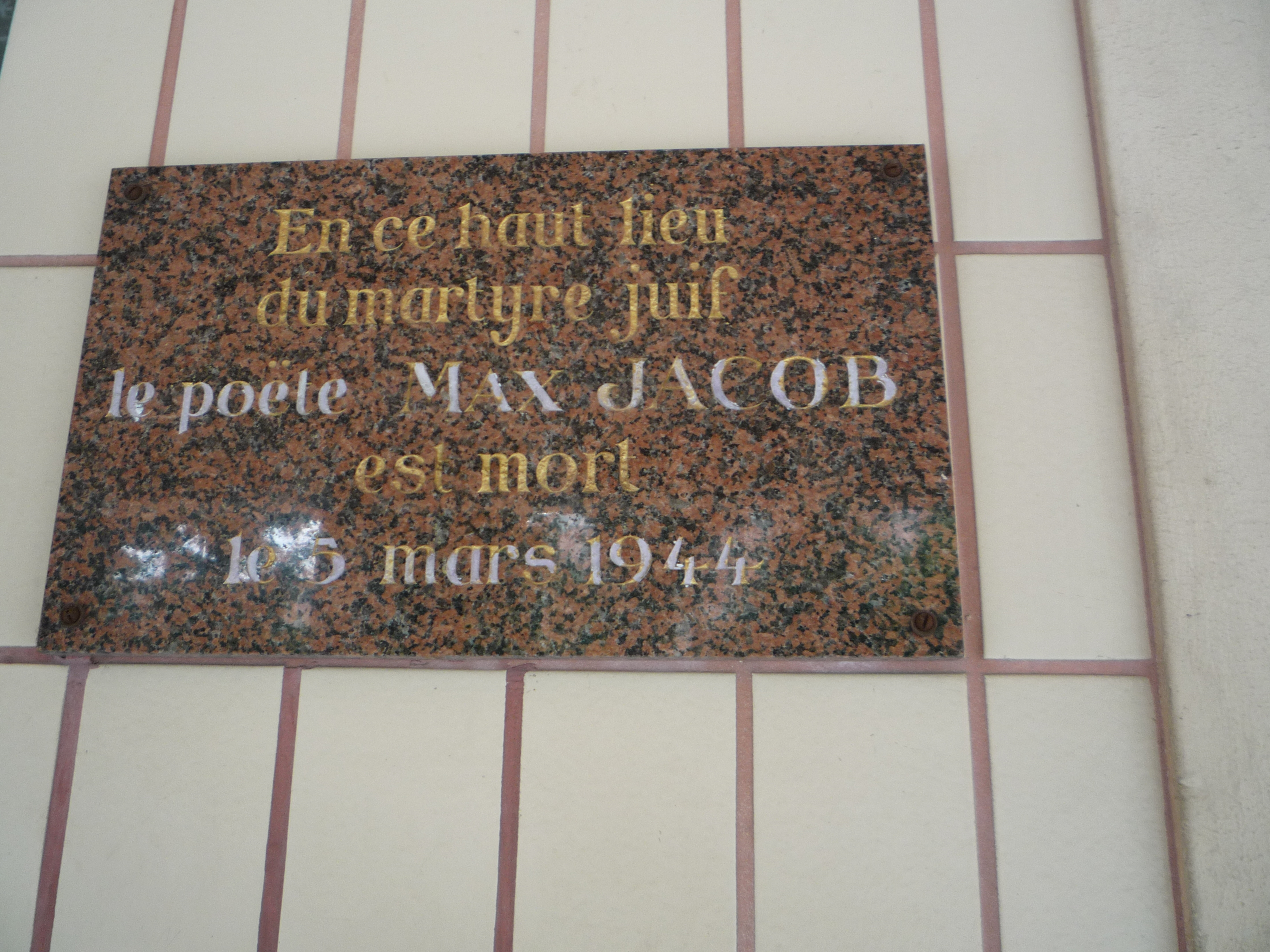
Plaque commémorative en l'honneur de Max Jacob dans l'ancien camp de Drancy

Le jeudi 24 février 1944, trois jours après l'exécution des « terroristes » de l'Affiche rouge, deux jours après l'incarcération de Robert Desnos et de René Lacôte à Fresnes, Max Jacob, après avoir assisté à la messe de sept heures à la chapelle de l'hospice, actuelle mairie, passe à la poste prendre le courrier, qui lui donne des nouvelles de l'emprisonnement de son contact au sein du réseau La France continue. À onze heures, trois membres de la Gestapo d'Orléans se présentent pour la troisième fois en deux jours à son domicile, et, cette fois là, l'y trouvent. De la rue, rien ne transparait de l'arrestation qui ne dure pas plus d'une heure. Sont présents un invité, le docteur André Castelbon venu de Montargis pour la semaine, sa logeuse, un voisin, auxquels il transmet l'adresse d'un ami à prévenir qui travaille à Radio Paris, l'occultiste et illustrateur Conrad Moricand, ce qu'ils feront sans délai. Ils lui donnent précipitamment, dans la voiture qui l'emporte, un caleçon, un couvre-lit.
Lui qui est fragile des poumons depuis l'enfance, gros fumeur, qui pis est, il est emprisonné quatre jours dans la glaciale prison militaire d’Orléans, à l'emplacement de laquelle se situe l'actuel palais des sports. La femme de son ami Roger Toulouse, Marguerite Toulouse, dont il avait été le 20 juin 1938 témoin de mariage, s'y présente chaque jour pour lui transmettre nourritures et vêtements, ce que les officiers lui refusent. Max Jacob s'emploie à s'occuper des malades et à divertir ses soixante-cinq codétenus. Il leur chante des airs d'opéras, dont un irrésistible Ô Vaterland ! Ô Vaterland !, air qui clôture en allemand Le Petit Faust d'Hervé. Le lundi 28 février, le commissaire Rousselot, prévenu quatre jours plus tôt, vient tenter de le délivrer mais quand il arrive à la prison, les prisonniers n'y sont plus.
Le matin de ce 28 février, mal en point, Max Jacob est emmené avec soixante-deux autres détenus en train via la gare d'Austerlitz au Judenlager de Drancy, qui est gardé par la gendarmerie française sous la direction d'Alois Brunner. Dès son arrivée en fin d'après-midi, « l'Orphée Orphelin aux confins de l'enfer » est affecté au contingent qui doit remplir le prochain convoi qui partira le 7 mars pour Auschwitz. Le zèle des arrestations des derniers jours vise à rentabiliser ces convois. Le matricule 15 872 est torturé moralement par l'absence de sa sœur cadette Myrthe-Léa, qu'il espérait retrouver à Drancy. Au greffe du camp, il dépose les 5 520 francs qu'il a emportés et la montre en or de Filibuth. Il se voit attribuer une paillasse, escalier no 19. Dès le lendemain, il écrit à l'abbé Fleureau, curé de Saint-Benoît-sur-Loire, « Je remercie Dieu du martyre qui commence », et, grâce à la complaisance des gardes mobiles, fait parvenir des messages à son frère Jacques, à son relieur Paul Bonet, à André Salmon, à Jean Cocteau, à Conrad Moricand.
Roger Toulouse, parti à Paris dès le 25 février, y donne l'alerte. Pour faire libérer le poète, Jean Cocteau, Sacha Guitry, André Salmon, Marcel Jouhandeau, Josep Maria Sert, Conrad Moricand, Charles Trenet, Henri Sauguet, mais aussi le journaliste allemand de la Pariser Zeitung et mari de l'actrice Ursula Krieg (de), Albert Buesche, ainsi que le conseiller municipal collaborationniste de la ville de Paris Georges Prade (1904-1992) font des démarches auprès de la Gestapo et auprès de l'ambassade d'Allemagne, où le conseiller juridique Hans von Bose est un admirateur de Max Jacob.
À la demande de Georges Prade, Pablo Picasso reste en retrait et ne signe pas la pétition de Cocteau. Une réunion est organisée le 27 chez André Salmon, rue Notre-Dame-des-Champs, pour faire le point. Les amis de Max Jacob sont optimistes mais sans résultats immédiats, ils font circuler une pétition rédigée le 29 par Jean Cocteau. Marie Laurencin y ajoute sa signature et la porte personnellement à von Bose. Gerhard Heller, responsable de la censure à l'ambassade d'Allemagne et ami de la « peintresse », intervient auprès d'Otto Abetz et de la Gestapo, mais son intervention reste vaine. Le 4 mars, celle d'Albert Buesche reçoit un bon accueil. Un jour plus tard, le dimanche 5 mars 1944 à vingt et une heure trente, Max Jacob, entré en agonie vers neuf heures, meurt à l'infirmerie de la cité de la Muette de Drancy, où règne la dysenterie, d'un arrêt cardiaque induit par la fièvre d'une pneumonie en murmurant « Juif ! Sale juif !… ».

« Il fait un peu plus noir et tu montes sans bruit
Comme un boiteux du Ciel les marches de la nuit. »

Il est trop tard quand le lendemain, avec une offre de prendre la place de Max Jacob, la pétition de Jean Cocteau, « indésirable » vilipendé par la presse collaborationniste et fiché par la police nationale comme anarchiste, est remise par Georges Prade au conseiller von Bose, qui transmet aussitôt à son supérieur Karl Klingenfuss (de) en poste à Berlin. Ce 6 mars, la Kommandantur, au terme de tractations dont il n'est resté aucune trace, contacte Charles Trenet par téléphone et lui annonce, cynisme des circonstances, que Max Jacob est enfin libre,.

## Destin posthume
« Les scoliastes futurs devront-ils débattre d’un mythe de Max Jacob ? Ce n’est pas impensable [...] [Son] martyre a favorisé la fabrication d’un Jacob de gauche. En choisissant les textes on pourrait obtenir un suffisant Max de droite. »

— André Salmon en 1955.

### Figure de la Résistance
Le certificat de décès de Max Jacob déposé en préfecture le 7 mars ne parvient à la mairie de Saint-Benoît-sur-Loire que le 13, Jean Cocteau et la plupart de ses amis, incertains quant à la rumeur, ayant jusque-là continué leurs démarches. Dès le 19 mars 1944, Pablo Picasso invite toute l'intelligentsia anti-nazie de Paris à venir chez Michel Leiris, son voisin, écouter sous le dernier portrait qu'il a fait deux ans plus tôt de Max Jacob, sa pièce Le Désir attrapé par la queue.
En avril 1944, Les Lettres françaises, en réponse aux injures de Paris-Midi et de Je suis partout, consacrent les deux tiers de leurs une à un hommage de Paul Éluard intitulé, par référence au poète assassiné, « Max Jacob assassiné ». Michel Leiris y ajoute un article. Louis Parrot évoque, par un poème de sa composition, la conception quiétiste de la résistance qu'avait le poète, un mélange d'autodérision exemplaire et d'amour sacrificiel du prochain, qui est plus que résister à la tentation de rejeter l'autre, s'identifier à lui et l'identifier à soi jusque dans ses turpitudes et abjections, comme lorsqu'il était allé serrer la main de miliciens tenant publiquement des propos antisémites et leur déclarer « Merci ! Et que Dieu vous pardonne ! ».
Des poèmes inédits de Max Jacob continuent d'être diffusés immédiatement après sa mort par les revues clandestines. Parmi d'autres, ils circulent dans le stalag XI-A d'Altengrabow, ronéotypés par Gaston Ciel pour ses quatre-vingts exemplaires des Cahiers littéraires XIA.
En décembre 1945, Max Jacob est célébré dans sa ville natale lors d'un gala hilarant donné au théâtre de Quimper et présidé par le maire catholique Yves Wolfarth, un artiste peintre. Son autoportrait, cosigné Picasso, figure parmi les œuvres transmises en mars 1946 par Adrienne Monnier à un comité pour être vendues aux enchères à Buenos Aires. L'argent récolté permet de distribuer des vivres aux écrivains français dans un Paris soumis au rationnement et au marché noir. René Guy Cadou, disciple, dédie son poème sur les fusillés de Châteaubriant « À la mémoire de mon ami Max Jacob assassiné ».
Le 17 novembre 1960, Max Jacob est reconnu officiellement « poète mort pour la France ».
Pierre Seghers, dans son témoignage militant La Résistance et ses poètes, le consacre comme père de tous les « poètes casqués » de la Seconde Guerre mondiale et des générations futures.

### Tombeau

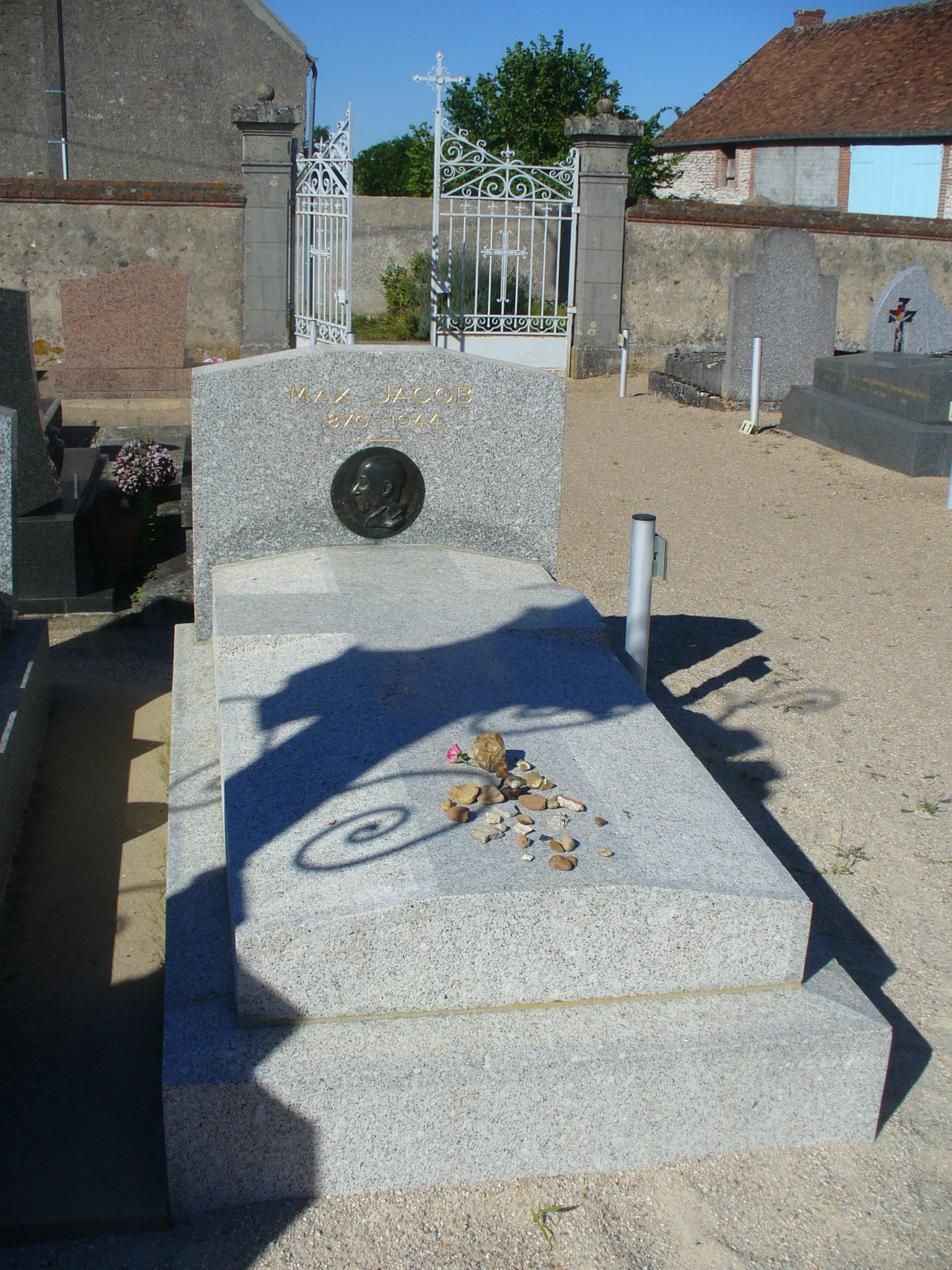
La sépulture de Max Jacob à Saint-Benoît-sur-Loire.

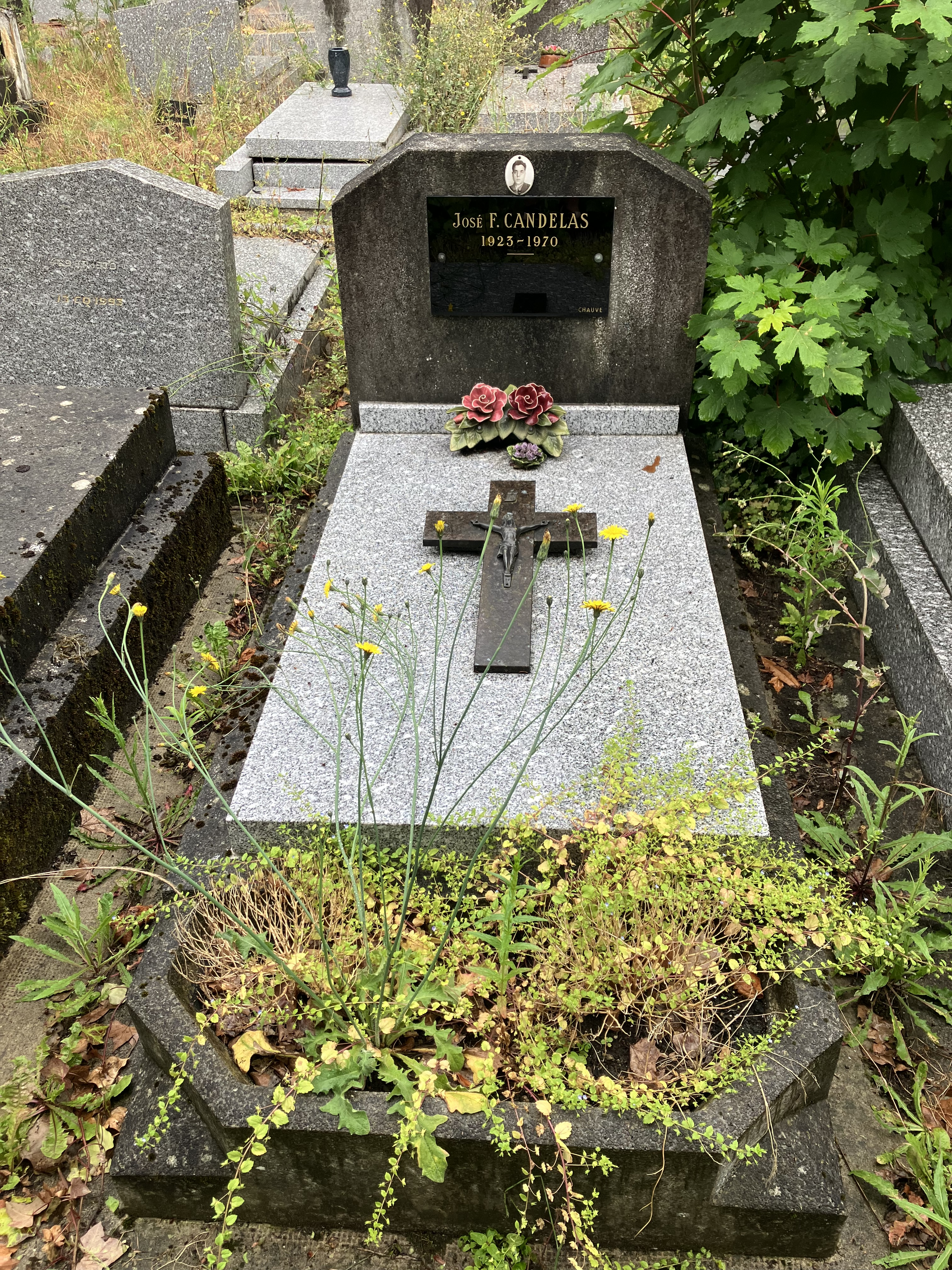
Ancien emplacement de la tombe de Max Jacob au cimetière parisien d'Ivry (division 44, ligne 24, tombe 27).

Comme tous les prisonniers décédés à Drancy, Max Jacob est enterré dans le cimetière d'Ivry. L'inhumation est confiée à l'UGIF et a lieu le samedi 11 avril 1944.
Conformément au vœu du poète, qui voyait dans le paysage de Saint-Benoît-sur-Loire un tableau cubiste, la dépouille de Max Jacob repose depuis le 5 mars 1949 dans le cimetière de ce village. La veille, les ossements étaient exhumés du cimetière d'Ivry, après accord de la veuve de l'exécuteur testamentaire Pierre Colle, mort à quarante ans un an plus tôt, et du dernier survivant de la famille du défunt, son frère Jacques. Le transport s'est fait en camion militaire aux frais de l'État, au titre de la « restitution des corps des internés et déportés politiques ou raciaux ».

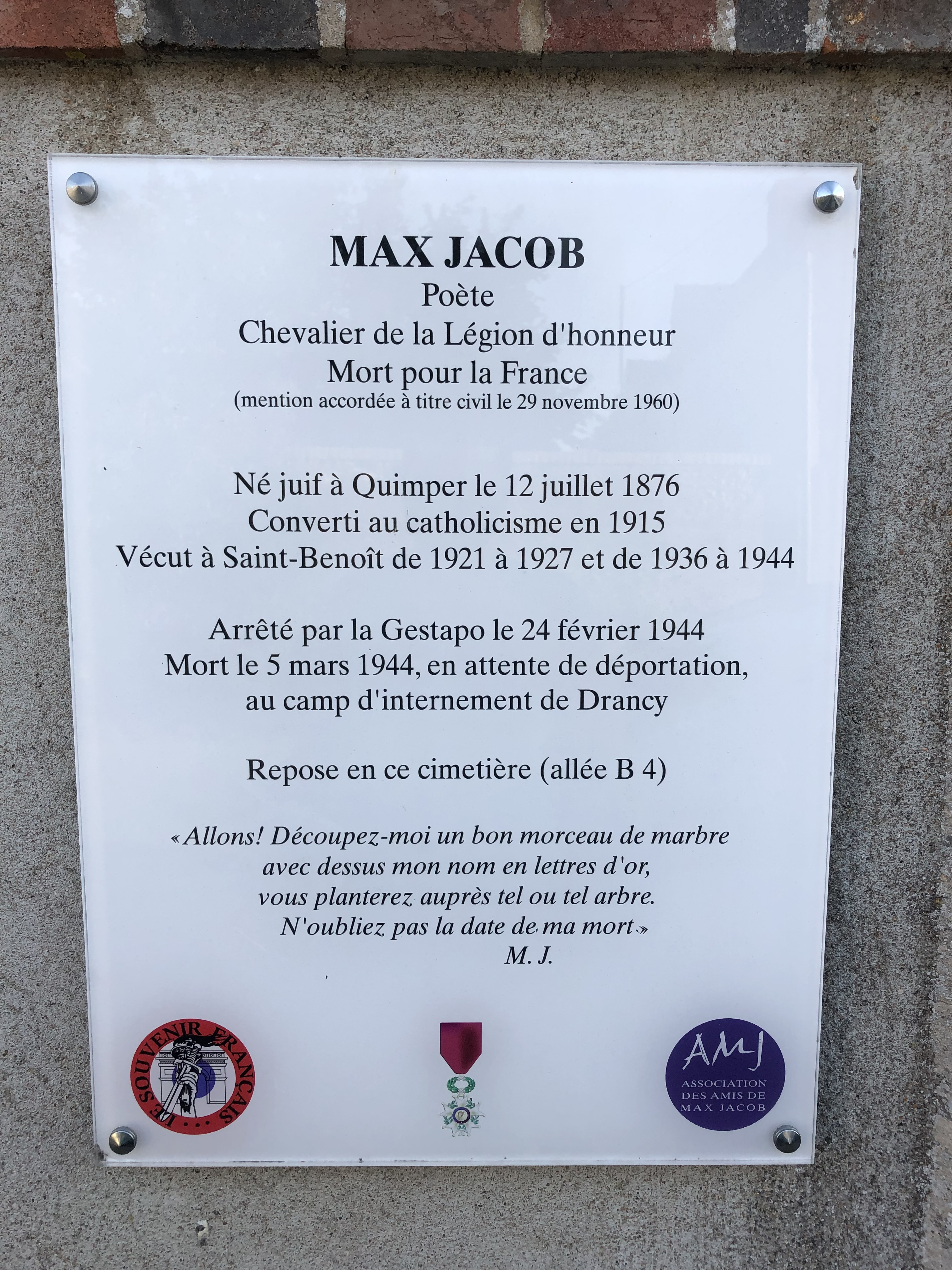
Synthèse de la vie de Max Jacob à l'entrée du cimetière.

La tombe est désormais ornée d'un portrait en bronze réalisé en 1935 par son ami René Iché.

### Les Amis de Max Jacob
À l'occasion du transfert du cercueil de Max Jacob sur les bords de la Loire, ses amis Jean Denoël et Henri Dion, le chanoine Frédéric Weill, les docteurs Robert Szigeti et Georges Durand, le peintre Roger Toulouse fondent l'Association des Amis de Max Jacob. Elle rassemble initialement les poètes de l'École de Rochefort, Marcel Béalu, René Guy Cadou, Michel Manoll, Jean Rousselot, et leur ami résistant Roger Secrétain ainsi que l'abbé Garnier. Un comité d'honneur présidé par Pablo Picasso apporte les soutiens de Jules-Marie-Victor Courcoux, Paul Claudel, Carmen Baron, Jean Cassou, Jean Cocteau, Albert Fleureau, Jean Follain, Louis Guilloux, Jacques Jacob, Julien Lanoë, Maurice Morel, André Salmon, Jean Paulhan, Henri Sauguet, qui présidera l'association jusqu'en 1976.
Depuis, l'association édite un bulletin semestriel, Lettres et mots. Elle a publié pendant dix ans une revue annuelle, Les Cahiers Max Jacob, qui ont été édités de 1978 à 1991 par un département de l'université de Saint-Étienne sous le titre Le Centre de recherche Max Jacob avant d'être repris par l'association sous un format bisannuel. En mars de chaque année, elle organise à la Maison Max Jacob de Saint-Benoît-sur-Loire le Mois Max Jacob, événement inscrit à l'agenda du Printemps des Poètes qui inclut spectacles, brigades d'Intervention poétique, poésie en appartement, café littéraire…

### Célébration
En 1950, est fondé par Florence Gould un prix de poésie qui porte son nom, le prix Max-Jacob.

« Mes dix-huit ans buvaient aux sources de son génie... il était bon, fantasque, irréel, comme les personnages qu’il peignait... Cher ange ! »

— Charles Trenet à propos de Max Jacob, préface du livre de Marc Andry, Charles Trenet, Calmann-Lévy, 1953.
À la scène

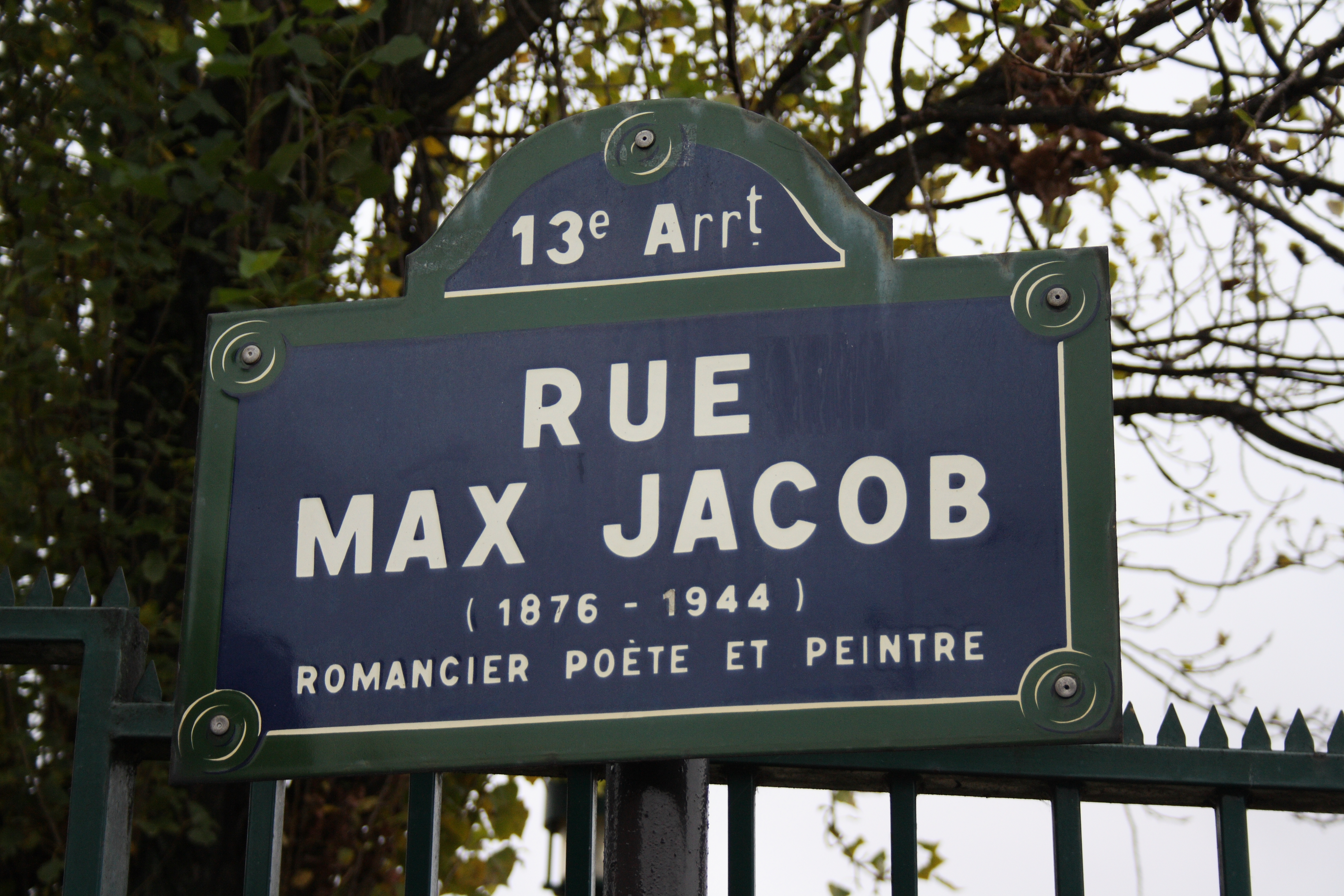
Une rue de Maison Blanche à Paris a été renommée en 1956 en l'honneur du poète.

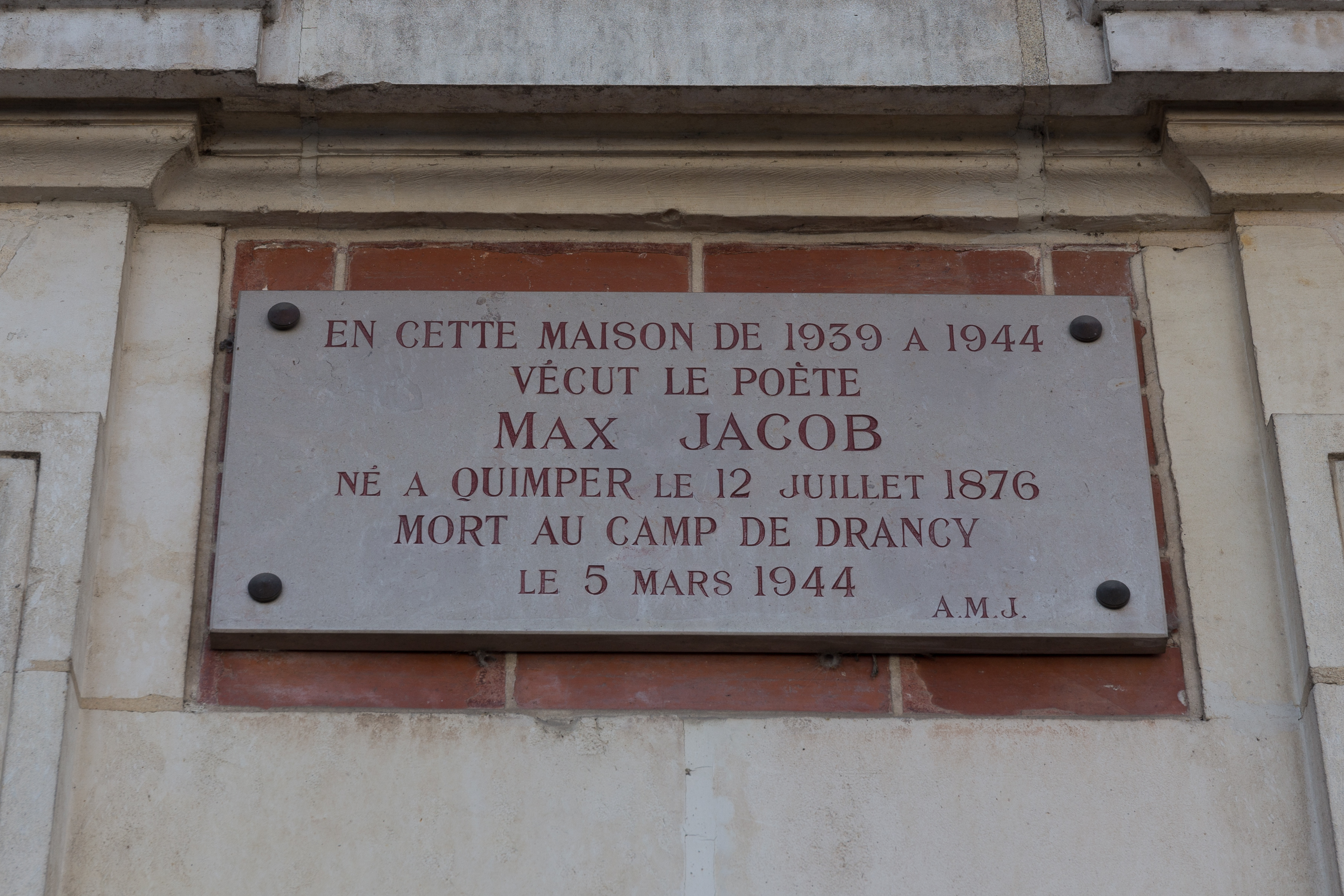
Plaque commémorative sur la maison où la Gestapo a arrêté Max Jacob.

- En septembre et octobre 2006, le réalisateur Gabriel Aghion réalise Monsieur Max avec dans le rôle principal Jean-Claude Brialy dont ce fut le dernier rôle avant sa mort le 30 mai 2007.
- Depuis 2010, le poète, compositeur et chanteur Paul Dirmeikis a mis en chanson des poèmes de Max Jacob : Nocturne, Le Départ, Cimetière, Le Mariage, La Roue du moulin.
- En 2012, le chanteur et poète Melaine Favennec publie un album intitulé Émoi des mots, Melaine Favennec chante Max Jacob[212].
- Le poète Bruno Doucey a publié Le carnet retrouvé de monsieur Max, éd. Bruno Doucey, collection Sur le fil, 2015: Faux journal retraçant les dernières semaines de Max Jacob à Saint-Benoît-sur-Loire et Drancy.

À Quimper

« Gentil Quimper, le nid de mon enfance
De lierre, ormeaux, roches tout tapissé »

— Hommage de Max Jacob à sa Cornouaille, aux sources de laquelle, fuyant les années folles, il se retrouve et se reconstruit.

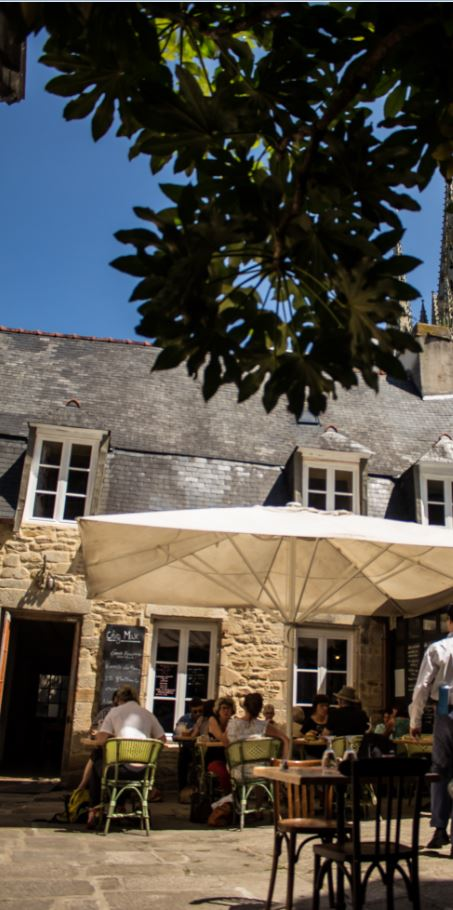
La cour de la Maison Max Jacob à Quimper à l'été 2014.

- En 1989, le théâtre municipal[214] de la ville natale de Quimper, théâtre qu'il a évoqué en 1922 dans son drame Le Terrain Bouchaballe, prend le nom de Théâtre Max-Jacob. Un collège y porte également son nom.
- Inaugurée en décembre 1994, la passerelle Max Jacob est un des dix ponts piétons sur l'Odet. Le garde-corps évoque les barbelés de Drancy et des vers extraits du Cornet à dés sont gravés sur les rampes. Le dessin du portrait peint Modigliani en 1916 apparaît à marée basse sur le béton d'une des piles.
- Les Rendez-vous de Max, lectures et rencontres mensuelles de poésie, sont accueillis depuis février 2013 dans la maison d'enfance et de jeunesse de Max Jacob à Quimper, Chez Max (cour Max Jacob, 8 rue du Parc).
- Patrice Cudennec, Assiette Mille regrets célébrant le soixante dixième anniversaire de la mort de Max Jacob, Faïencerie de Quimper Henriot, Quimper, 2014[215].

Portraits
Quelques peintres majeurs ont fait son portrait, parmi lesquels, Amadeo Modigliani, Roger Toulouse, Marie Laurencin.

### Personnage littéraire
Personnage étrange cultivant ses mensonges autobiographiques et pratiquant l'autofiction, Max Jacob fascine ses contemporains et devient une légende de son vivant. Comme l'a théorisé Marcel Duchamp et comme le réalisera l'alter ego de celui-ci, Henri-Pierre Roché, l'art, pour Max Jacob et ses amis, est un acte et la vie de l'artiste son propre ready-made. Sept auteurs de l'entre-deux-guerres ont fait de lui un personnage de roman.
- Le Mage Abel dans Le Voleur de Talan de Pierre Reverdy, 1917.
- Moîse Deléchelle, dans La Femme assise de Guillaume Apollinaire, 1918.
- M. Crabe dans Scènes de la vie de Montmartre de Francis Carco, 1919.
- Septime Fébur dans La Négresse du Sacré-Cœur d'André Salmon, 1920.
- Jean Chipre dans Anicet ou le Panorama de Louis Aragon, 1920.
- Maxime Lévy dans Le Bon apôtre de Philippe Soupault, 1921.
- César Blum, dans Alias de Maurice Sachs, 1935.

Les apparitions posthumes du personnage de Max Jacob dans la littérature, le théâtre et le cinématographe ne se comptent pas. Outre le film Monsieur Max mentionné plus haut, on note le premier volume en bande dessinée, intitulé Max Jacob, de la série consacrée par Julie Birmant à Pablo Picasso

## Du symbolisme à l'école de Rochefort

### Le post symbolisme
« J'admire profondément Mallarmé, non pour son lyrisme, mais pour la situation divinement géographique de son œuvre. »

Conçu à l'ombre d'Apollinaire et dans l'intimité de Picasso, le vers libre de Max Jacob, par sa simplicité et sa profusion, inscrit irrévocablement la poésie française dans l'art moderne. Il le fait de façon fracassante, quoique encore confidentielle, quand, en 1917, pendant la Grande guerre, parait un recueil de poèmes, ou textes se donnant pour tels, élaborés durant la décennie précédente, Le Cornet à dés. 1917, c'est l'année où La Jeune Parque, chef-d'œuvre de l'académisme mallarméen, révèle Paul Valéry.
Treize ans plus tôt, Max Jacob se liait à André Salmon, animateur, avec Paul Fort et Jean Moréas, du cercle de la revue post symbolisme Vers et prose. Tous les mardis, quelques abonnés de la revue se réunissaient à la Closerie des Lilas pour célébrer le vers libre et hermétique de Stéphane Mallarmé. Parmi les habitués figurait Henri-Pierre Roché, qui introduisait là Marie Laurencin, future sœur en voyance et en foi de Max Jacob, et qui fondera en avril 1917 avec Marcel Duchamp la première revue Dada, Rongwrong. Par son titre, Le Cornet à dés répond au testament de Mallarmé, dont le poème graphique Un coup de dés jamais n'abolira le hasard, inventant un procédé de dérivation métonymique qui préfigure le calligramme, rompt avec la métaphore symboliste.

### Le cubisme littéraire et la «situation»

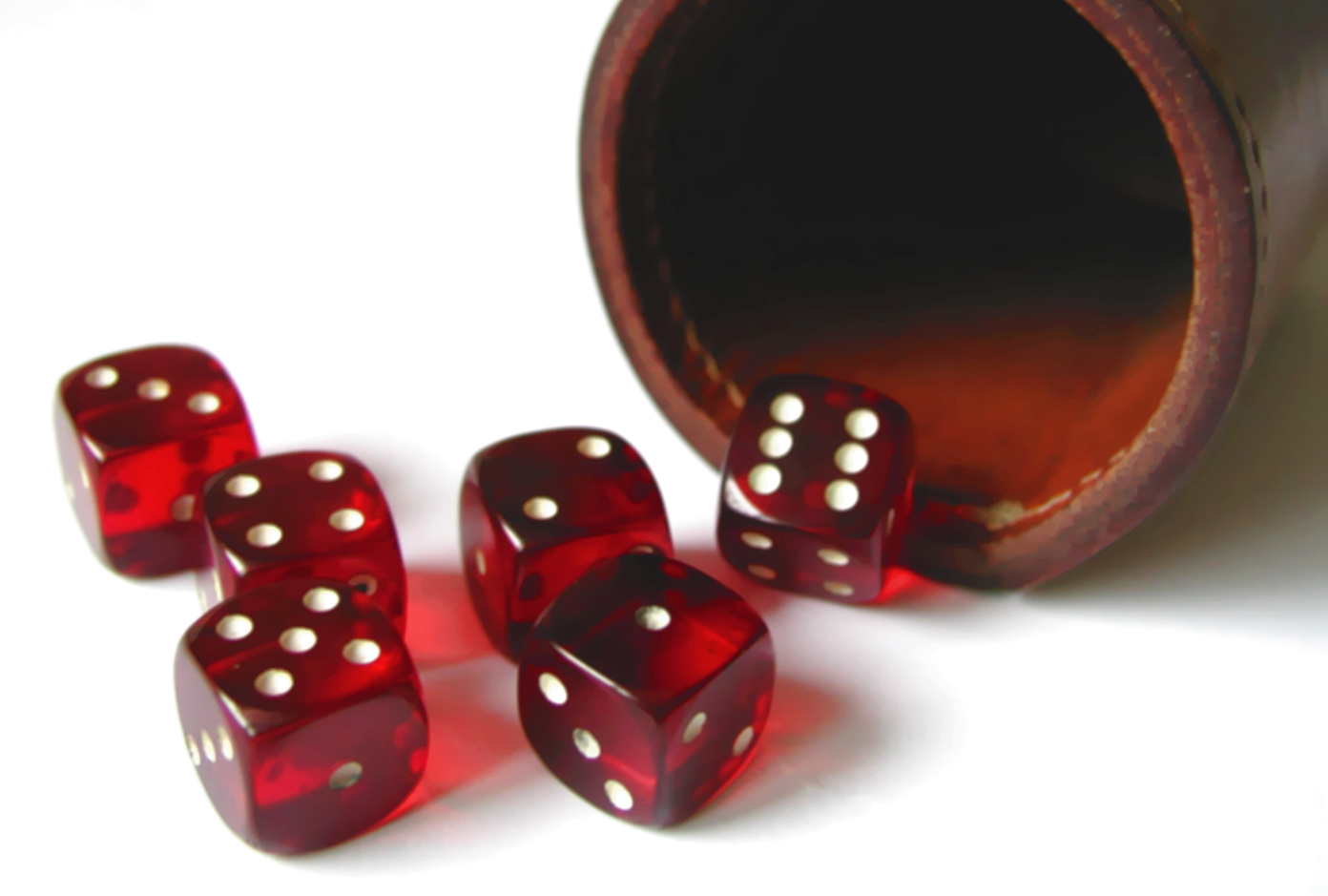
Par sa façon de présenter le mot, exactement comme un dé, sur toutes ses faces et dans son volume [...], Max Jacob, ainsi que le fait très justement remarquer Carco, se rattachait au cubisme. - Son disciple René-Guy Cadou, en 1950.

En 1907, Max Jacob invente le terme de cubisme et se fait le chantre, à l'instar de Pierre Reverdy, d'une « littérature cubiste », c'est-à-dire d’une écriture où la métonymie, l'allitération, la contrepèterie, le calembour, l'allusion, l'aphorisme, l'ellipse, l'antithèse, la parataxe démultiplient les masques signifiants. Il s'en explique. « Le Cubisme en peinture est l'art de travailler le tableau par lui-même en dehors de ce qu'il représente, et de donner à la construction géométrique la première place, ne procédant que par allusion à la vie réelle. Le cubisme littéraire fait de même en littérature, se servant seulement de la réalité comme d'un moyen et non comme d'une fin. ».
Cette distance, ou « marge », entre le poème, voire l'œuvre d'art en général, et ce qu'il représente, est un espace pour la rêverie et procède d'une distanciation qui est plus que l'effet de surprise brechtien, un choix affirmé de l'artiste de « situer » son œuvre par rapport à la réalité qu'il décrit, qui peut être, par exemple, un degré défini d'abstraction, d'absurdité ou d'humour, seule libération possible du dérisoire et du tragique du monde et préalable à tout engagement. Max Jacob appelle cet écart entre le mot et la chose la situation de l'œuvre. C'est ce qui crée l'atmosphère de l'œuvre et, plus que le style, propre à l'auteur qui séduit, lui donne sa puissance intrinsèque, emporte le lecteur ou le spectateur. C'est ce qu'il signale à l'exemplaire Georges Simenon commençant d'inventer ses romans policiers sans intrigues. C'est ce qu'il admire dans le précurseur du Nouveau roman qu'est Tropismes de Sarraute, puis dans le premier roman existentialiste qu'est L'Étranger de Camus, auteur qu'il a soutenu depuis 1932 et qui lui a beaucoup pris.
Max Jacob est ainsi amené à se méfier de toute rhétorique qui ne ferait pas la première place à la rigueur d'écriture que seul exige son objet et refuse de s'inscrire dans tout mouvement littéraire ou artistique, allant jusqu'à affirmer « Quelle bonne fumisterie que le Cubisme et le Cézannisme; il n'y a que l'amour qui compte, le reste est pour faire chef-d'œuvre; or le chef-d'œuvre n'est pas prévisible. », autant dire un effet de mode, ou du hasard. Pour la même raison, il n'intègre pas le groupe des surréalistes, auxquels il reproche de manquer de cœur, « des mots sans les maux ».

### L'émotion comme culte du Sacré-Cœur

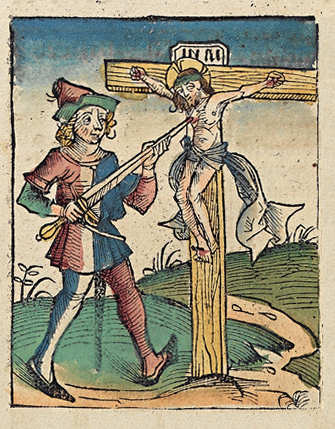
La lance qui a traversé la poitrine de Notre Seigneur Jésus-Christ est la flèche indicatrice du chemin que prennent les idées pour devenir valables.

En effet pour Max Jacob, non pas les artifices de l'écriture, telle que l'écriture automatique ou tout autre procédé, mais l'émotion, littéralement ce qui fait sortir de soi, « l'émotion est le tout des œuvres ». Il précise toutefois que les uns sont la condition nécessaire de l'autre. « L'émotion ne se suffit pas à elle-même contrairement à ce que j'ai cru longtemps. Il faut de l'art! ». Il demeure que « [...] l'union de l'esprit et de la matière [est] la vraie réalité pour le poète : la réalité spirituelle. L'émotion artistique est ainsi le signe que la vie prend conscience de la vie et y participe ».
Max Jacob compare cette émotion artistique, cette élévation de l'âme suscitée par l'œuvre d'art, au coup de lance donné au Sacré-Cœur, ultime plaie par laquelle la divinité « faite homme » se sépare du cadavre et l'esprit, du péché. Il voit dans le Sacré-Cœur le lieu d'une union de la matière et de l'esprit, de la sensibilité et de l'intelligence, qui se traduit en art par « l'intelligence concrète », qui est l'intelligence des poètes. Le poète donne de la vie aux idées et de l'esprit à la vie.
Les symboles du Sacré-Cœur, auquel il mêle des considérations alchimiques et astrologiques, sont au centre de la théorie esthétique de Max Jacob mais aussi d'une éthique de la compassion, l'émotion poétique n'étant pas un moment d'effusion sentimentale mais une recherche d'intériorité. Max Jacob y ajoute une préoccupation politique voire eschatologique, espérant que le culte du Sacré-Cœur convertisse une France, qu'en écrivain fin de siècle il juge décadente, à une intelligence mise au service de la charité et qu'ainsi l'hitlérisme soit vaincu.

### Le lyrisme nouveau de l'œuvre «plafonnante»
C'est dès 1904 que Max Jacob développe, sans jamais cesser de versifier, son esthétique du poème en prose, et dépouille le vers mallarméen de sa préciosité en lui donnant la vigueur de la fantaisie enfantine.
Admirateur de Vigny, il le fait moins par une volonté de rompre avec le romantisme ou le symbolisme que par la recherche du moment où la langue traduit un dépassement de la conscience emportée par les sentiments. Il appelle lyrisme ce franchissement, propice à la rêverie, de la limite du dicible par la sonorité de la langue, qu'il repère chez « le seul poète lyrique de langue française », Apollinaire. « J'entends par l'éclat lyrique, cette folie, cette exaspération de plusieurs sentiments élevés qui, ne sachant comment s'exprimer, trouve un exutoire dans une sorte de mélodie vocale dont les amateurs de vraie poésie sentent les dessous, la légèreté, la plénitude, la réalité : cela est du lyrisme. Il y en a très peu de par le monde et très peu même chez les très grands poètes; il n'y en a pas chez Hugo, ce rhéteur. ».
Il s'agit d'un lyrisme nouveau en ce sens qu'il ne s'exprime pas par le développement de la phrase ou de la strophe autour du thème qui suscite l'émotion mais par le choix d'une épithète qui ouvre l'imagination sur un sens inconscient ou caché. C'est un lyrisme des idées mais un antilyrisme des mots. Cette avarice des mots, cet effacement des effets de style et des artifices rhétoriques, vise à concentrer l'effort d'écriture, par des images concrètes, sur ce que Max Jacob appelle l'« idée trouvaille », et qu'il compare à un plafond au-delà duquel la vision se perd. C'est l'univers spirituel du poète, ce qu'il est en tant qu'homme, et non pas seulement son art, en même temps que sa capacité à en faire un objet étranger à lui-même, qui donne à une œuvre du « plafond ».

### Une esthétique de la transfiguration
Max Jacob, « purifiant la fascination idolâtrique pour emprunter un chemin de contemplation », illustre et défend un art poétique où l'art « sans art » tend à s'effacer devant la révélation mystique, la transfiguration de l'être le plus quotidien et son indicible.
Dès 1922, comme le montrent ses lettres au futur historien du monde du cirque qu'est Tristan Rémy, il se fait le pédagogue d'une poésie lyrique dont l'émotion est le but, le but premier du moins. « Le surréalisme et l'antisurréalisme sont morts. La poésie (qui a pris et qui va prendre beaucoup d'importance) sera une poésie d'émotion, de suites et de variations syntaxiques dues au sentiments. ». Son œuvre d'essayiste et d'épistolier se fait dès lors la source d'un mouvement littéraire plus sensible à la poésie du quotidien qu'au rôle politique du poète. Ce ne sera que durant l'Occupation, que cette jeune génération, qui, sans toujours suivre le maître dans ses constructions métaphysiques et religieuses, ne renie pas son héritage symboliste, s'affirmera sous le nom d'École de Rochefort.
De même que sa peinture ne rivalisera jamais avec celle de Picasso, l'œuvre littéraire de Max Jacob reste cependant, comme par l'effet d'une névrose d'échec ou d'un sentiment mélancolique d'autodérision et d'humilité, dans le sillage des inventions d'Apollinaire. Si, dans le prolongement de la théorie des correspondances, Max Jacob a abordé des disciplines et des genres différents, en se faisant peintre, librettiste et parolier, il demeure avant tout un écrivain dont l'eutrapélie cache une foi candide et anxieuse, à l'écoute des mystères occultes.

« Le propre du lyrisme est l'inconscience, mais une inconscience surveillée. »

— Max Jacob, Conseils à un jeune poète, posthume.

## Œuvre poétique

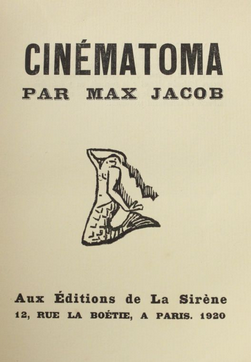
Première édition de Cinématoma. Œuvre prête à imprimer en juillet 1912 qui ne le sera qu'après la mort d'Apollinaire, elle illustre la théorie de la situation, dont Max Jacob voit tardivement l'illustration dans L'Étranger de Camus.

### Contes et nouvelles
- Histoire du roi Kaboul Ier et du marmiton Gauwain, Alcide Picard & Kaan, Paris, 1903,

rééd. Le roi Kaboul et le marmiton Gauvin, Gallimard, Paris, 1971.
nouvelle intégrée en 1921 dans le recueil Le Roi de Béotie.
- Le Géant du Soleil, supplément au Journal des Instituteurs, Librairie générale, Paris, 1904.
- Le Roi de Béotie, Gallimard, Paris, 1921.
- Ne coupez pas, Mademoiselle, ou Les erreurs des P. T. T., Galerie Simon, Paris, 1921, 18 p.
- La Couronne de Vulcain, Galerie Simon, Paris, 1923.
- Le Nom, A la lampe d'Aladdin, no 7, Liège, 1926, 66 p.

### Romans poétiques
- Saint Matorel, Kahnweiler, Paris, 1911, réed. Gallimard, Paris, 1936.
- Le Phanérogame, Chez l'auteur, Paris, 1918.
- Cinématoma. Fragments de mémoires des autres, La Sirène, 1920, réed. Gallimard, Paris, 1929.
- Matorel en province, 1921.
- Le Cabinet noir, Gallimard, Paris, 1922, éd. augmentée, Gallimard, Paris, 1928,

pseudo roman épistolaire.
- Filibuth ou la Montre en or, Gallimard, Paris, 1922.
- Bourgeois de France et d'ailleurs, Gallimard, Paris, 1932.

### Poèmes en prose et en vers
- La Côte. Chants bretons, Chez l'auteur, Paris, 1911.
- Les Œuvres burlesques et mystiques de Frère Matorel, mort au couvent de Barcelone., Kahnweiler, Paris, 1912.
- Le Cornet à dés, Chez l'auteur, Paris, décembre 1917, rééd. Gallimard, Paris, 1945.
- Les Alliés sont en Arménie, plaquette, 1918.
- In R. Allard, A. Breton, F. Carco, L. Codet, F. Fleuret, M. Jacob, V. Larbaud, J.-V. Pellerin & A. Salmon, ill. M. Laurencin, L’Éventail de Marie Laurencin, NRF, Paris, 1922.
- Le Laboratoire central, Au Sans-Pareil, 1922, rééd. Gallimard, Paris, 1960.
- Visions infernales, Gallimard, Paris, 1924.
- Les Tabar, in Sélection, no 3, p. 209-219, décembre 1924.
- Les Pénitents en maillots roses, Collect° Les Cahiers nouveaux, Krà, Paris, 1925.
- Fond de l'eau, Éditions de l'Horloge, Toulouse, 1927.
- Sacrifice impérial, Émile Paul, Paris, 1929, 43 p.
- Rivage, Les Cahiers libres, Paris, 1931.
- Ballades, René Debresse, 1938.

### Poèmes posthumes
- Derniers poèmes en vers et en prose, Gallimard, Paris, 1945.
- L'Homme de cristal, La Table ronde, Paris, 1946, réed. Gallimard, Paris, 1967.
- Poèmes de Morvan le Gaëlique, Gallimard, Paris, 1953.
- Le Cornet à dés, II, Gallimard, Paris, 1955.

### Miscellanées
- La Défense de Tartuffe, Société littéraire de France, Paris, 1919, 213 p.[268].

nouv. éd., introd. & notes André Blanchet, La défense de Tartufe : extases, remords, visions, prières, poèmes et méditations d'un Juif converti., Gallimard, Paris, 1964, 299 p.
Ce livre devait avoir initialement pour titre Le Christ à Montparnasse.
- D'un carnet de notes, Crét, Talence, 1958, 12 p.
- (it) Dir. A. Marchetti, trad. du français M. H. Viviani, Carnet. Viaggio in Italia., Coll. I rombi, Marietti (it), Gènes, 2005, 142 p.  (ISBN 978-8821163395).

### Traduction
- (ca) R. Lulle, Livre de l'ami et de l'aimé, La Sirène, Paris, 1919, rééd. Fata Morgana, Saint Clément, 1987.
- Ill. J. M. Queneau, Bien-aimé Raymond, La Goulotte, Vézelay, 2003.

### Drames
- Trois nouveaux figurants au Théâtre de Nantes, 1919,

nouvelle dialoguée en un acte,
première, par P. Bertin, M. Jacob dans le rôle du proviseur, galerie Barbazanges, Paris, 1919.
- Ruffian toujours, truand jamais., 1919,

pièce en un acte,
première et dernière, par P. Bertin, musique Groupe des Six, musique d'entracte E. Satie (Musique d'ameublement), galerie Barbazanges, Paris, 1920.
- Le Siège de Jérusalem‚ grande tentation céleste de Frère Matorel., Kahnweiler, Paris, 1914.
- Dos d'Arlequin, Le Sagittaire, Paris, 1921.
- Chantage,

première, par Ch. Dullin, Vieux Colombier, Paris, 1922.
- Le Terrain Bouchaballe, Émile Paul, Paris, 1922, réed. Gallimard, Paris, 1964,

comédie en trois actes,
mise en scène au Théâtre Daniel Sorano de Toulouse, le 15 avril 1986.
- La Police napolitaine, 1929, éd. in Théâtre I, Cahiers Max Jacob, Saint-Benoît-sur-Loire, mars 1953.
- Paris province, Théâtre Daniel Sorano, Toulouse, 15 avril 1986.
- Le Journal de modes ou les ressources de Florimond, farce en un acte., Théâtre Daniel Sorano, Toulouse, 15 avril 1986.

## Œuvre critique
« L'image est moins puissante que le rythme [...] Faisons de belles chansons. »

— Max Jacob à un jeune poète.

### Essais de critique littéraire
- Art Poétique, Émile Paul, Paris, 1922.
- L'Homme de chair et l'Homme reflet, Le Sagittaire, Paris, 1924, 256 p.
- Tableau de la Bourgeoisie, NRF, Paris, 1929, 223 p.
- In J. Giraudoux, M. Jacob, J. Kessel, J. de Lacretelle, P. Mac Orlan, P. Morand & A. Salmon, La vie de Théophraste Renaudot, Collection Vies des Hommes illustres, no 42, Gallimard, Paris, décembre 1929.
- Chronique des temps héroïques, 1935,

1re  éd., ill. P. Picasso, Louis Broder, Paris, 1956,
document sur la naissance du cubisme.
2e  éd., ill. P. Picasso, Éditions Fata Morgana, Saint-Clément-de-Rivière, 2020.
- Esthétique : Lettres à René Guy Cadou, extraits, 1937 - 1944., Joca Seria, Nantes 2001.
- « Portrait de l'auteur», in A. Salacrou, L'Archipel Lenoir ou il ne faut pas toucher aux choses immobiles, Gallimard, Paris, avril 1948.

### Préfaces
- C. Valence, Les Interprètes, La Sirène, Paris, 1919.

### Articles
- « Poèmes burlesques », in Des feuilles libres no 28, p. 245-249, septembre 1922.
- « Deux lettres et un commentaire », in Revue hebdomadaire, p. 213-218, 11 août 1928.
- « Max Jacob ou le poète de Saint-Benoît-sur-Loire. Textes et dessins inédits de Max Jacob - hommage de Saint-Pol-Roux - Vers et proses de Marcel Abraham, Jean Cassou, Jean Cocteau...», in Le Mail, no 5, p. 221-272, avril 1928.

### Correspondanc
- Conseils à un jeune poète suivis de Conseils à un étudiant, Gallimard, Paris, 1945[272].
- Lettres à Liane de Pougy, préface de Jean Chalon, Plon, 1980  (ISBN 2-259-00537-3).
- Lettres inédites du poète à Guillaume Apollinaire, Seghers, Paris, 1946.
- Choix de lettres à Jean Cocteau. 1919-1944., Librairie Paul Morihien, Paris, 1949.
- François Garnier, Correspondance, t. I "Quimper-Paris : 1876-1921", Éditions de Paris, Paris, 1953, 229 p.
- François Garnier, Correspondance, t. II "Saint-Benoit-sur-Loire : 1921-1924", Éditions de Paris, Paris, 1956.
- Lettres aux Salacrou. Août 1923 - janvier 1926., Gallimard, Paris, 1958.
- Y. Pelletier, préf. Y. Pelletier, Lettres à René Villard suivies du Cahier des Maximes, Rougerie, Mortemart, 1978.
- M. Green, préf. M. Manoll, Lettres à Michel Manoll, Rougerie, Mortemart, 1985, 163 p. (sans ISBN).
- A. Kimball, Correspondance avec Nino Franck, Peter Lang, Berne, 1989.
- A. Roumieux, L'Amitié - Lettres à Charles Goldblat, Le Castor astral, Bègles, 1994  (ISBN 2859202234).
- A. Kimball, Max Jacob, Jean Cocteau : correspondance 1917-1944., Paris Méditerranée, Paris, 2000.
- A. Kimball, Lettres à Jean Paulhan, Paris Méditerranée, Paris, 2005.
- Lettres et dessins à Paul Huin : 1928-32, Éditions Al Manar, Paris, 2006.
- A. Cariou, Lettres à Lionel Floch, Apogée, Rennes, 2006.
- Les Amitiés & les Amours : correspondances., L'Arganier, Nantes, 2005 & 2006, 3 tomes.
- Lettres à Louis Guillaume, La Part Commune, Rennes, 2007.
- P. Sustrac, Lettres à un jeune homme 1941-1944, Bartillat, Paris, 2009.
- J. Gojard, Max Jacob-André Salmon, 1905-1944., Gallimard, Paris, 2009.
- A. Kimball, Max Jacob écrit. Lettres à six amis. Charles Oulmont, Louis Vaillant, Jean Cassou, René Iché, Louis Dumoulin, Marcel Métivier., coll. Mémoire Commune, PUR, Rennes, juin 2015  (ISBN 2753532710)[273]
- Lettres à Jean Colle 1923-1943- Mémoire de la ville (Douarnenez)-1996.
- A.Ségal, Fragments de pensées et de vie littéraire dévoilés dans quelques lettres de Max Jacob à Tristan Rémy (1922-1923), Du Lérot, éditeur Tusson, Charente, 2014[274].
- Max Jacob, le poète sacrifié, par Agnès Akérib, collection Scènes intempestives à Grignan, TriArtis Paris 2025, isbn 9782490198610.
- Lettre de Max Jacob un peu fâché par le texte à la manière de Max Jacob vu par Max Jacob, de Jean Malo Renault, 1925

### Critiques d'art
- Avec B. Cendrars & P. Reverdy, préf. G. Apollinaire, Exposition André Derain, Galerie Paul Guillaume, Paris, 15-21 octobre 1916.
- Préface, Exposition André Beaudin, Paris, 1925.
- Ill. Josiah Adès, Chronique du jour, Galerie Pierre Colle, Paris, 1932. 15 p. et 20 reprod.

L'exposition a eu lieu en février 1933.

## Œuvre d'exégèse spirituelle

### Essais anthumes
- Commentaire des Écritures, inédit, octobre 1911.
- In J. Giraudoux, M. Jacob, J. Kessel, J. de Lacretelle, P. Mac Orlan, P. Morand & A. Salmon, Les Sept péchés capitaux, Gallimard, Paris, janvier 1929.
- Anatomie religieuse, inédit, 1939,

commandé puis refusé par Gallimard.

### Conférences
- « La Symbolique de Saint Luc », inédit, 1911,

tirée du Commentaire et donnée dans les salons de Paul Poiret.
- « La Symbolique des Évangiles », inédit, 1912,

idem.
- « La Symbolique dans les Écritures », inédit, février 1926,

tirée du même et donnée le 5 février à la Résidence d'étudiants de Madrid.
- « El verdadero sentido de la religión católica », in Une Croix dessus (ca), no 13, IV, p. 8-41, Madrid, 1934,

trad. J. Cordoba, « Vrai sens de la religion catholique », in Centre de recherche Max Jacob, no 4, Université de Saint Étienne, Saint-Étienne, 1982.
- « Las plagas de Egipto y el dolor », in Une Croix dessus (ca), no 18, IX, p. 8-32, Madrid, 1934.

trad. J. Cordoba, « Les plaies d'Égypte et la douleur », in Centre de recherche Max Jacob, no 4, Université de Saint Étienne, Saint-Étienne, 1982.

### Essais posthumes
- Méditations religieuses, la Table ronde, Paris, 1945, rééd. Gallimard, Paris, 1947.
- Avec Claude Valence, Miroir d'astrologie, Gallimard, Paris, 1949.
- Vin, Esprit, Sang., République de Montmartre, Paris, 1962.
- R. Plantier, Méditations, Gallimard, Paris, 1972.
- Avec M. Morel, préf. Didier Gomper-Netter, notes Marcelle Gautrot, Actualités éternelles, La Différence, Paris, 1996.

## Œuvre peint

### Illustration
- M. Jacob, Dos d'Arlequin, Le Sagittaire, Paris, 1921.
- M. Jacob, Filibuth, ou la Montre en or, NRF, Paris, 1923, 268 p., 4e éd.
- M. Jacob, La Côte, 1927, 2e éd.
- M. Jacob, Visions des souffrances et de la mort de Jésus Fils de Dieu : quarante dessins de Max Jacob, avec un portrait de l'auteur par lui-même, Aux Quatre Chemins, Paris, 1928, 279 ex.
- M. Jacob, Tableau de la Bourgeoisie, NRF, Paris, 1929, 223 p.
- M. Jacob, Saint Matorel, Le siège de Jérusalem, Les œuvres burlesques et mystiques de frère Matorel, Gallimard, Paris, 1936, 300 p.
- M. Jacob, Méditations sur le chemin de croix, Courtille libr., mars 1940, 37 f. & 47 dessins dont 6 rehaussés à la gouache ou à l'aquarelle, 1 ex[166].
- Paul Yaki, Montmartre, illustrations de Maurice Asselin, Jean Aujame, René Collamarini et Max Jacob, Éditions G. Girard, 1947.D

### Dessins
Le Vin de la Cène, (19)37, dessin coloré, au Musée Gaspar-Collection de l'Institut Archéologique du Luxembourg à Arlon, Belgique.
- Orléans, musée des Beaux-Arts: 
  - Apollinaire et sa muse, vers 1913, plume et encres noire et brune, lavis brun, gouache et crayons de couleur sur papier vélin, 21,6 x 16,4 cm , musée des Beaux-Arts d’Orléans[275].
  - Crucifixion, vers 1928-1936 (1934 ?), plume et encre brune, lavis brun, pastel et gouache sur papier vélin, 20,9 x 27,3 cm, musée des Beaux-Arts d’Orléans[276].
  - Déjeuner breton, 1930, gouache et aquarelle sur papier vélin, 48 x 59,5 cm, musée des Beaux-Arts d’Orléans[277].
  - Saules au bord de la Loire, 1938, plume et encre noire, gouache, crayon graphite et lavis d’encre sur papier vélin,  36 x 40,2 cm, musée des Beaux-Arts d’Orléans[278].
  - Vision de guerre, plume et encre brune, aquarelle et gouache sur papier marouflé sur carton, 20,6 x 26,7 cm, musée des Beaux-Arts d’Orléans[279].

### Gouaches
Max Jacob a été un peintre estimé.

Œuvres de Max Jacob conservées au Musée des beaux-arts de Quimper
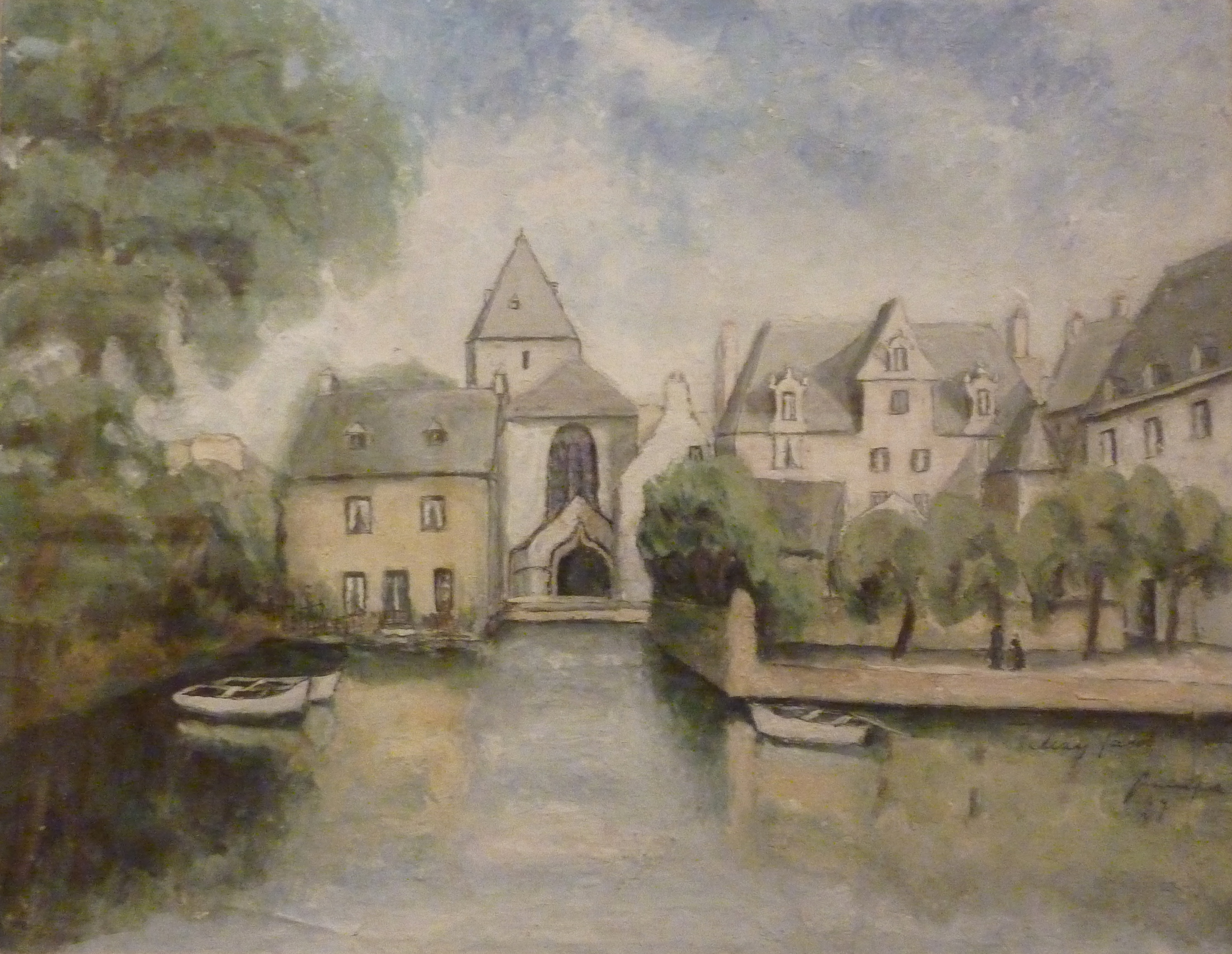
L'église de Locmaria, gouache sur papier, 1927.
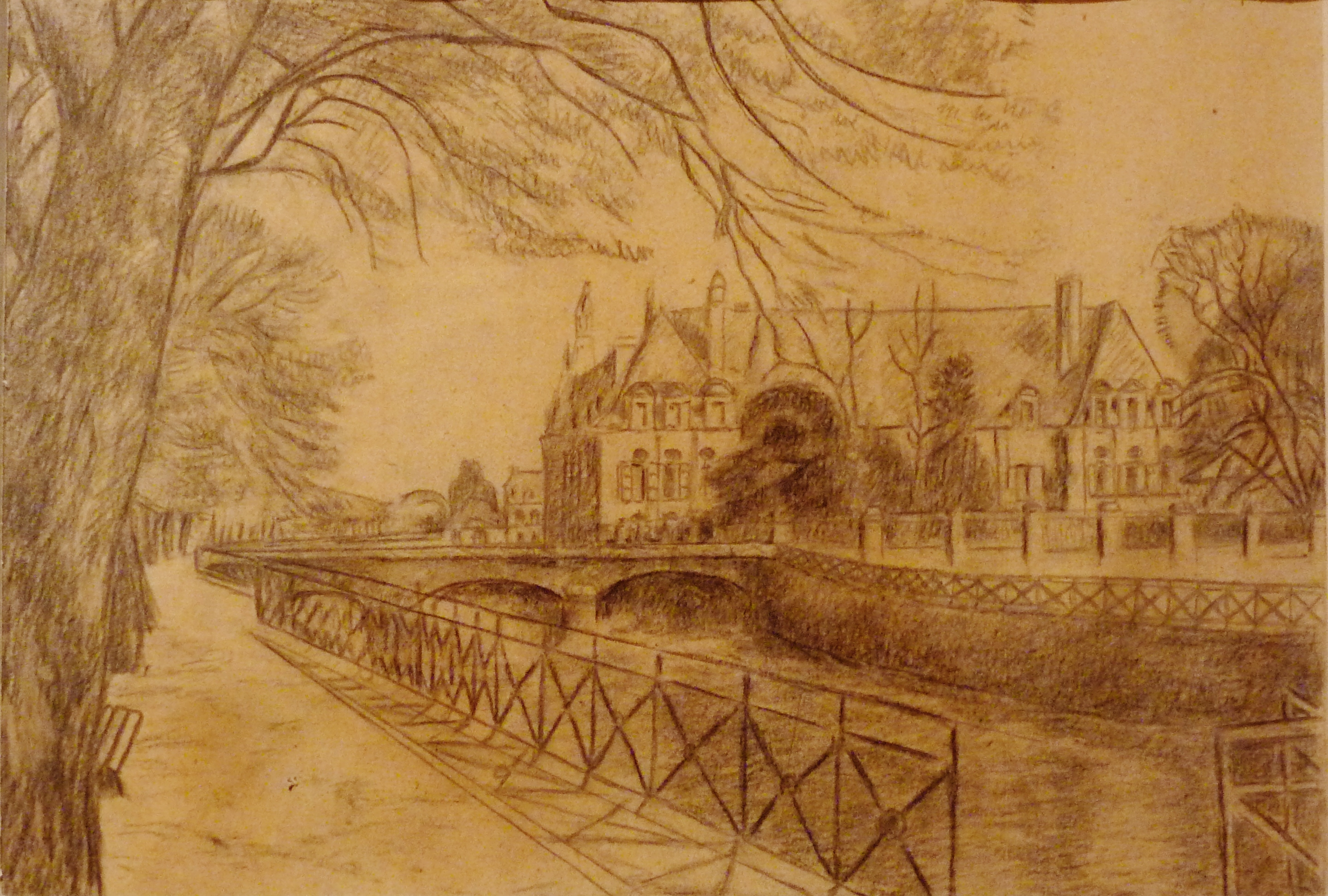
L'Odet devant la préfecture, mine de plomb sur papier beige.
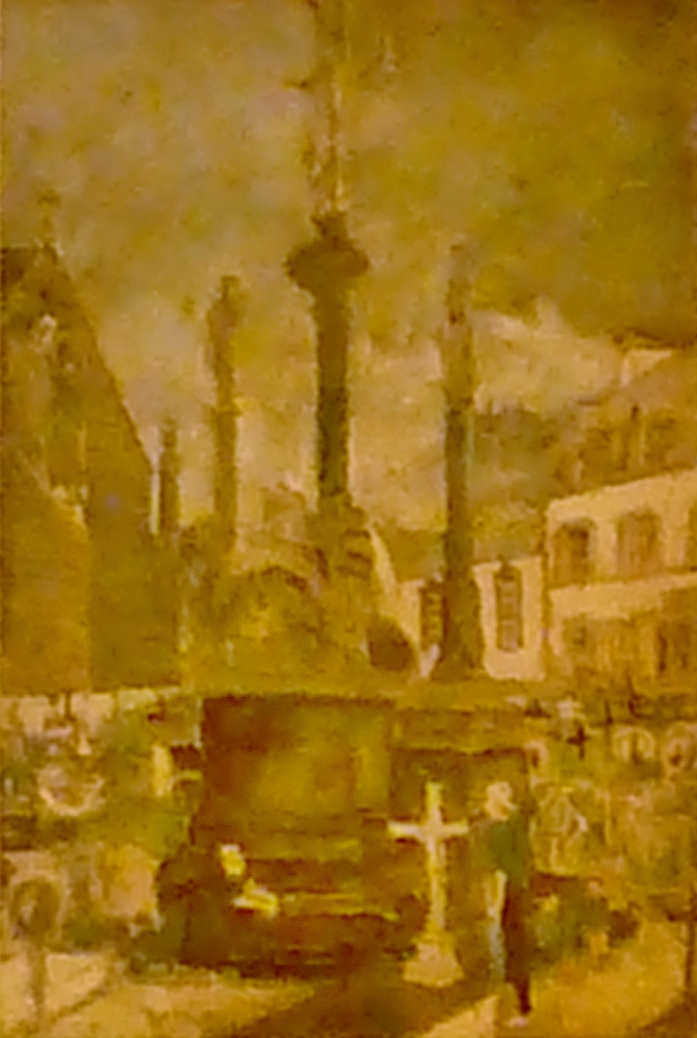
Le calvaire de Guengat, 1930.
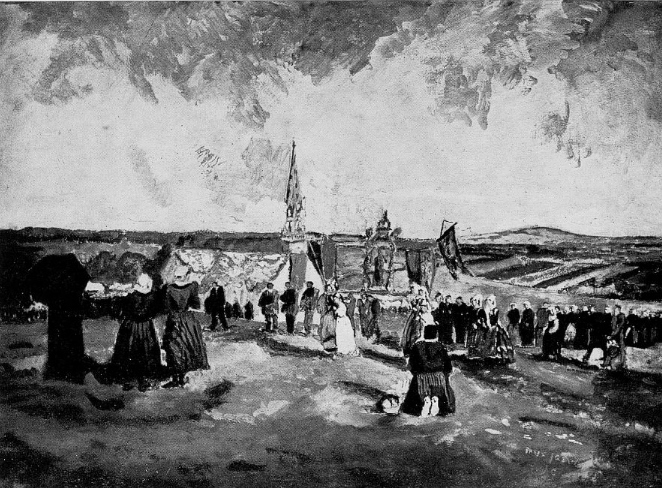
Le pardon de Sainte-Anne, gouache, ca. 1930.
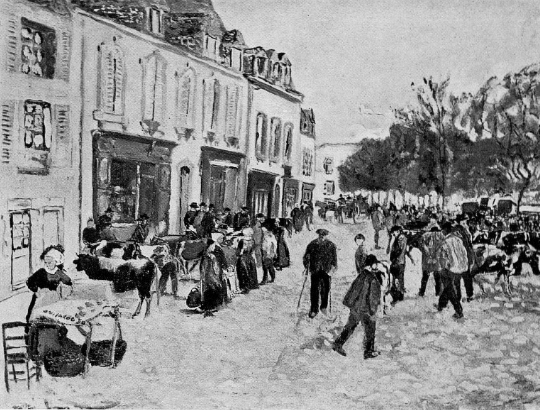
Le marché à Pont-l'Abbé, gouache, ca. 1930.
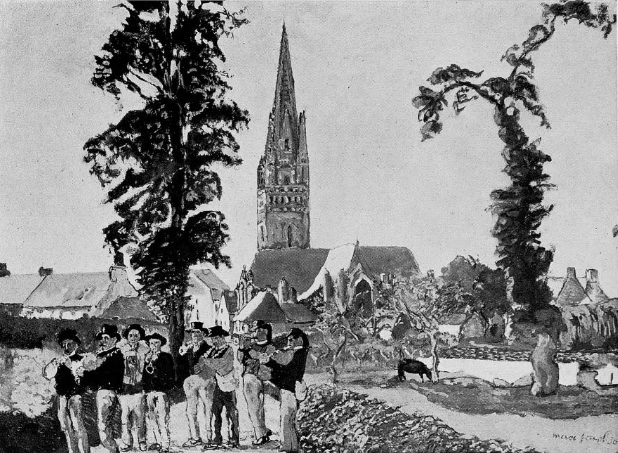
Le clocher de Ploaré, gouache.
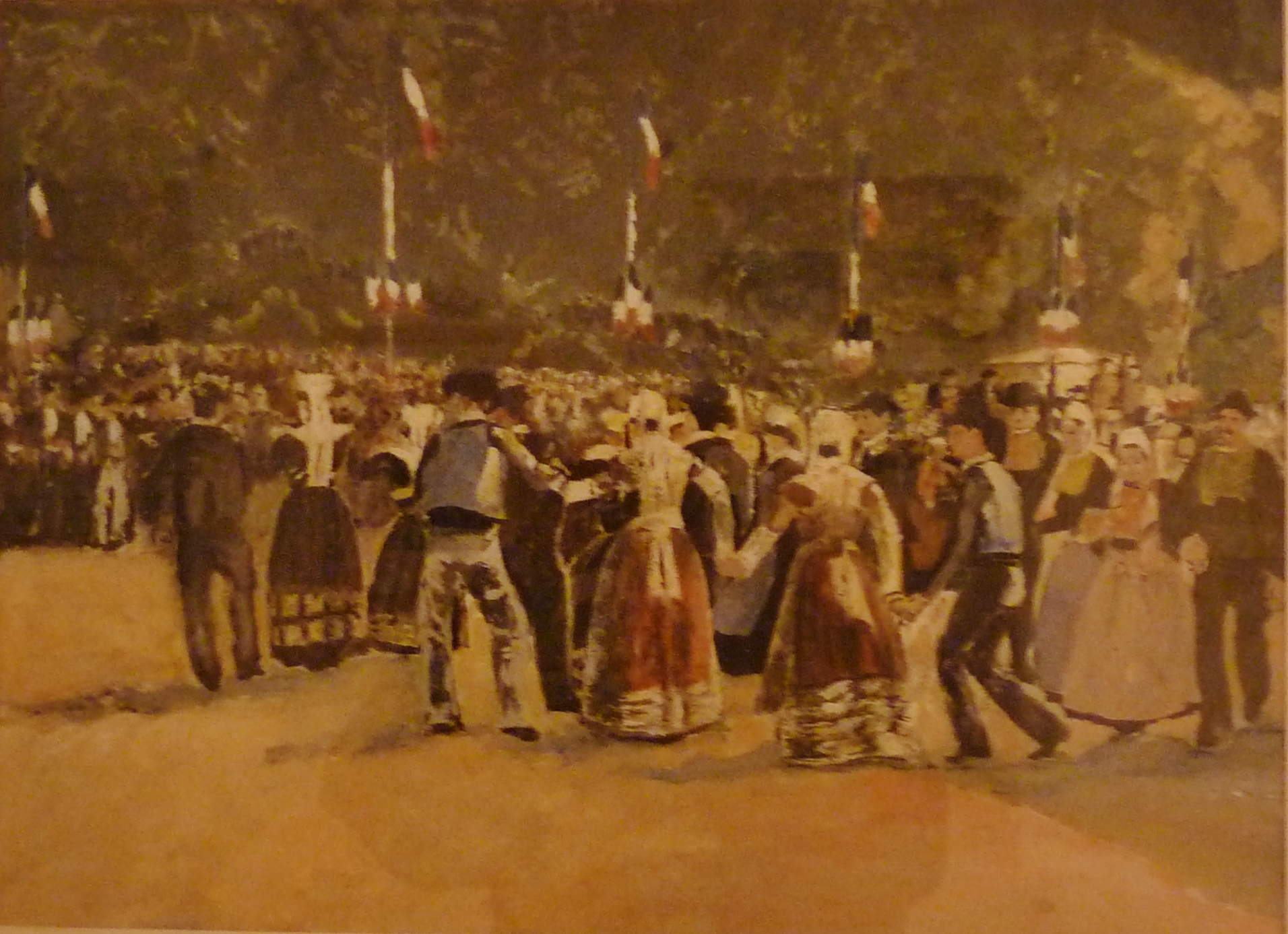
Fêtes à Quimper, gouache sur papier, 1930.
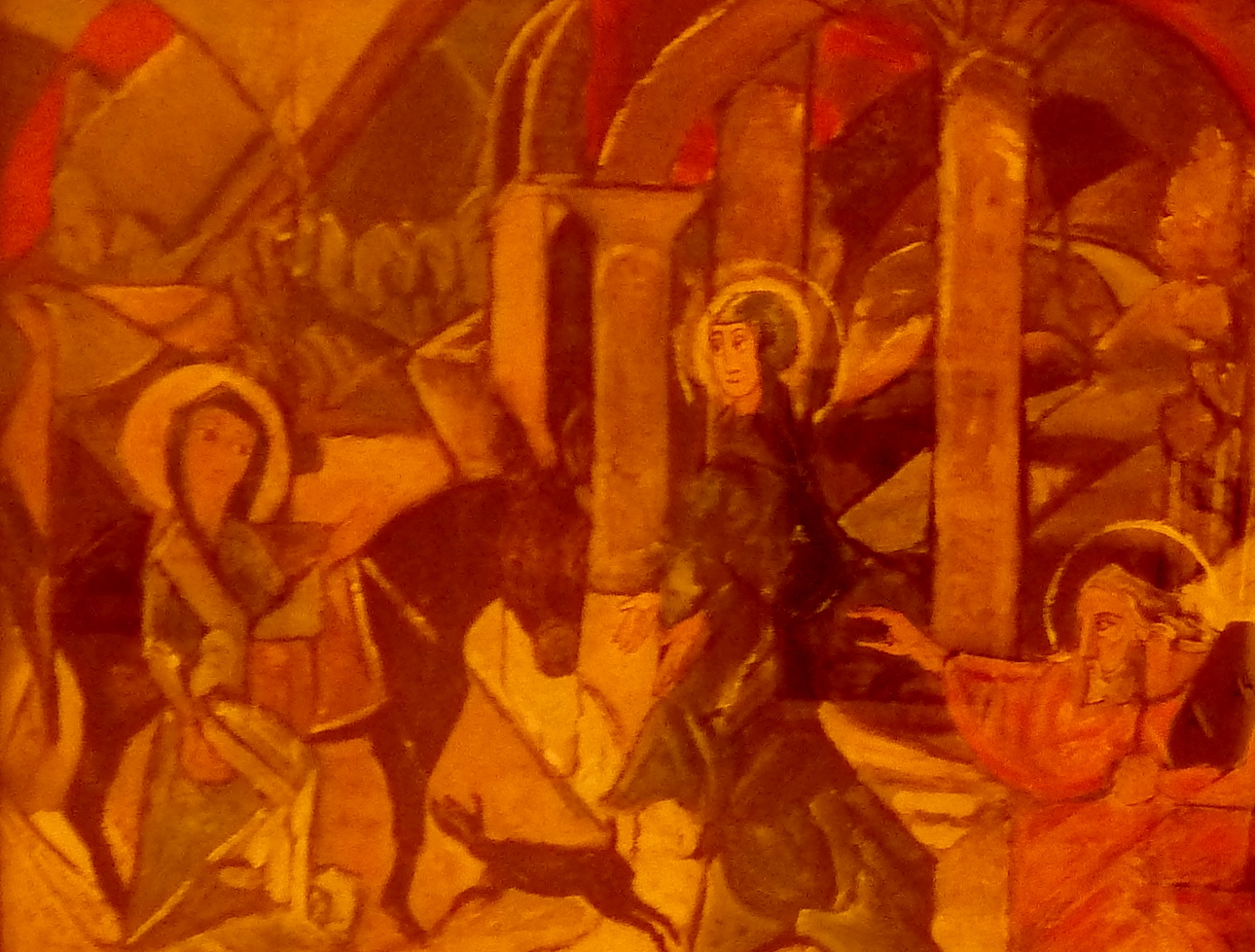
La Visitation, 1938.
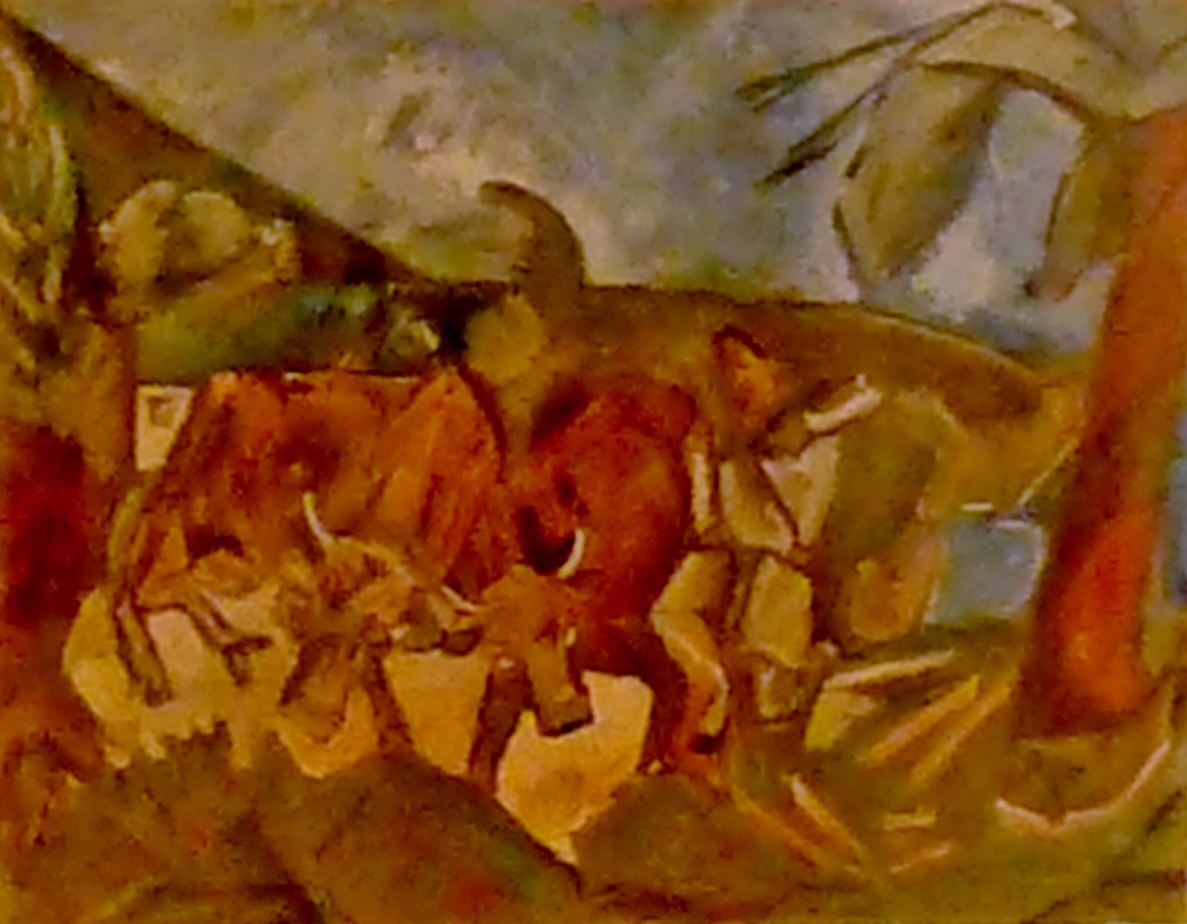
Vaches dans un paysage, 1943.

### Expositions
- Gouaches et dessins, Galerie Bernheim-Jeune, Paris, 8-20 mars 1920.
- Avec S. Ferat, Galerie Percier, Paris 10-24 mai 1924.
- Max Jacob, BMO, Orléans, mai-juin 1947.
- P. Quiniou, Hommage à Max Jacob, Musée des Beaux Arts, Quimper, 17 juin-15 août 1961.
- Max Jacob, BMO, Orléans, 7 mars-2 avril 1964.
- Les Amis de Max Jacob, Hommage à Max Jacob, Musée de Montmartre, Paris, 25 octobre 1976-30 janvier 1977.
- G. Turpin, Max Jacob peintre, Galerie de la Poste, Paris, mars-avril 1988.
- Max Jacob et les artistes de son temps. De Picasso à Dubuffet., Musée des Beaux Arts, Orléans, 1989.
- Ch. Parisot, Max Jacob. L'esoterico., Institut français, Florence, 16 mars-13 avril 1991[281].
- Giorgio & Guido Guastalla, Max Jacob, Rome, 6 décembre 1991-6 janvier 1992.
- H. Seckel, E. Chevrière & H. Henry, Max Jacob et Picasso, Musée des Beaux Arts, Quimper, 21 juin-4 septembre 1994,

rééd. Musée Picasso, Paris, 4 octobre-12 décembre 1994.
- Max Jacob. L'archange foudroyé., Musée des Beaux Arts, Orléans, 1994.
- Max Jacob, le cubisme fantasque, Musée d'art moderne de Céret, 29 juin - 1er décembre 2024.

## Jugements
« C'est le poète le plus simple qui soit et il paraît souvent comme le plus étrange. Cette contradiction s'expliquera aisément lorsque je dirai que le lyrisme de Max Jacob est armé d'un style délicieux, rapide, brillamment et souvent tendrement humoristique. »

— Apollinaire en 1908.

« Il serait malaisé de trouver un esprit plus délié, plus rompu aux jeux de l'imagination et de l'eutrapélie. Ses souples qualités lui eussent permis de devenir un journaliste de belle étoffe, mais il eut [sic] eu quelque remords à marcher sur la route du succès facile. Il a préféré suivre le chemin ardu de « l'homme pur », ou si l'on aime mieux du poëte […]. Les poëmes en prose du « Cornet à Dés » sont variés, allégoriques, souvent anecdotiques, écrits
dans un style précis, adroit et enjoué, mais ils n'illustrent pas en tout point la théorie de M. Max Jacob sur le poëme en prose, parce que celle-ci ne fut définitivement constituée qu'après coup. »

— Son ami et observateur Louis de Gonzague Frick pour la sortie du Cornet à dés en 1917.

« Max Jacob apportait au cubisme une ironie fluette, un mysticisme un peu charentonesque, le sens de tout ce qu'il y a de bizarre dans les choses quotidiennes et la destruction de la possibilité de l'ordre logique des faits. »

— Premier article de presse publié par André Malraux, en 1920.

« Un paradis à la Charlot. »

— René Crevel en 1924 à propos de la mystique du quotidien pratiquée par Max Jacob et son effet burlesque.

« […] Ce mépris de l'authentique, cette dispersion jacassante pour des triomphes de clownerie […] Max, c'est un amas de bouts de ficelles. »

— Pierre Reverdy agacé par l'histrionisme de Max Jacob lors une visite faite en 1925 à Saint-Benoît-sur-Loire.

« Il était, avec Saint-Pol-Roux, un de nos plus grands poètes. […] Son œuvre […] marque une véritable date dans la poésie française. Depuis Aloysius Bertrand, Baudelaire et Rimbaud, nul plus que lui n'avait ouvert à la prose française toutes les portes de la poésie. »

— Paul Éluard, avril 1944.

« Max […] avait un sens presque surnaturel du naturel, c'est-à-dire qu'il en décelait l'irrationnel avec une roublardise qui n'appartient qu'aux enfants ou aux prophètes […]. »

— Le poète Roger Lannes en 1945.

« Comme l'a écrit un de ceux-là, princes du verbe, et sous les doigts de qui semblent glisser d'eux-mêmes les fils du masque de l'Ego, j'ai nommé Max Jacob, poète, saint et romancier, oui, comme il l'a écrit dans son Cornet à dés, si je ne m'abuse : le vrai est toujours neuf. »

— Jacques Lacan en 1946 à propos du caractère toujours neuf des pensées fondatrices.

« Grave et multiple, il l'emporte sur Apollinaire, troubadour de l'Île-de-France et des rives du Rhin, car les mystérieuses architectures de Picasso trouvent mieux leur réponse dans le Cornet à Dés que dans Alcools et Calligrammes. »

— Jean Cocteau à propos de Max Jacob, qui se plaignait d'être considéré moins comme un auteur que comme un ami d'Apollinaire.

« Une question se pose au sujet de ses romans, si on peut appeler romans ces rapsodies étourdissantes dont les morceaux ne tiennent entre eux que par l'unité du fond et du ton. »

— André Billy en 1965 sur l'effet moindre dans le roman que dans la poésie d'un style diffluent.

« […] Mélange incessant de Mozart et de Polichinelle […] »

— Claude Roy en 1970.

« Une autre caractéristique de l'univers démoniaque de Max Jacob [est] la présence des animaux. L'animalité est le domaine de Satan. Le monde animal représente la dégradation des formes humaines. Il y aurait de quoi remplir une arche avec toutes les présences animales qui grouillent dans les pages. Elles sont liées à une répulsion personnelle de l'auteur : « Toi qui a si peur des bêtes, tu seras entouré des bêtes. » De là des démons à têtes d'animaux, puants, gluants. Les glissements, les frôlements entraînent une réaction de dégoût. L'animal révèle la secrète possession […] »

— Étude didactique de 1972 faite en Sorbonne.

« Et j'admirais l'utilité de la moindre syllabe. Un mot changé, une virgule, et l'expérience était manquée. Max Jacob ne manque jamais ses tours de prestidigitateur. « Sautez à la corde en descendant l'escalier, vos pieds ne le toucheront pas. » Une petite fille aux jambes de garçon volette en souriant à côté de la rampe. Ses nattes flottent comme une algue. Ralenti. Ce silence oblige à se taire. Max Jacob pose côte à côte sur la table au tapis rouge les objets les plus ressemblants : « L'enfant, l'éfant, l'éléphant, la grenouille et la pomme sautée. » J'adorais cette chose là où je voyais enfin le contraire de l'arbitraire. »

— Yvon Belaval en 1974.

« L'image : « Chaque brin d'herbe était un morceau de folie » est particulièrement frappante, grâce au procédé fréquemment employé par Max Jacob et les poètes modernes, qui consiste à créer une métaphore à partir du moule syntaxique de la définition : « ceci est cela ». L'utilisation d'une formule du langage rationnel et didactique parait garantir en elle-même une certaine authenticité, pour, en fait, énoncer un contenu parfaitement incohérent. »

— La poésie de la rupture sémantique.

« […] Que tout soit nouveau. […] Cette poésie est incantatoire, divinatoire, elle est débordement sur le futur. N'est-il pas significatif que les deux poètes les plus dévorés par ce feu intérieur, par cette nécessité de la « révélation de l'être », Max Jacob et Antonin Artaud, aient tous deux été passionnés d'alchimie et de kabbale, et tous deux adressé des prophéties à leur entourage ? Ici, la poésie rejoint la vocation divinatoire, qui arrache l'homme au monde des apparences et le transfigure. »

— Jean Marie Le Clézio en 1981 en préface aux Derniers poèmes.

« L'on a souvent répété que Max Jacob était bon, écrit-il en 1937. Oui, certes, il fut bon, très bon, mais il faut ajouter que cette bonté fut si entière qu'elle le portait à se montrer impitoyable dès qu'il s'agissait d'atteintes à la forme, la belle forme que dans son art prestigieux ne définit aucune loi. Il fallait faire comme lui: de la poésie pure et innocente avec ce qui bouge simplement dans la vie. Rester attentif, modeste et blanc. Les syllabes lancées en l'air, si l'astre qui vous guide est vigilant, retombent et marchent. Abolir l'orgueil, aimer ce qui est aimable, croire, croître. C'est cette simplicité qui l'a fait inimitable. »

— Charles-Albert Cingria , dans "Portraits", Lausanne, L'Age d'Homme, coll "Poche Suisse" 1994, p. 49.

« […] La poésie jacobienne emprunte très souvent les traits qui, depuis la Renaissance, caractérisent l’art baroque : le goût de la métamorphose, du masque et du trompe-l’œil, le refus des frontières stables, la réversibilité des genres et des codes littéraires, le jeu sur la disproportion et la dissymétrie, et enfin la passion des miroirs et des reflets. »

— Opposition du vers libre de Max Jacob à celui, romantique, d'Aloysius Bertrand.

## Adaptations musicales
L'intégralité des pièces mentionnées ci-dessous a été soigneusement répertoriée par l'Académie Francis Poulenc.

### Claude Arrieu
Chanson de Marianne. 2 versions en sol mineur : voix seule (élevée) ou duo mezzo-soprano et baryton. Dédiée à Genevière Tourraine et Gérard Souzay. Edition Pierre Noël, 1951

### Georges Auric
- Trois poèmes de Max Jacob pour piano et voix dédiés à André Dubois, Heugel, 1948

- Lord Bolingbroke
- Pour demain 
- Il se peut qu'un rêve étrange 

### Henri Bordes
Fable sans moralité. Partition pour voix et piano (ou orchestre) dédiée à H. B. Etcheverry, Maurice Sénart, 1931 

### Vincent Bouchot
- Trois poèmes de Max Jacob pour voix et piano dédiés à Laurent Slaars et Doris Reinhardt, 1995

- Comme Marie-Madeleine
- Le Corbeau de Saint-Paul ermite
- Taie divine 

### Robert Caby
- Cinq poèmes de Saint Matorel, pour voix et piano. Cahier 27, édition de l'Association des Amis de Robert Caby, 1994

- La cicatrice à ta face, empereur en sol Majeur
- Les papillons méprisent ma fleur en si Majeur
- Les poissons sont des yeux qui oublient en mi bémol Majeur
- Retour de chasse en mi bémol Majeur
- Sur la pointe d'une fougère en si bémol Majeur
- D'autres poèmes de Max Jacob (titre personnel). Cahier 27, édition de l'Association des Amis de Robert Caby, 1994

- Amour du prochain pour voix et piano. Dédié à Darius Milhaud
- Art poétiques. Impuissance pour voix et piano en ut Majeur. Dédié à Philippe Gaucher
- Dans la forêt silencieuse pour voix et piano en la mineur. Dédié à Darius Milhaud
- Pour demain soir en mi mineur pour flûte, clarinette et cor et voix

### Oswald d'Estrade-Guerra
La jeune fille prend des leçons de printemps pour voix et piano. Partition dédiée à Jane Bathori. Manuscrit autographe conservé à la BNF

### André Jolivet
La Mule de Lord Bolingbroke, pour voix et piano. Edition Gérard Billaudot, 1994

### Nicolas Nabokov
- 6 Mélodies pour voix et piano dédiées à Marian Dougherty. Edition La Sirène Musicale, 1938

- Angoisses
- L'adultère
- L'Aubépin
- La Crise
- Lune
- Vos yeux clos

### Francis Poulenc
- Le Bal Masqué pour orchestre de chambre et voix. Dédié à la Vicomtesse de Noailles. Rouart, Lerolle (Salabert), 1932

- Préambule et air de bravoure
- Intermède
- Malvina
- Bagatelle
- La Dame aveugle
- Finale
- Quatre poèmes de Max Jacob pour quintette à vents et voix, dédiés à Darius Milhaud. Création le 7 janvier 1922 sous la direction du dédicataire à la Salle des Agriculteurs (Paris). Publication Salabert, 1995

- Est-il un coin plus solitaire 
- C'est pour aller au bal
- Poète et ténor
- Dans le buisson de mimosa
- Cinq poèmes de Max Jacob pour voix et piano (FP 59) dédiés à Suzanne Balguerie. Rouart, Lerolle (Salabert), 1932

- Chanson bretonne
- Cimetière
- La petite servante
- Berceuse
- Souric et Mouric 

### Vittorio Rieti
- Quatre poèmes de Max Jacob pour voix et piano dédiés à Suzanne Peignot. Publication General Music Publishing Co Inc, 1975

- La Crise
- Le Noyer fatal
- Monsieur le Duc
- Soir d'été

### Henri Sauguet
- Visions infernales pour baryton et piano dédiées à Doda Conrad. Publication Heugel, 1950. Création le 16 janvier 1948 chez Marie-Laure de Noailles par le dédicataire. Création publique le 28 décembre 1948 au Town Hall de New York par le dédicataire et Erich Itor Kahn.

- Le Petit Paysan
- Exhortation 
- Que penser de mon salut
- Régates mystérieuses
- Voyage
- Voisinage 
- Les pénitents en maillot rose, 5 Poèmes de Max Jacob pour voix et piano dédié à Pierre Colle. Publication Heugel, 1949

- A une sainte, un jour de fête
- Jardin mystérieux
- Marine à Roscoff
- La ville
- Ports de l'enfer
- Un amour de Titien, opérette en cinq actes. Cahiers Max Jacob, Saint-Benoît-sur-Loire, 1953.

#### Ouvrages
- A. Billy, Jacob Max, Paris, Seghers, 1949, 211 p.
- R. Guiette, La vie de Max Jacob, Paris, Éditions Nizet, 1976.
- André Peyre, Max Jacob quotidien, Paris, Éditions José Millas-Martin, 1976.
- P. Andreu, Vie et mort de Max Jacob, Paris, Éditions de La Table ronde, 1982.
- Béatrice Mousli, Max Jacob, Paris, Flammarion, coll. « Grandes biographies », 2005  (ISBN 2-08-068074-9).
- Y. Pelletier, Max Jacob, le Breton errant, Saint-Cyr-sur-Loire, Éditions Christian Pirot, 2004.
- Lina Lachgar, Arrestation et mort de Max Jacob, Paris, Éditions de la Différence, 2004.
- Dictionnaire Max Jacob, sous la dir. d'Alexander Dickow et Patricia Sustrac, Paris, Classiques Garnier, 2025.

#### Témoignages
- Abbé Maurice Morel, « La route du Bon Larron », Centre de recherches Max Jacob, no 3,‎ 1980, p. 108-110. (lire en ligne)
- L. Émié, Dialogues avec Max Jacob, Paris, Corrêa & Buchet/Chastel, 1954 ; rééd. Bordeaux, Le Festin, 1994  (ISBN 9782909423135).
- J. Rousselot, Max Jacob au sérieux (essai), Rodez, Éditions Subervie, 1958.
- P. Andreu, Max Jacob, Collection des Conversions célèbres, Wesmael-Charlier, 1962, 146 p.
- P. J. Hélias, Le piéton de Quimper, Paris, Éditions de Fallois, 1993.
- J. Cassou, J. Follain, P. J. Hélias, V. Larbaud, Jean-Jacques Mezure, J. Rousselot, J. Supervielle, ill. J. Cocteau, M. Jacob, Edmond-Maurice Pérot, P. Picasso, & al., Pour les cinquante ans de la mort de Max Jacob à Drancy (1944-1994)., Troyes, Les Cahiers bleus, spéc. no 6, septembre 1994, 136 p.
- G. Bounoure, Souvenirs sur Max Jacob, avec deux portraits de Max Jacob par Picasso et un de Picasso par Max Jacob, Paris, La Délirante, mars 2014.
- Description physique et vestimentaire par Paul Léautaud (Journal littéraire au 19 avril 1916).
- M. Leclerc, Max Jacob à Saint-Benoît-sur-Loire 1936-1944, Avignon, Éditions Docteur angélique, 2020  (ISBN 978-2-918303-35-0)

#### Sur l'œuvre écrit
- H. Fabureau, Max Jacob, son œuvre, Paris, Nouvelle revue critique, 1935.
- Joseph Pérard, Max Jacob l'universel : étude, inédits, Colmar, Alsatia, 1974.
- Maria Green, avec la collab. de Christine van Rogger Andreucci, Centre de recherches Max Jacob, Bibliographie des poèmes de Max Jacob parus en revue, Saint-Étienne, Publications de l'Université de Saint-Étienne, 1992, 126 p.  (ISBN 2-86272-019-4).
- Christine van Rogger Andreucci, Jacob, poète et romancier - Actes du colloque du CRPC, Pau, Université de Pau, mai 1994,

avec des lettres inédites de Max Jacob, Valery Larbaud et Jean Cocteau.
- Catalogue d'exposition, Max Jacob et les écrivains rémois. Œuvres imprimés et manuscrits, Reims, Bibliothèque municipale, 1994.
- Dir. A. Rodriguez & P. Sustrac, Cahiers Max Jacob, no 13-14 « Max Jacob épistolier. La correspondance à l'œuvre. Actes du colloque international d'Orléans, 26 et 27 novembre 2012, Bray-en-Val, 2013 », Saint-Benoît-sur-Loire, Amis de Max Jacob, 2014.
- A. Rodriguez & P. Sustrac, « Bibliographie de la correspondance de Max Jacob », in Cahiers Max Jacob, no 13-14, p. 311-325, Saint-Benoît-sur-Loire, Amis de Max Jacob, 2014.
- Ph. Geinoz, Relations au travail. Dialogue entre poésie et peinture à l'époque du cubisme. Apollinaire, Picasso, Braque, Gris, Reverdy, Genève, 2014.
- Ch. Dobzynski & J. B. Para, Max Jacob - François Cheng, Europe, no 1019, Paris, mars 2014  (ISBN 9782351500620).
- Lina Lachgar, Max Jacob dans tous ses états, avec 15 croquis inédits de Max Jacob, Paris, Éditions du Canoë, 2019.
- Yannick Pelletier, Max Jacob (1876-1944), in  Littérature bretonne de langue française, dir. Pascal Rannou, Fouesnant, Yoran Embanner, 2020, p. 243-248.

#### Sur le lyrisme nouveau
- J. Grenier, « L’Art poétique de Max Jacob », in Combat, no 131, p. 2, Paris, 10 novembre 1944.
- R. G. Cadou, Esthétique de Max Jacob, Paris, Pierre Seghers, juin 1956.
- Dir. Jean de Palacio, « Max Jacob (1) : Autour du poème en prose. », La Revue des lettres modernes, no 336-339, Paris, Éditions Lettres Modernes / Minard, 1973, 208 p.
- Dir. Jean de Palacio, « Max Jacob (2) : Romanesques », in La Revue des lettres modernes, no 474-478, Paris, Éditions Lettres Modernes / Minard, 1976, 200 p.
- Dir. Jean de Palacio, « Max Jacob (3) : Situation de Max Jacob », in La Revue des lettres modernes, no 621-626, Paris, Éditions Lettres Modernes / Minard, 1982, 184 p.
- Christine van Rogger-Andréucci, Max Jacob : acrobate absolu., Seyssel, Éditions Champ Vallon, coll. « Champ poétique », 1993, 205 p.  (ISBN 9782876731714).
- S. Harrow, « Jacob, résolument moderne. Théorie et écriture dans Le Cornet à dés », in A. Guyon, Max Jacob à la confluence. Actes du colloque de Quimper, 21-23 octobre 1994., p. 177-190, Quimper, 2000  (ISBN 2908195283).
- M. Modenesi, « "De la terre au ciel". Jacob et le petit poème en prose », in S. Cigada (it), Letture de Max Jacob, p. 101-131, Milan, 2001.
- A. Rodriguez, Modernité et paradoxe lyrique : Max Jacob, Francis Ponge, Paris, J. M. Place, coll. « Surfaces », 2006.
- S. Pascal, « Polémique et poétique : Max Jacob et Pierre Reverdy. », in P. Marot, Les textes liminaires, p. 231-248, Toulouse, 2010.
- A. J. Davies, Max Jacob and the Poetics of Play, Londres, 2011.
- Avec H. Henri, M. C. Durand Guiziou, Max Jacob et la nomination, étude de la genèse des noms propres et jouissance créatrice autour du signe onomastique., Paris, Éditions L’Harmattan, septembre 2014.
- A. Dickow, Jacob et le symbolisme, in Europe, no 92.1019, p. 104-115, 2014.
- A. Dickow, Le Poète innombrable. Cendrars, Apollinaire, Paris, éditions Jacob, 2015.

#### Thèses de doctorat
- Sœur Loretto, L'humour jacobien, Sorbonne Nouvelle, Paris, mai 1969.
- U. Pfau, dir. W. Pabst (de), Die Antinomie der bürgerlichen Satire. Untersuchungen zu Leben und Werk Max Jacobs, Université libre de Berlin, Berlin, 1972.
- Christian Pelletier, dir. Michel Décaudin, Max Jacob, un regard sur la vie quotidienne vers 1920., Université de Paris-X, Nanterre, juin 1972, 323 p.
- René Plantier, dir. Frédéric Deloffre, Le système poétique de Max Jacob, Sorbonne, Paris, 1er décembre 1973.

#### Sur l'oblat
- Dir. J. de Palacio, Spiritualité de Max Jacob, La Revue des lettres modernes, 1981.
- Christine van Rogger-Andreucci, Poésie et religion dans l’œuvre de Max Jacob, Paris, Éditions Honoré Champion, 1994.
- (en) N. Oxenhandler, Looking for Heroes in Postwar France: Albert Camus, Max Jacob and Simone Weil, Lebanon (New Hampshire), Presses (en) du Collège Dartmouth, décembre 1995, 224 p.  (ISBN 0874517311).

#### Sur le peintre
- Nieszawer & Princ, Histoires des artistes Juifs de l'École de Paris, 1905-1939, (Denoël, 2000 - Somogy, 2015) Les étoiles éditions, 2020, p.193-197.
- André Cariou, Max Jacob, le peintre inavoué, Spézet, Coop Breizh, 2014.

#### Catalogues d'œuvres picturales
- Catalogue de vente de la bibliothèque Paul Bonet, Paris, Hôtel Drouot, 1970.
- Giorgio & Guido Guastalla, Max Jacob, Milan, Graphis Arte, janvier 1992.
- H. Seckel, E. Chevrière & H. Henry, Max Jacob et Picasso, Paris, RMN, 1994, 365 p.
- Catalogues d'expositions, cf. supra.
- Max Jacob, Le cubisme fantasque, Musée d'art moderne de Céret, Éditions Lienart, 2024, 176 p.

#### Études jacobiennes
- Dir. Patricia Sustrac, Les Cahiers Max Jacob
- Hélène Henry, Documents inédits de Maria Green classés par thèmes
- (en) Maria Green, Bibliography of Max Jacob

### Iconographie
- A. Cariou & I. Klinka, Max Jacob. Portraits d'artistes, Paris, Somogy, 2004.
- Bernard Duvert, Max Jacob, histoires sans paroles, Plaine-et-Vallées, Éditions Artys, 2014 Artys.

#### Sur l'homme
- Résumé publié par l'abbaye de Fleury
- L. Giraudon, Max Jacob, Paris, P.O.L, novembre 2011.
- Nieszawer & Princ, Histoires des artistes Juifs de l'École de Paris, 1905-1939, (Denoël, 2000 - Somogy, 2015) Les étoiles éditions, 2020, p. 193-196.
- Max Jacob sur le site ecoledeparis.org

#### Textes en ligne
- Florilège en ligne
- Florilège en anglais
- Citations de Max Jacob publiées par Le Monde.

#### Autres
- Association les Amis de Max Jacob
- Onze numéros de Lettres et mots, revue de l'AMJ, 2005-2012.
- Musée des beaux-arts de Quimper, Fonds Max Jacob et ses amis

#### Bases de données et dictionnaires
- Ressources relatives aux beaux-arts :   - AGORHA
  - Art Institute of Chicago
  - Bénézit
  - Bridgeman Art Library
  - British Museum
  - Grove Art Online
  - Musée national centre d'art Reina Sofía
  - Museum of Modern Art
  - MutualArt
  - National Gallery of Art
  - RKDartists
  - Union List of Artist Names
- Ressources relatives à la littérature :   - Academy of American Poets
  - Internet Speculative Fiction Database
  - NooSFere
  - Poetry Foundation
  - Printemps des poètes
  - Projet de recherche en littérature de langue bretonne
- Ressources relatives à la musique :   - International Music Score Library Project
  - Discogs
  - MusicBrainz
  - Muziekweb
- Ressources relatives à la recherche :   - Isidore
  - Persée
- Ressource relative à la religion :   - Dictionnaire de spiritualité
- Ressource relative au spectacle :   - Les Archives du spectacle
- Ressource relative à plusieurs domaines :   - Radio France
- Ressource relative à la vie publique :   - base Léonore
- Notices dans des dictionnaires ou encyclopédies généralistes :   - Britannica
  - Brockhaus
  - Den Store Danske Encyklopædi
  - Deutsche Biographie
  - Enciclopedia De Agostini
  - Gran Enciclopèdia Catalana
  - Hrvatska Enciklopedija
  - Internetowa encyklopedia PWN
  - Nationalencyklopedin
  - Proleksis enciklopedija
  - Store norske leksikon
  - Treccani
  - Universalis
- Notices d'autorité :   - VIAF
  - ISNI
  - BnF (données)
  - IdRef
  - LCCN
  - GND
  - Italie
  - Japon
  - CiNii
  - Espagne
  - Belgique
  - Pays-Bas
  - Pologne
  - Israël
  - NUKAT
  - Catalogne
  - Suède
  - Vatican